# Wielkie Arkana
Arkana Wielkie (łac. arcana – wtajemniczenie, wiedza tajemna) – grupa kart talii tarota. Autorem terminu arkana wielkie jest Jean-Baptiste Pitois, który posłużył się nim do opisania tej grupy kart w książce pt. Historie de la Magie, du monde Surnaturel et de la fatalité a travers les Temps et les Peuples (wyd. 1870).

## Arkana Wielkie jako zbiór archetypów
Arkana Wielkie mogą być interpretowane jako zbiór 22 archetypowych sytuacji, postaci i ról, jakich doświadczają ludzie w swojej życiowej wędrówce, której celem, jak twierdzą ezoterycy i mistycy, jest oświecenie duszy. Na początku tej drogi znajduje się arkan Głupiec, a na końcu arkan Świat. Zobacz też: archetyp w psychologii.

## Porównanie numeracji Wielkich Arkanów w niektórych taliach
- A – Tarot J. Nobleta (Tarot marsylski)[2]
- B – Tarot J. Viéville’a (Tarot belgijski)[3]
- C – Rider-Waite Tarot (tarot A.E. Waite’a)

|                             | Numer karty w danej talii | Numer karty w danej talii | Numer karty w danej talii | Numer karty w danej talii       | Numer karty w danej talii                                                       |
| Karta                       | A                         | B                         | C                         | Thoth Tarot (tarot A. Crowleya) | Grand Etteilla ou Tarots Egyptiens (tarot Etteilli; wyd. Grimaud 1998)          |
| --------------------------- | ------------------------- | ------------------------- | ------------------------- | ------------------------------- | ------------------------------------------------------------------------------- |
| Głupiec                     | bn                        | bn                        |                           |                                 | 78 oraz 0 (↑Folie ↓Egarement; ↑Szaleństwo ↓Zagubienie)                          |
| Kuglarz (Mag)               | 1                         | 1                         | 1                         | 1                               | 15 (↑Chagrins ↓Maladie; ↑Zmartwienia ↓Choroba)                                  |
| Papieżyca (Kapłanka)        | 2                         | 2                         | 2                         | 2                               | 8 (↑Ténacité ↓Progrés; ↑Nieustępliwość ↓Postęp)                                 |
| Cesarzowa                   | 3                         | 3                         | 3                         | 3                               | 7 (↑Appui ↓Protection; ↑Podpora ↓Opieka)                                        |
| Cesarz                      | 4                         | 4                         | 4                         | 4                               | 6 (↑Secrets ↓Vérités; ↑Tajniki ↓Prawdy)                                         |
| Papież (Kapłan)             | 5                         | 5                         | 5                         | 5                               | 1 (↑Idéal ↓Sagesse; ↑Ideał ↓Mądrość)                                            |
| Kochankowie                 | 6                         | 6                         | 6                         | 6                               | 13 (↑Marriage ↓Liaison; ↑Małżeństwo ↓Związek/Romans)                            |
| Rydwan                      | 7                         | 8                         | 7                         | 7                               | 21 (↑Procès ↓Litige; ↑Proces sądowy ↓Spór sądowy)                               |
| Sprawiedliwość              | 8                         | 7                         | 11                        | 8 (Adjustment; Rozsądzenie)     | 9 (↑Justice ↓Legislateur; ↑Sprawiedliwość ↓Prawodawca)                          |
| Eremita (Starzec)           | 9                         | 11                        | 9                         | 9                               | 18 (↑Trahison ↓Fausseté; ↑Zdrada ↓Fałsz)                                        |
| Koło Fortuny                | 10                        | 10                        | 10                        | 10                              | 20 (↑Fortune ↓Augmentation; ↑Fortuna/Los ↓Przyrost)                             |
| Siła (Moc)                  | 11                        | 9                         | 8                         | 11 (Lust; Żądza)                | 11 (↑Force ↓Pouvoir; ↑Siła ↓Moc)                                                |
| Wisielec                    | 12                        | 12                        | 12                        | 12                              | 12 (↑Prudence ↓Popularité; ↑Roztropność ↓Popularność)                           |
| Śmierć                      | 13                        | 13                        | 13                        | 13                              | 17 (↑Décès ↓Incapacité; ↑Śmierć ↓Nieudolność)                                   |
| Powściągliwość              | 14                        | 14                        | 14                        | 14 (Art; Sztuka)                | 10 (↑Tempérance; ↓Convictions; ↑Powściągliwość ↓Przekonania)                    |
| Diabeł                      | 15                        | 15                        | 15                        | 15                              | 14 (↑Violence ↓Faiblesse; ↑Przemoc ↓Słabość)                                    |
| Wieża, Dom Boga, Błyskawica | 16                        | 16                        | 16                        | 16                              | 19 (↑Misère ↓Prison; ↑Nędza ↓Więzienie)                                         |
| Gwiazda                     | 17                        | 17                        | 17                        | 17                              | 4 (↑Révélation; ↓Manière d'être ↑Objawienie/Olśnienie ↓Zachowanie/Sposób bycia) |
| Księżyc                     | 18                        | 18                        | 18                        | 18                              | 3 (↑Discussion; ↓Instabilité; ↑Dyskusja/Rozważanie ↓Niestabilność/Zmienność)    |
| Słońce                      | 19                        | 19                        | 19                        | 19                              | 2 (↑Éclaircissement ↓Passion; ↑Objaśnienie/Oświecenie; ↓Namiętność/Zamiłowanie) |
| Sąd Ostateczny              | 20                        | 20                        | 20                        | 20 (The Æon; Wieczność)         | 16 (↑Opinion ↓Arbitrage; ↑Opinia ↓Arbitraż)                                     |
| Świat                       | 21                        | 21                        | 21                        | 21                              | 5 (↑Voyage ↓Biens Ruraux; ↑Podróż ↓Dobra ziemskie)                              |

## Galeria

### Tarot marsylski

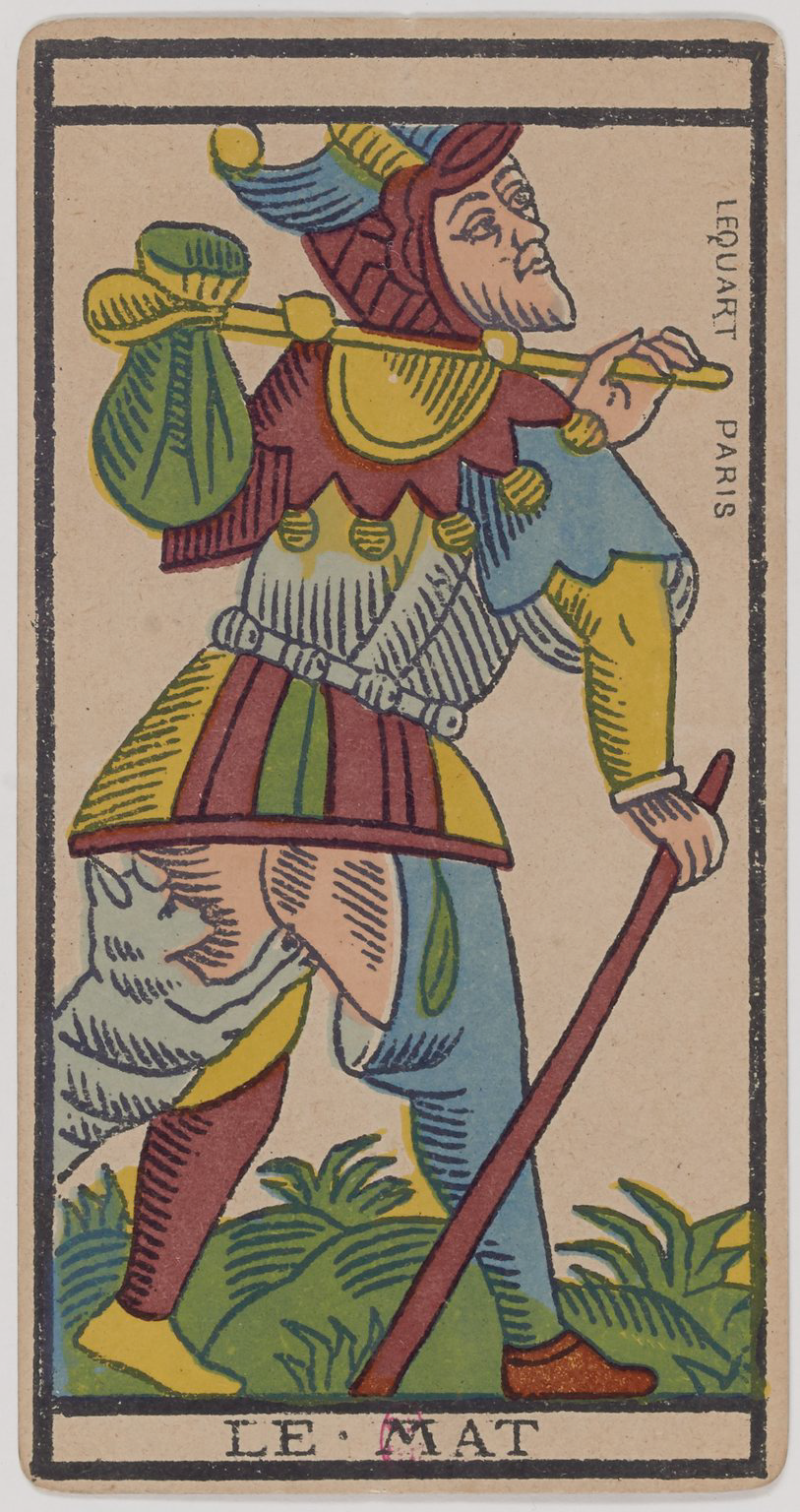
O Głupiec
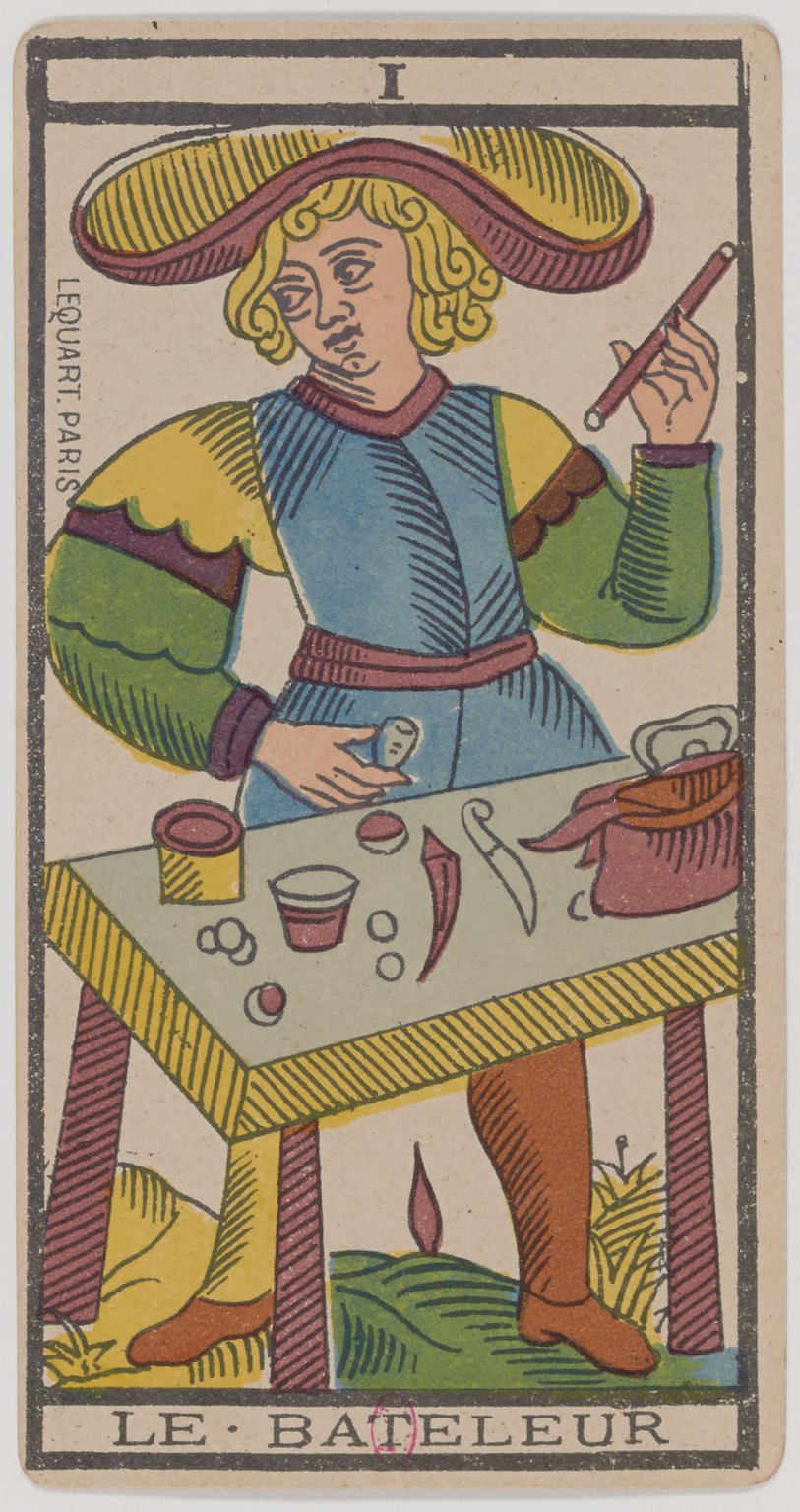
I Mag
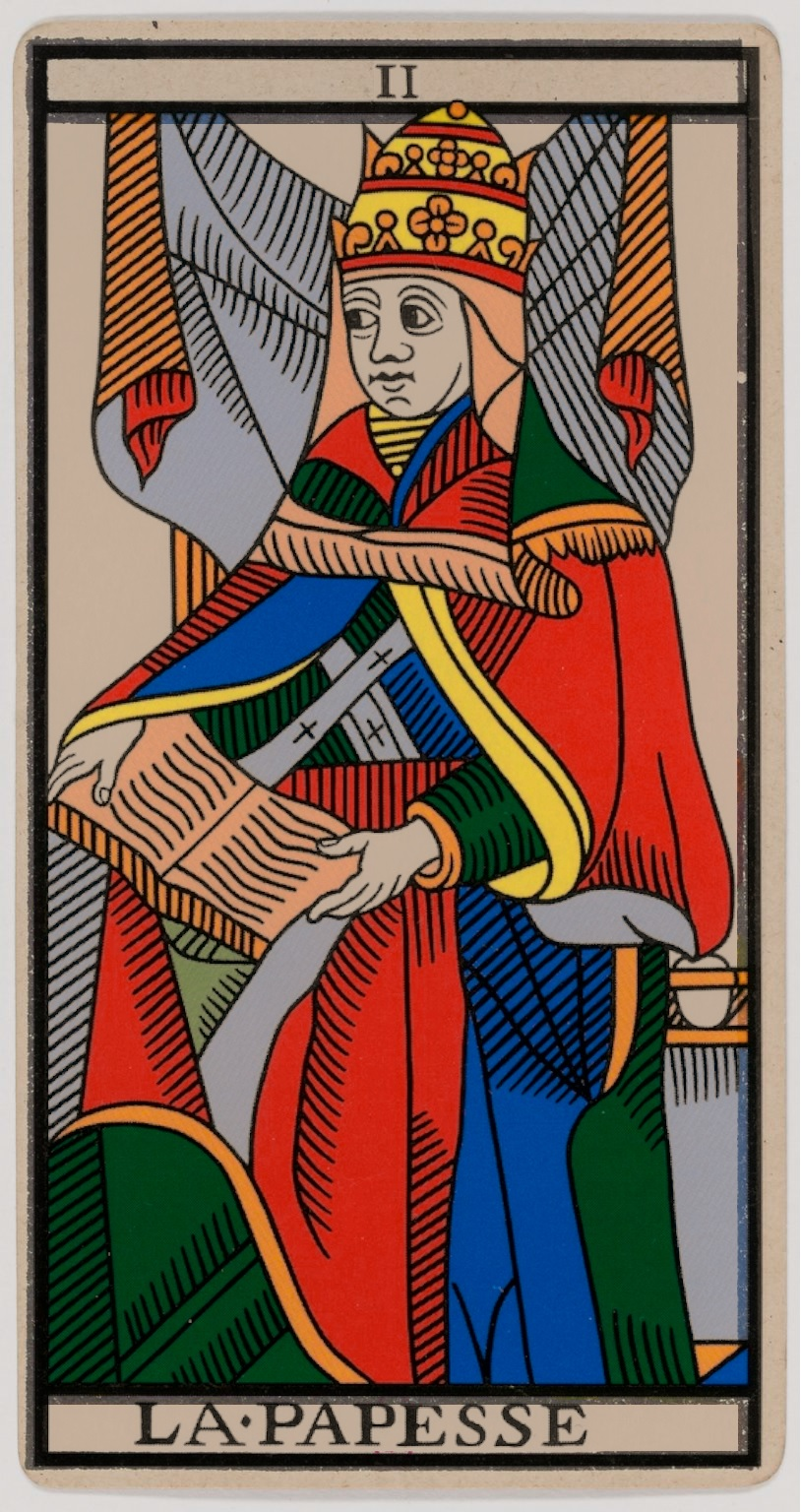
II Papieżyca
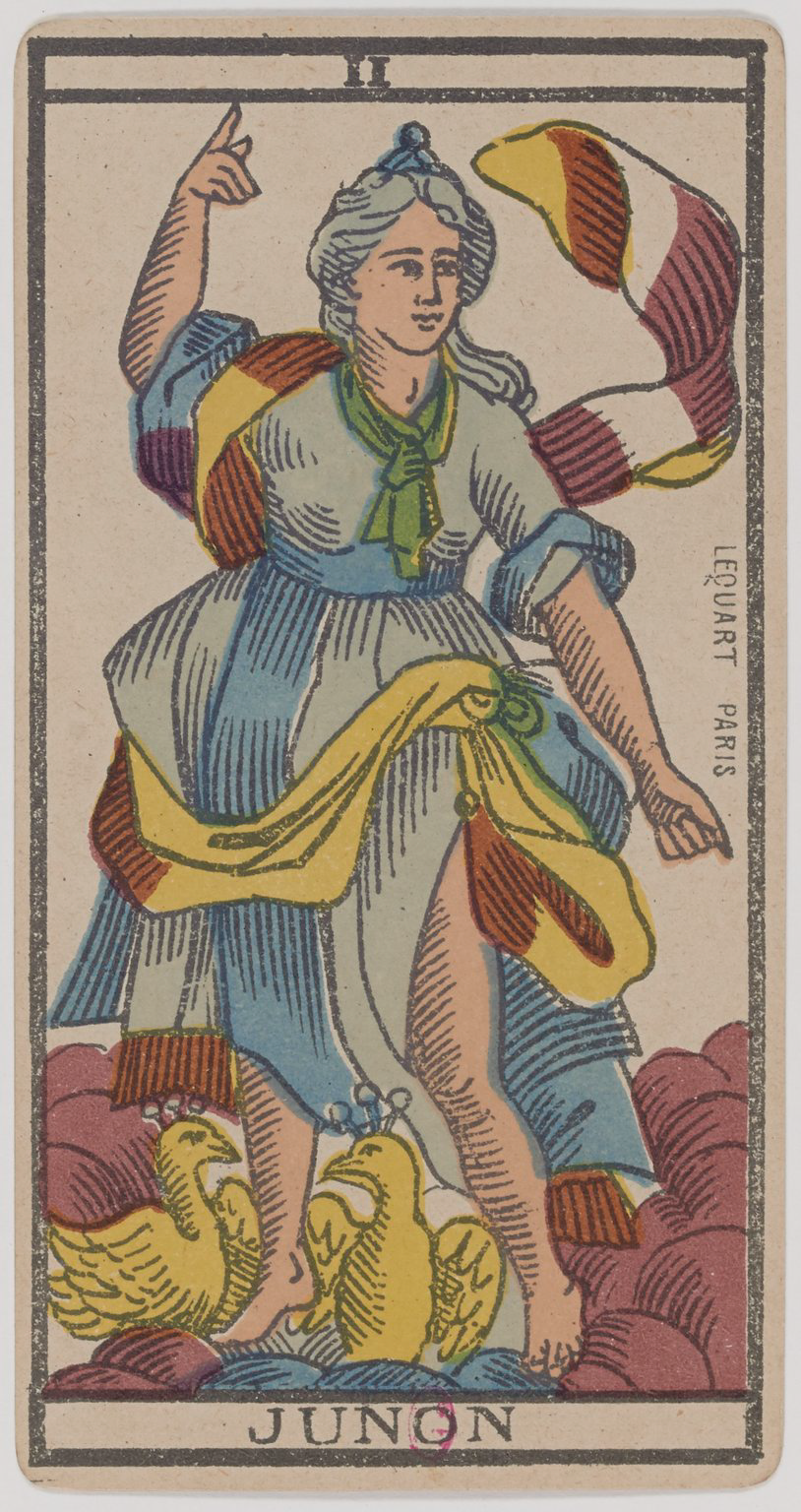
II Junona - alternatywnie
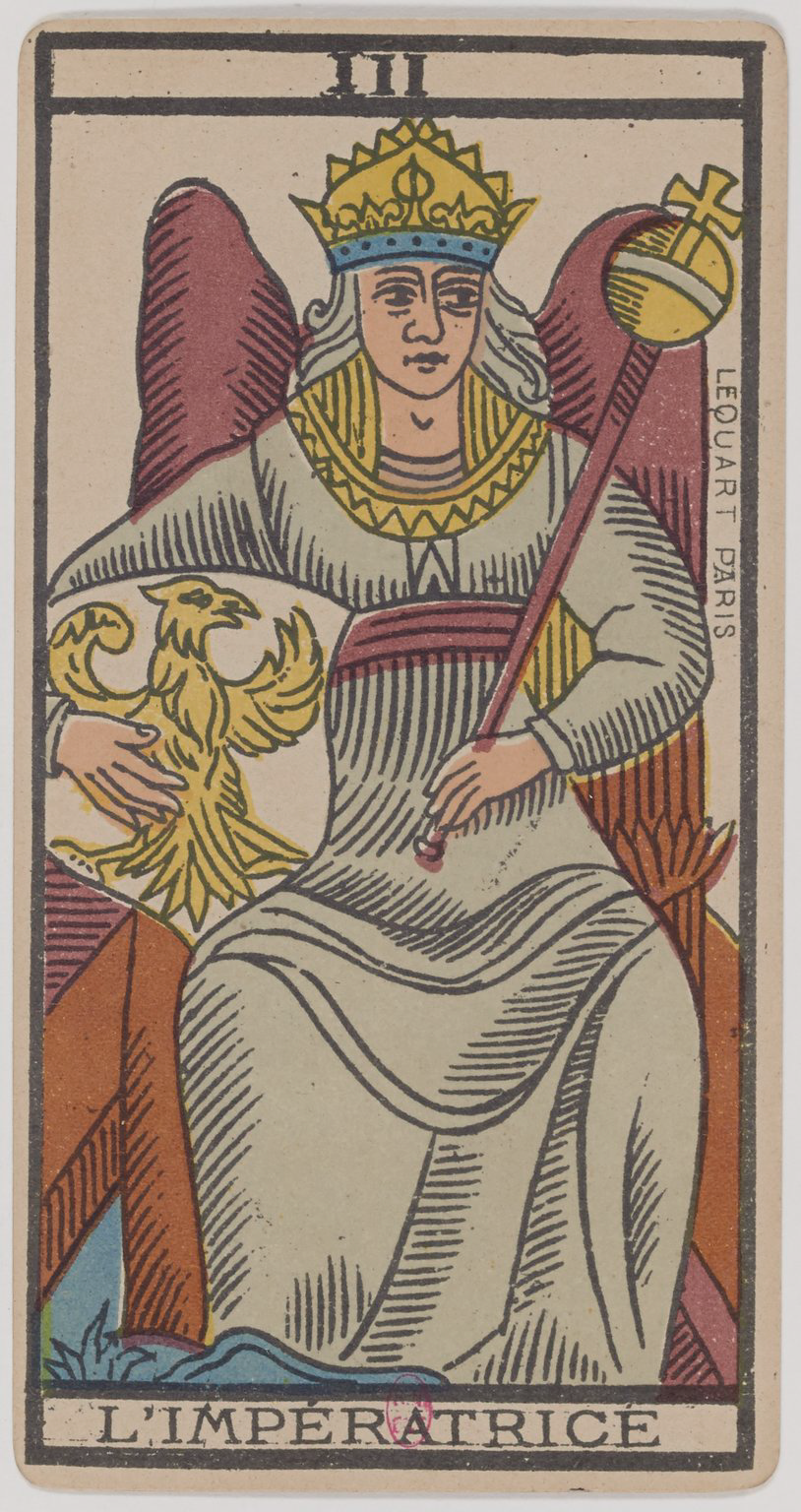
III Cesarzowa
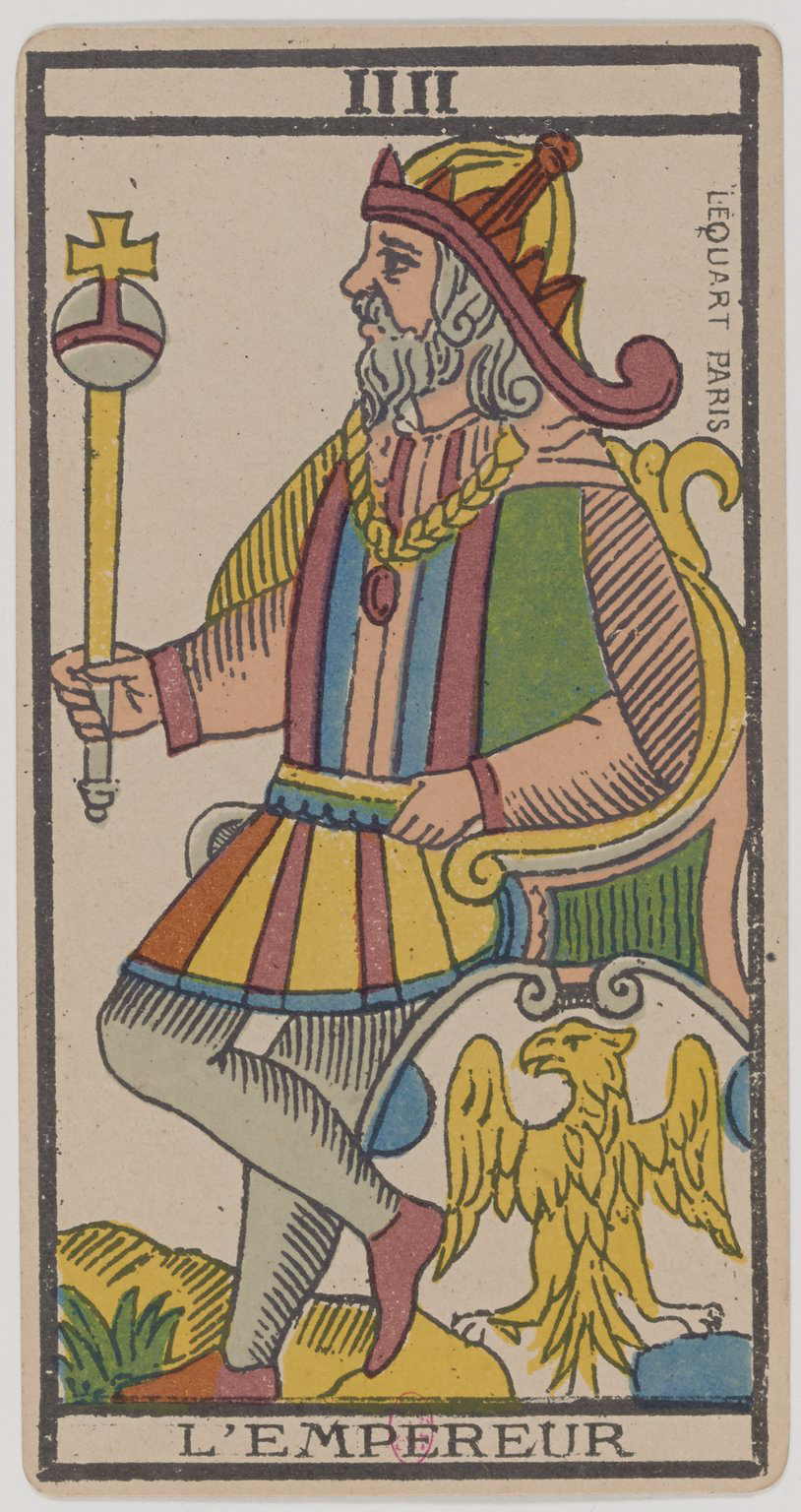
IV Cesarz
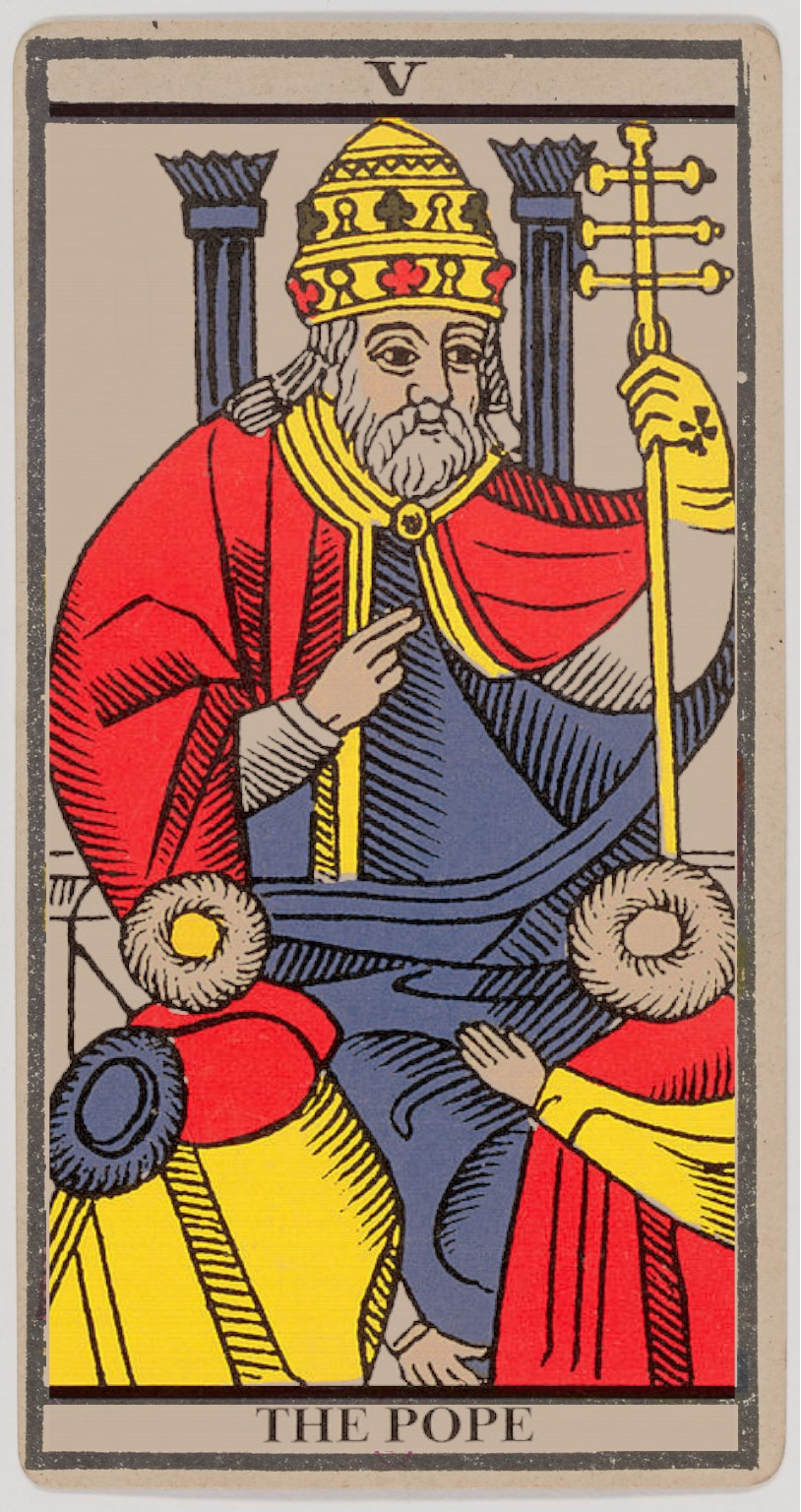
V Papież
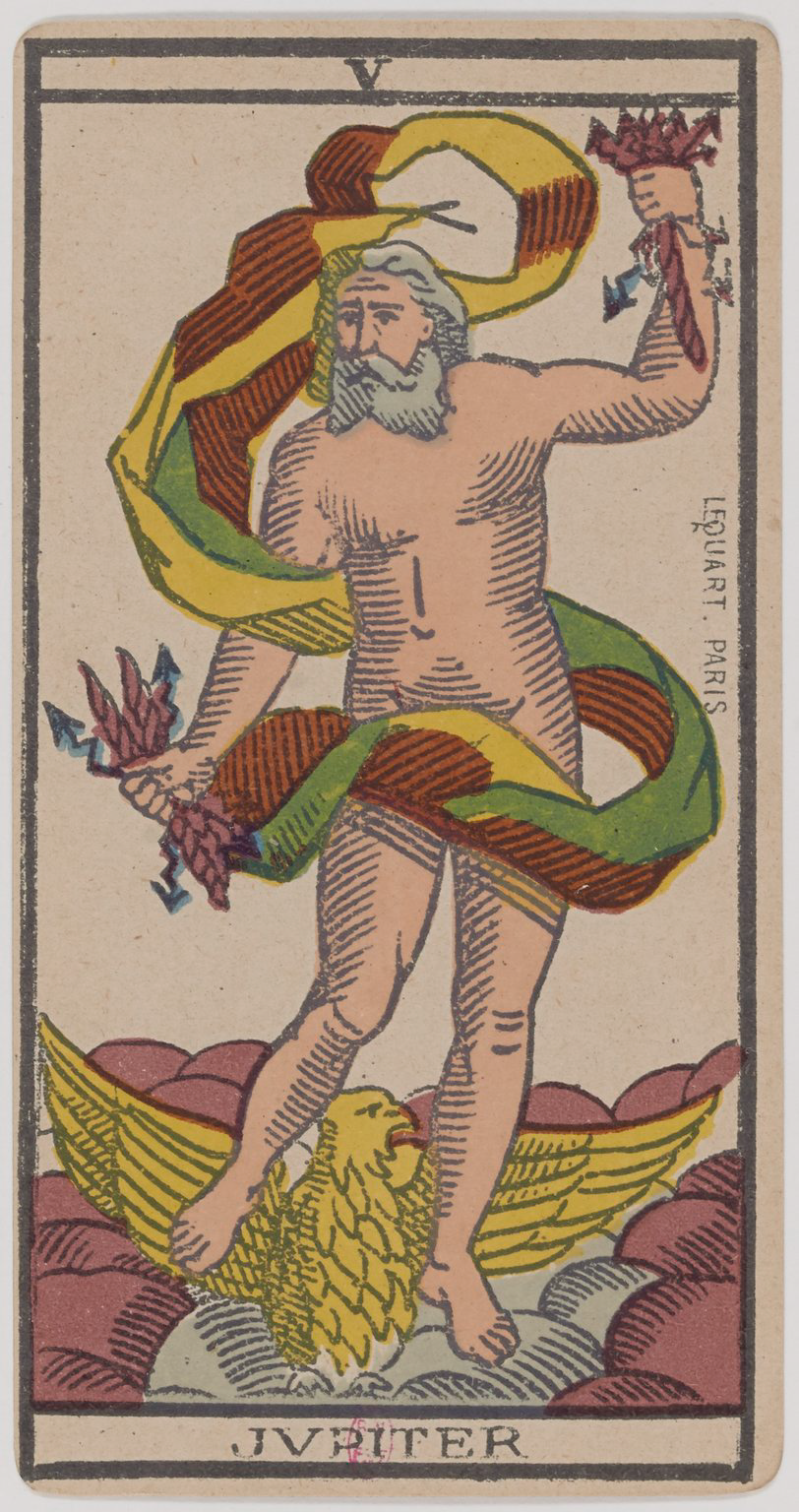
V Jowisz - alternatywnie
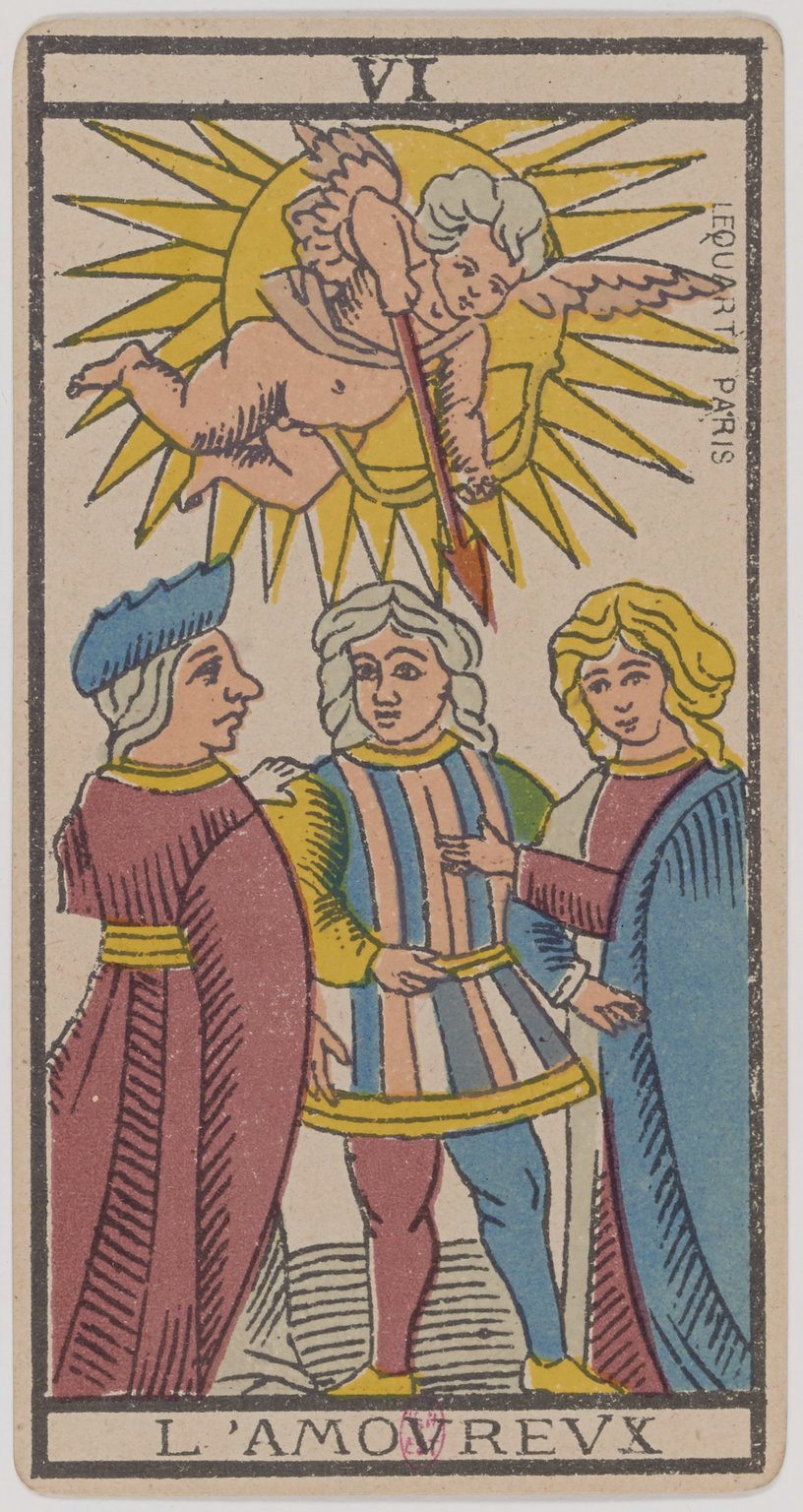
VI Kochankowie
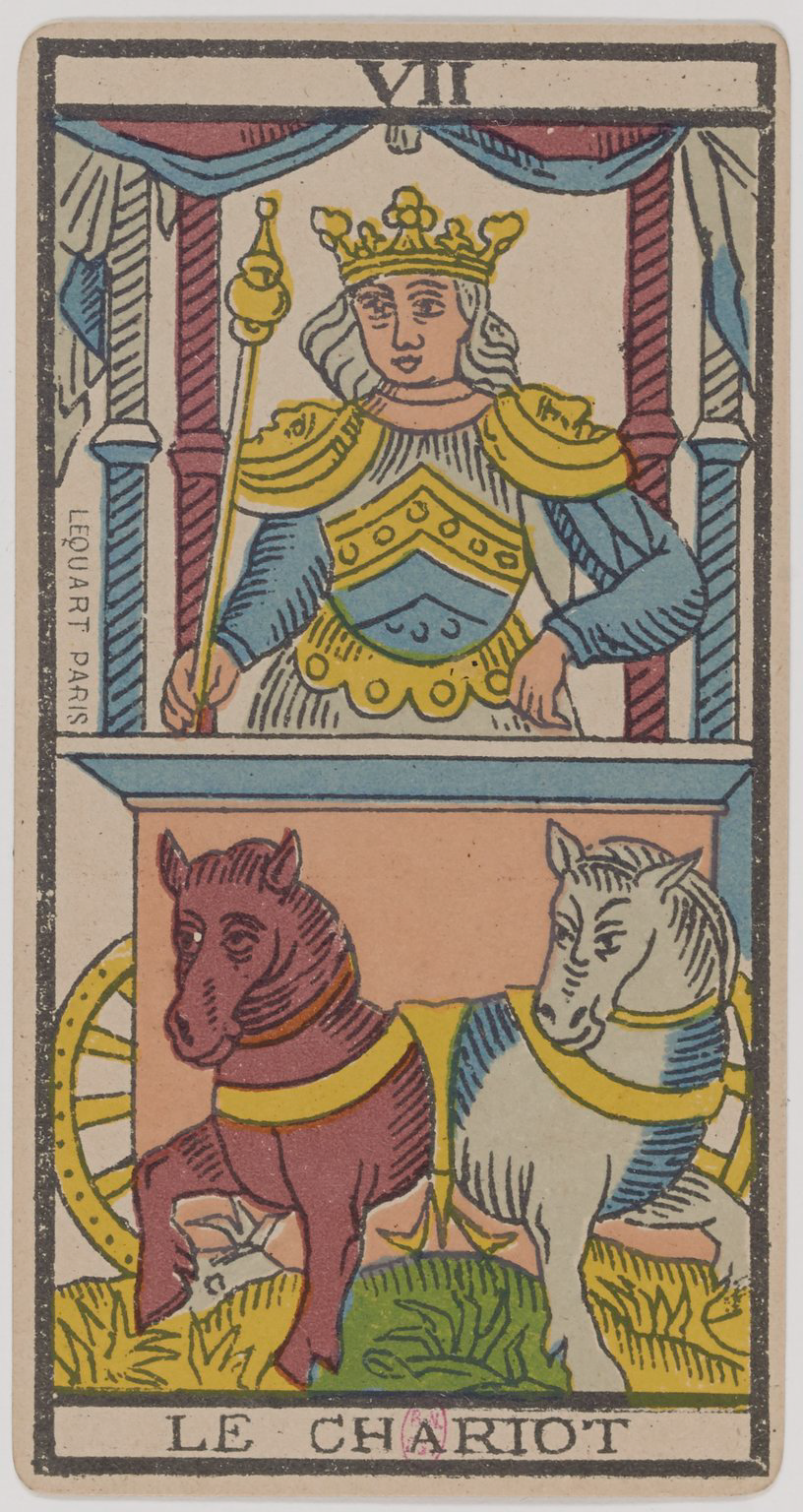
VII Rydwan
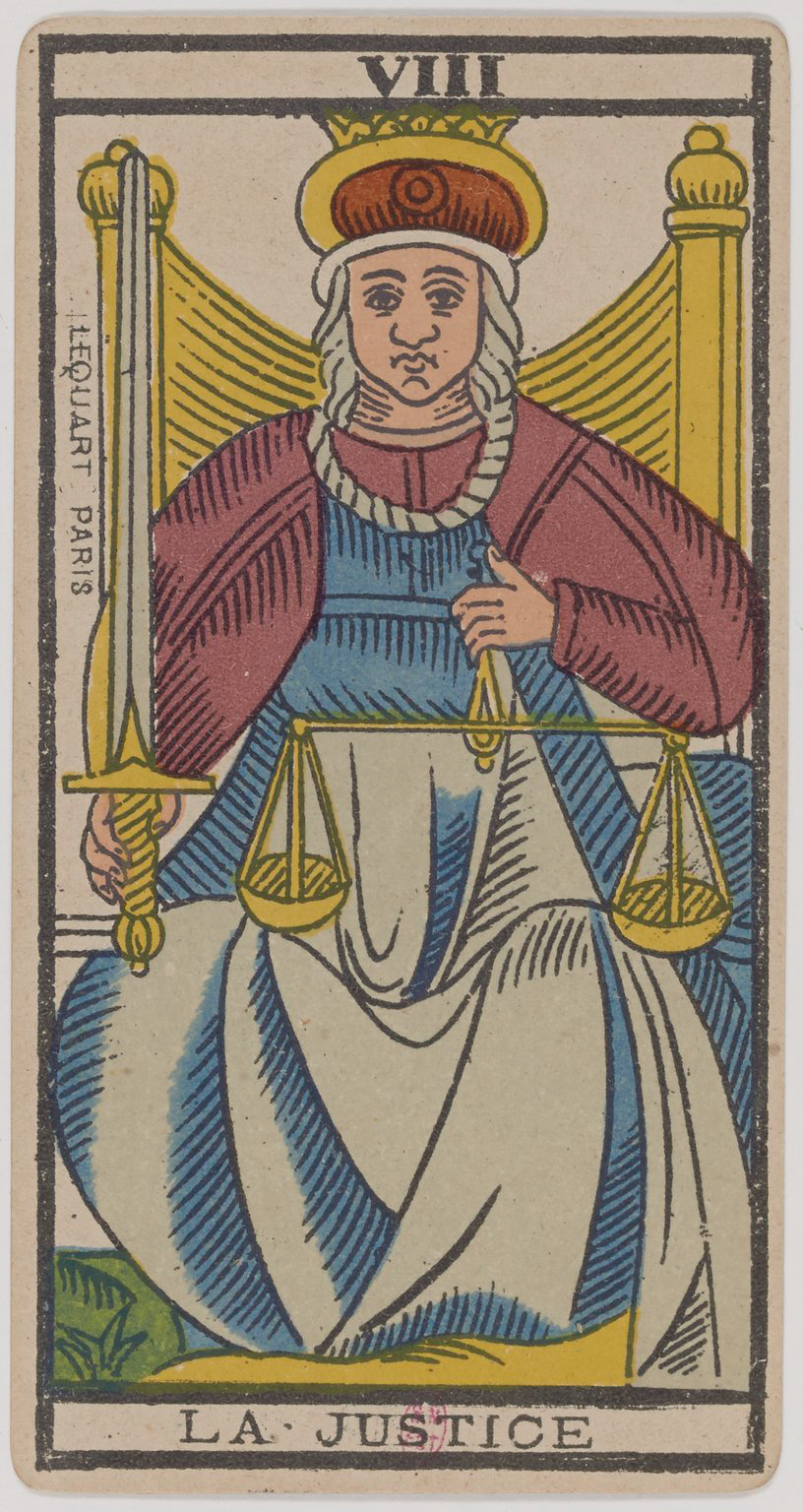
VIII Sprawiedliwość
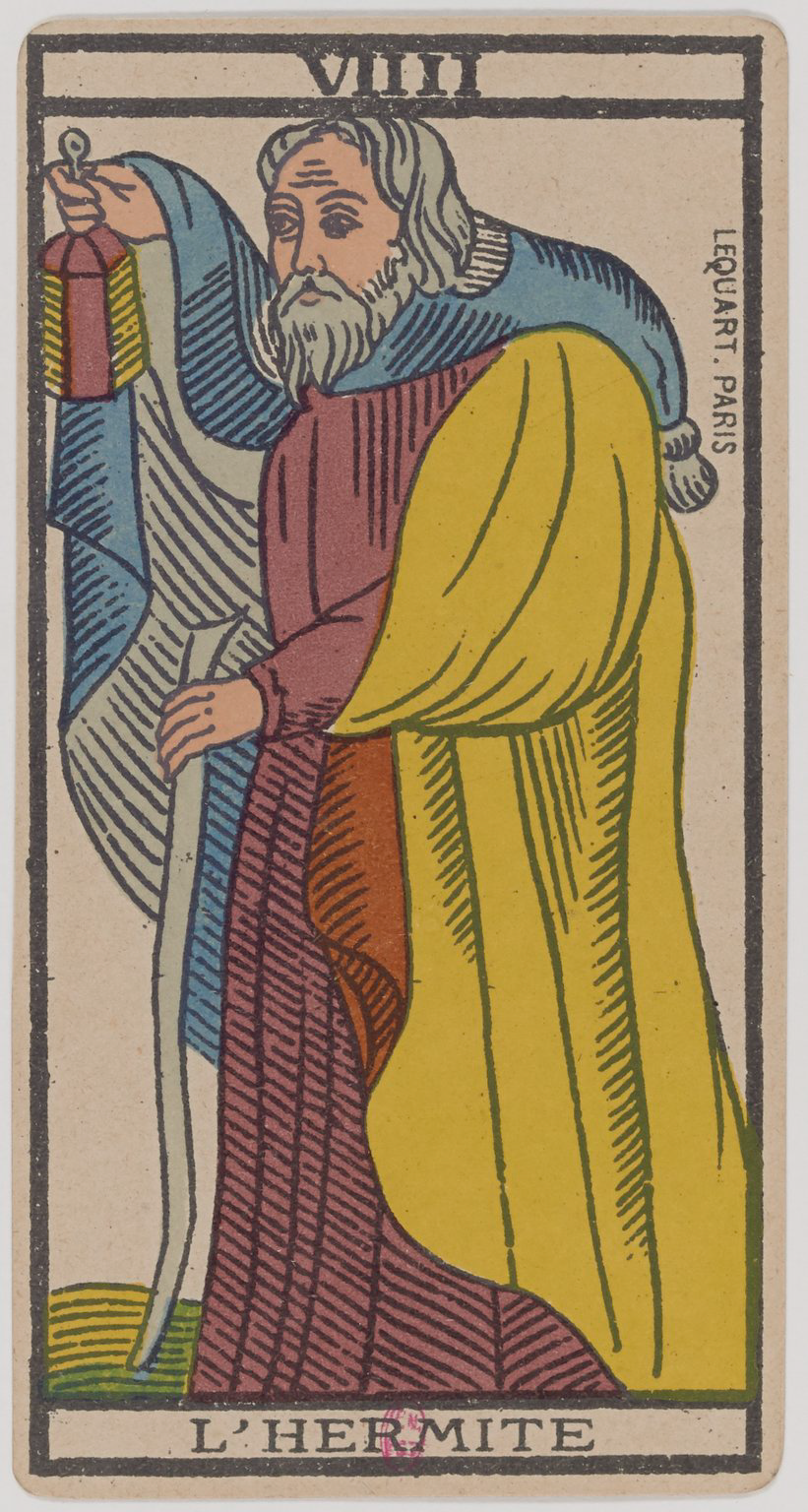
VIIII Eremita
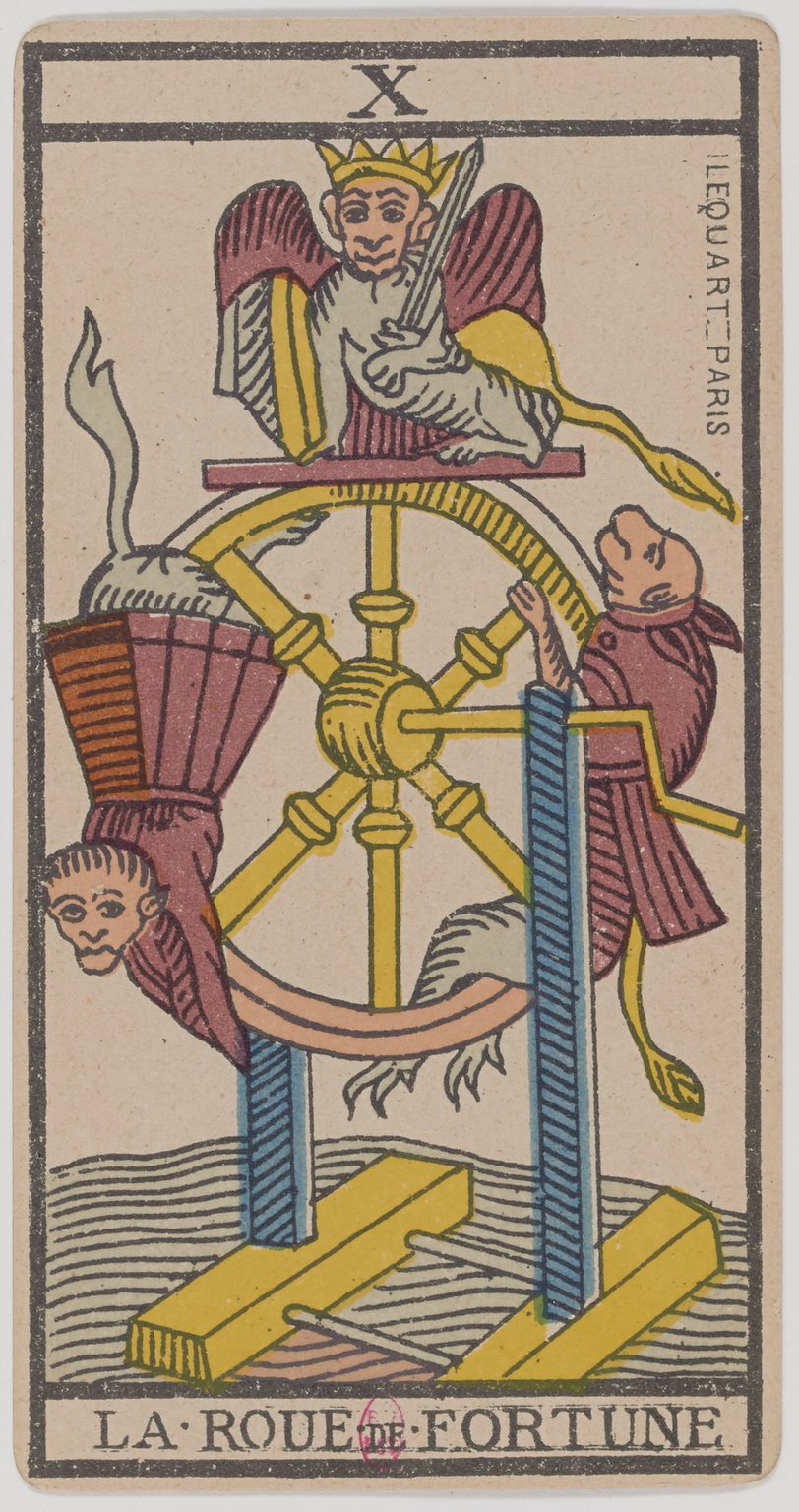
X Koło Fortuny
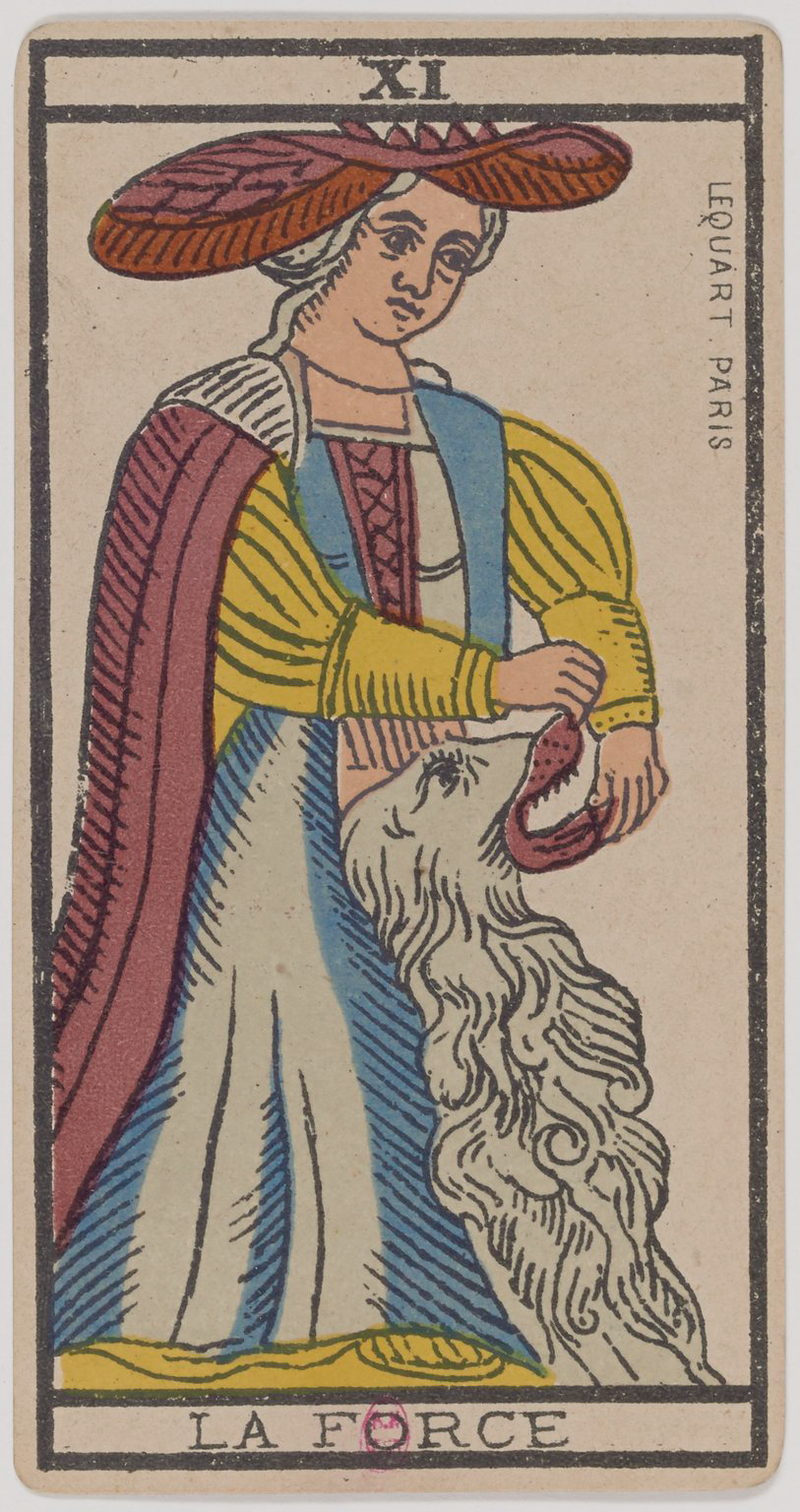
XI Siła
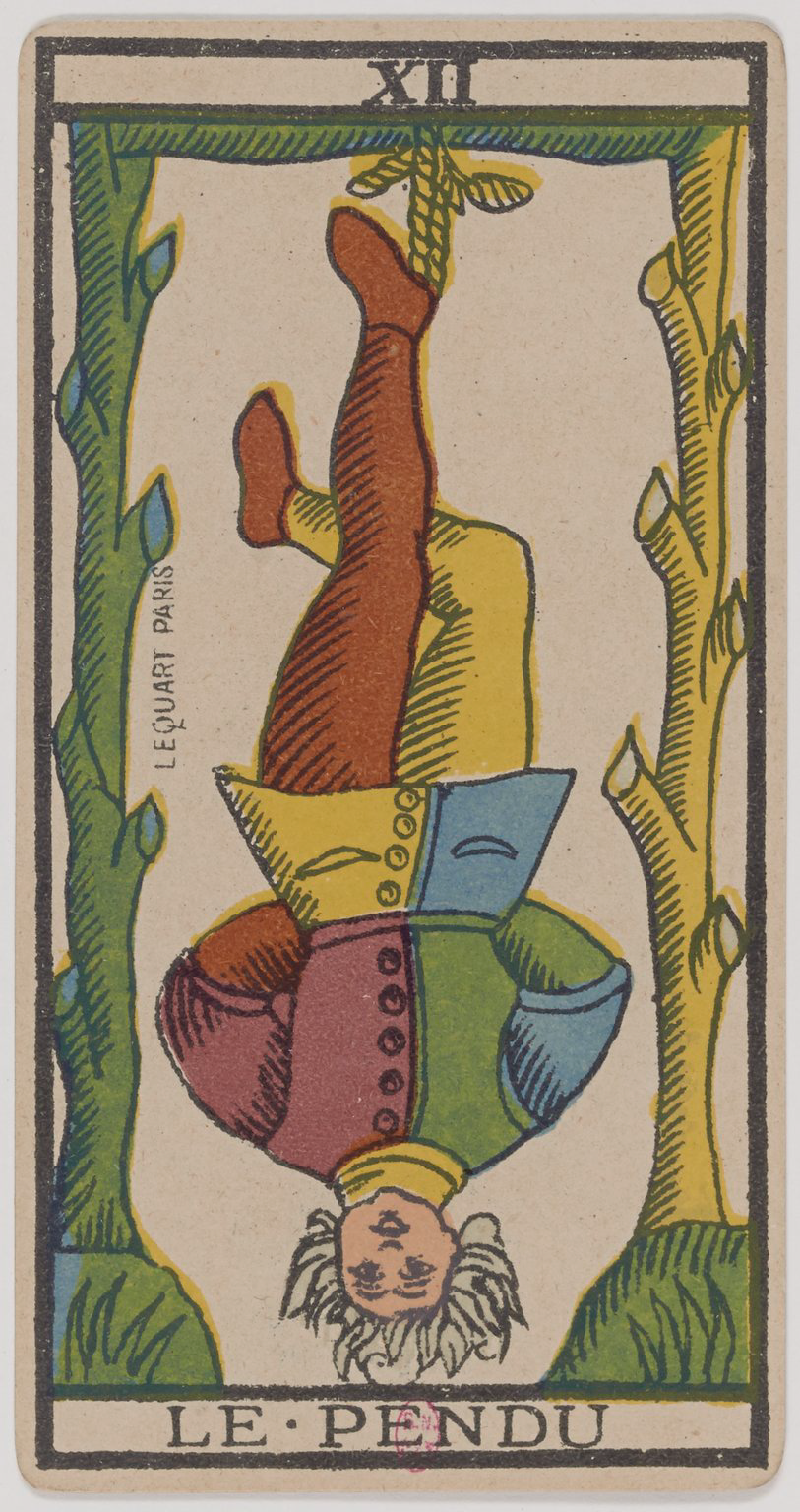
XII Wisielec
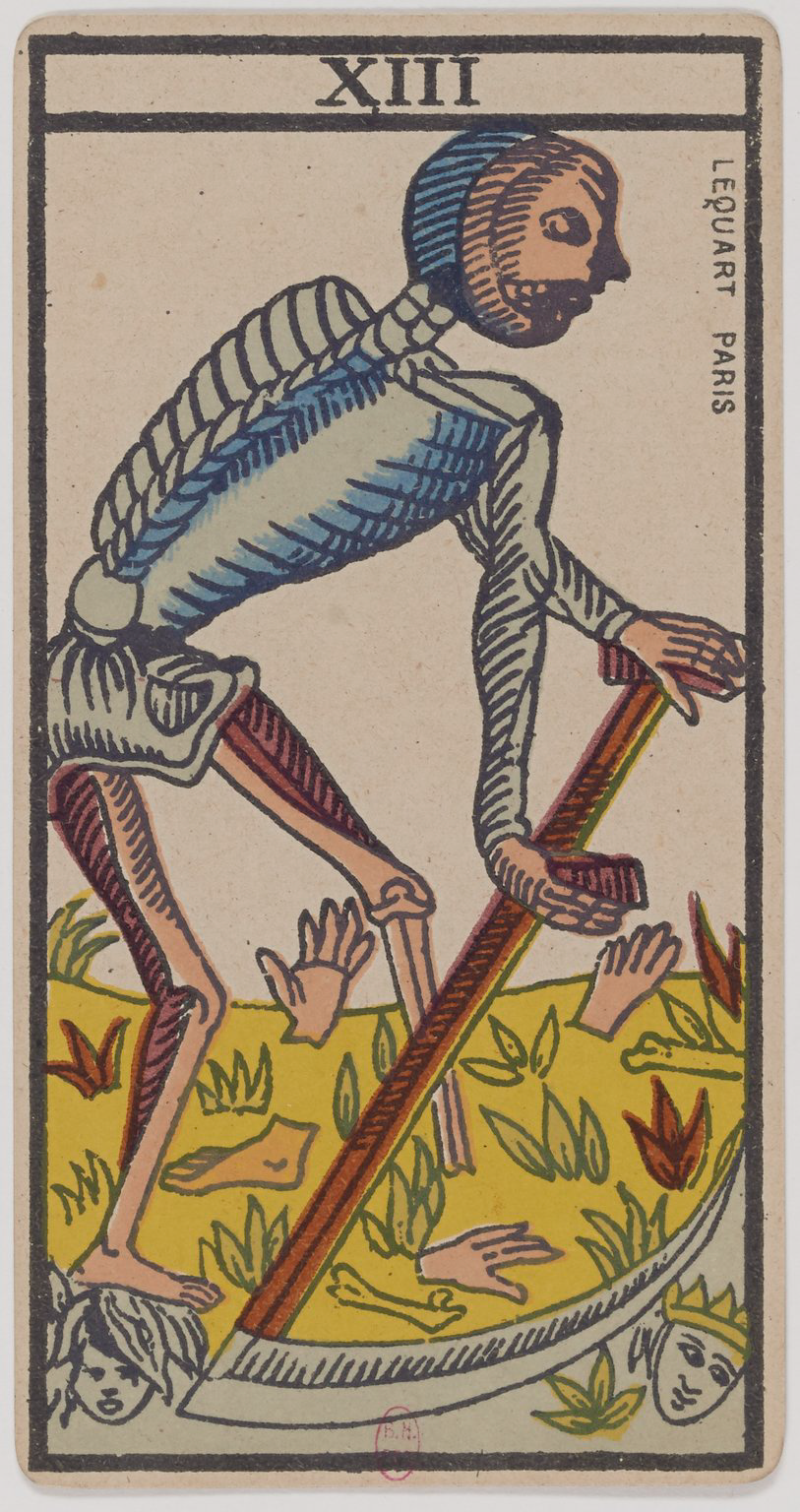
XIII Śmierć
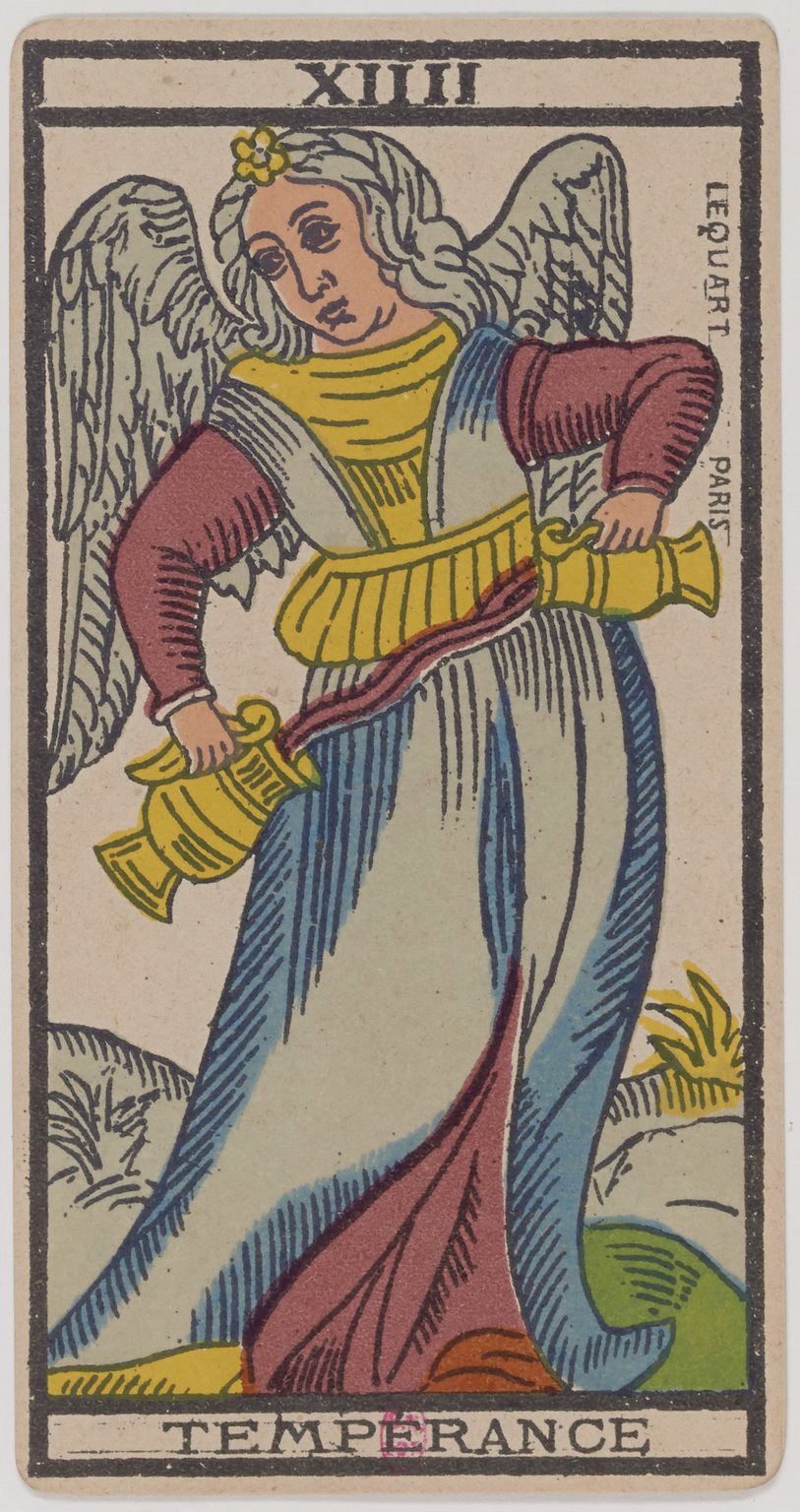
XIIII Powściągliwość
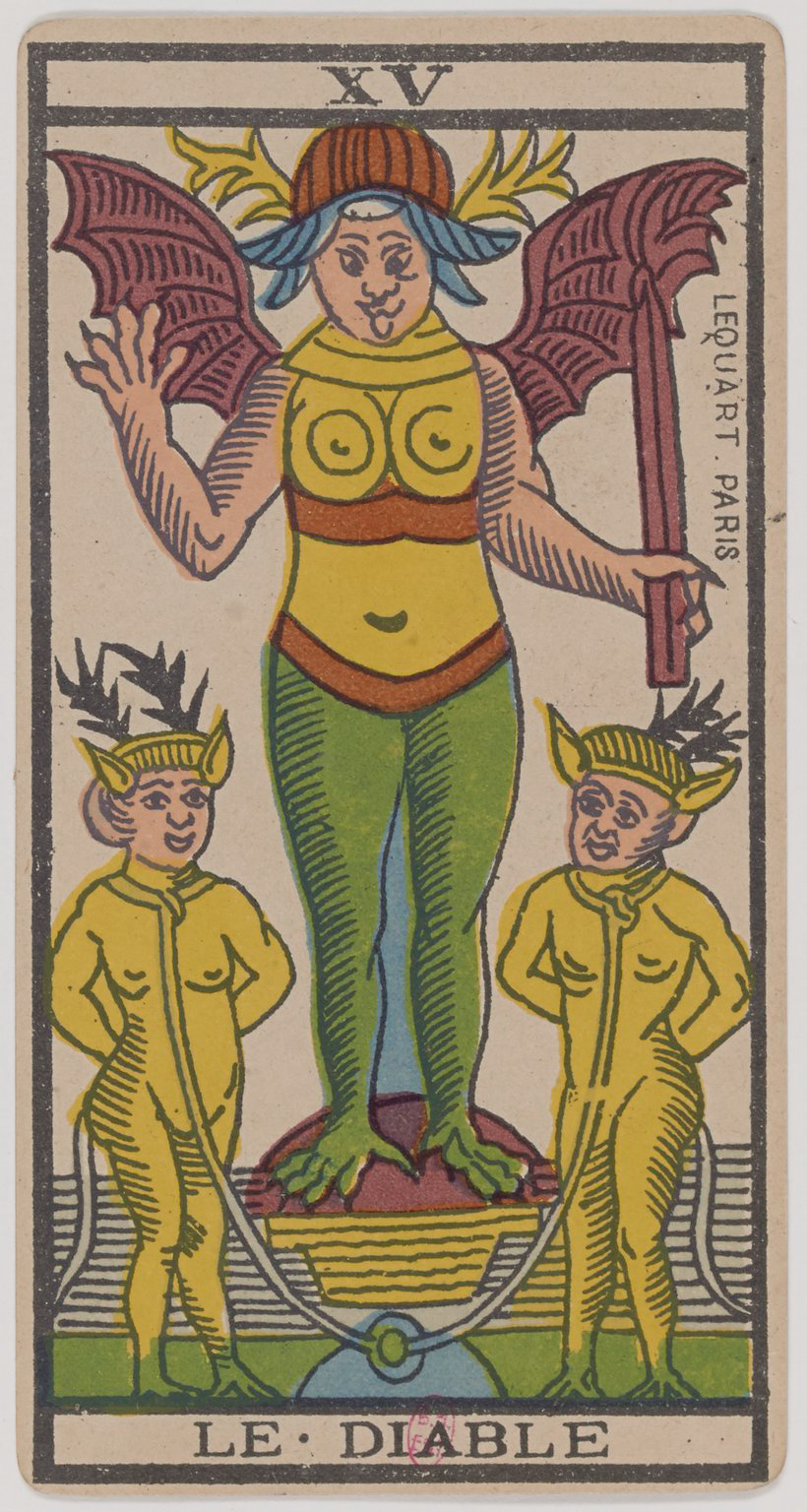
XV Diabeł
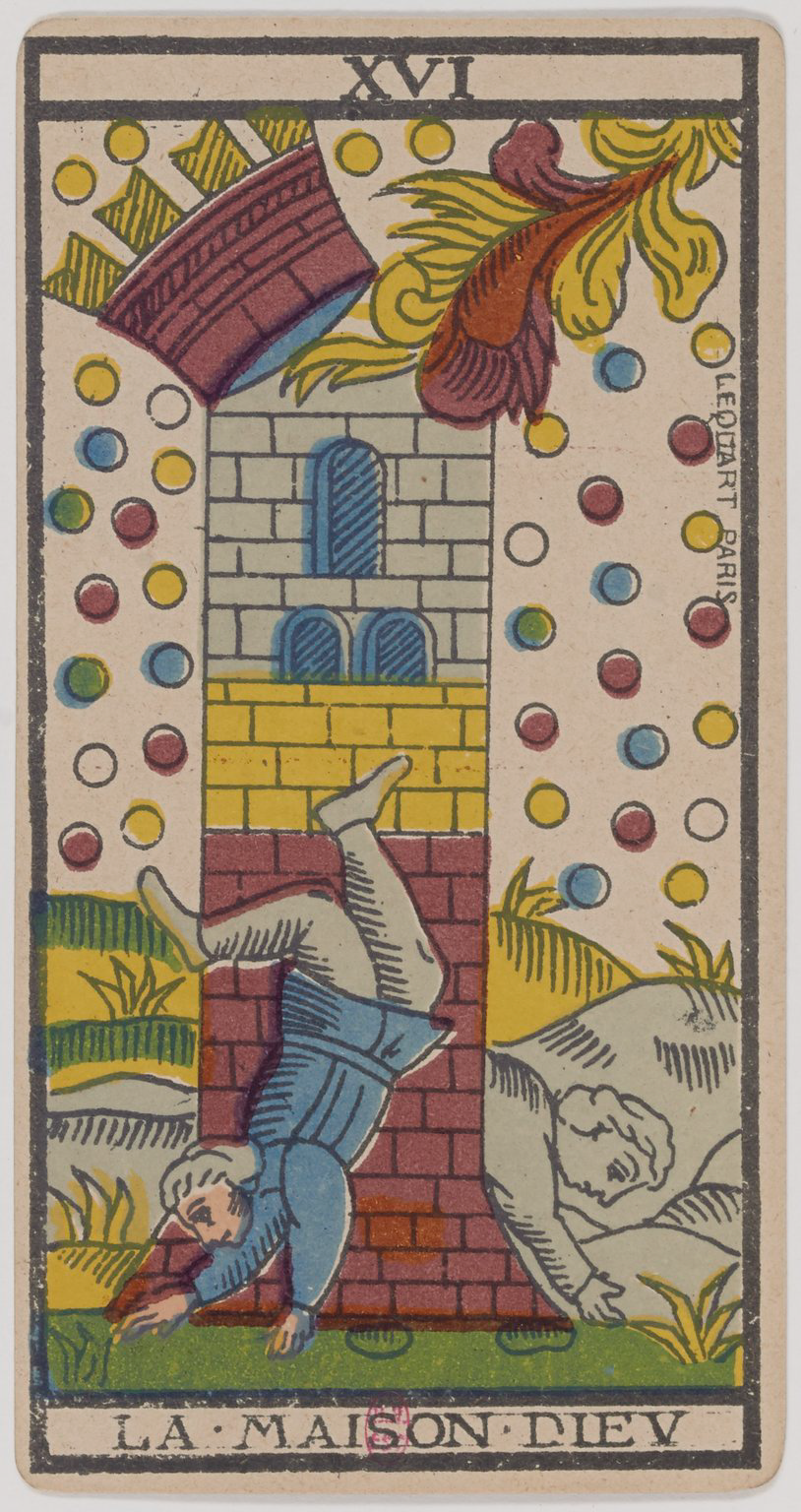
XVI Wieża
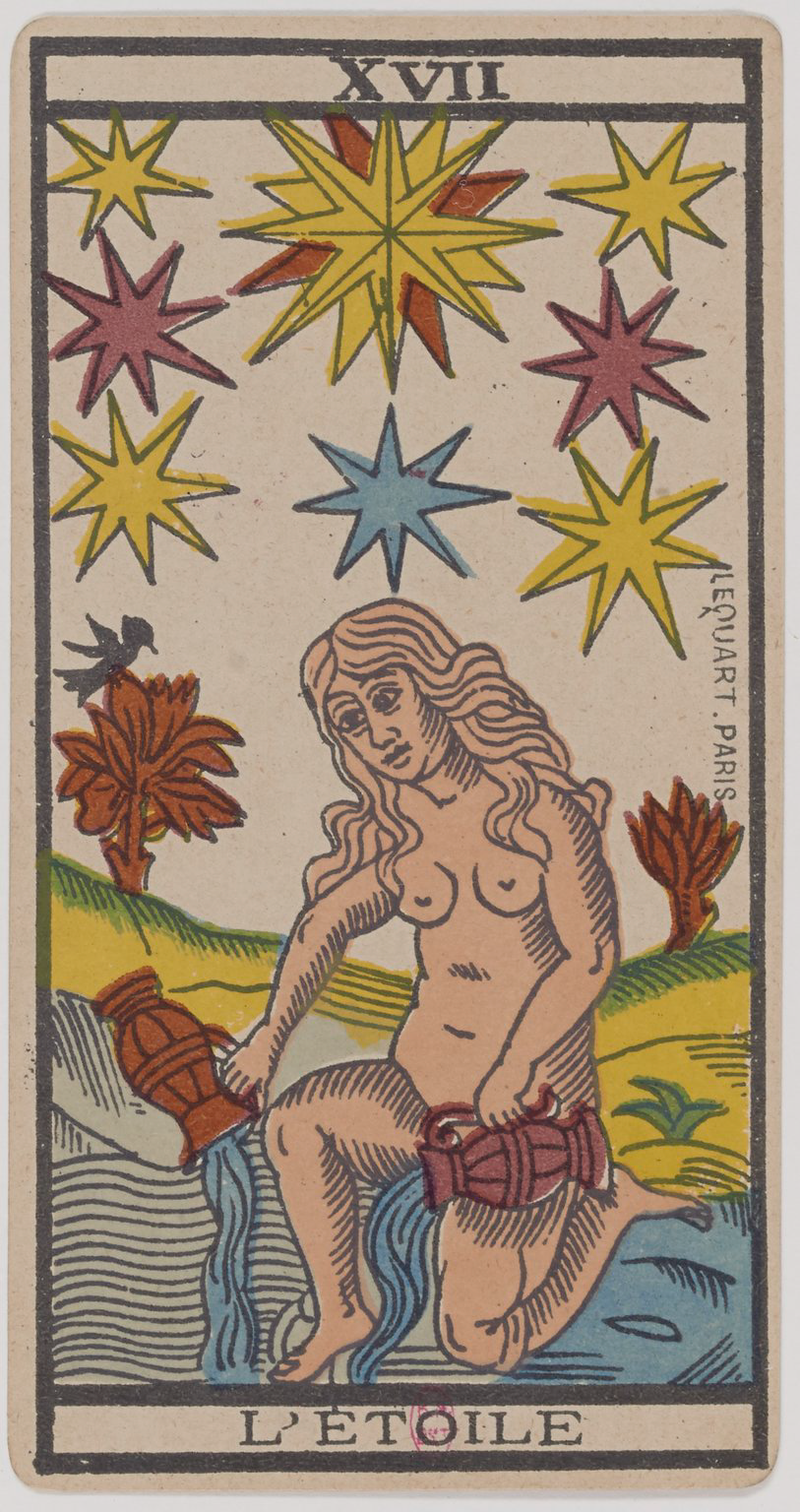
XVII Gwiazda
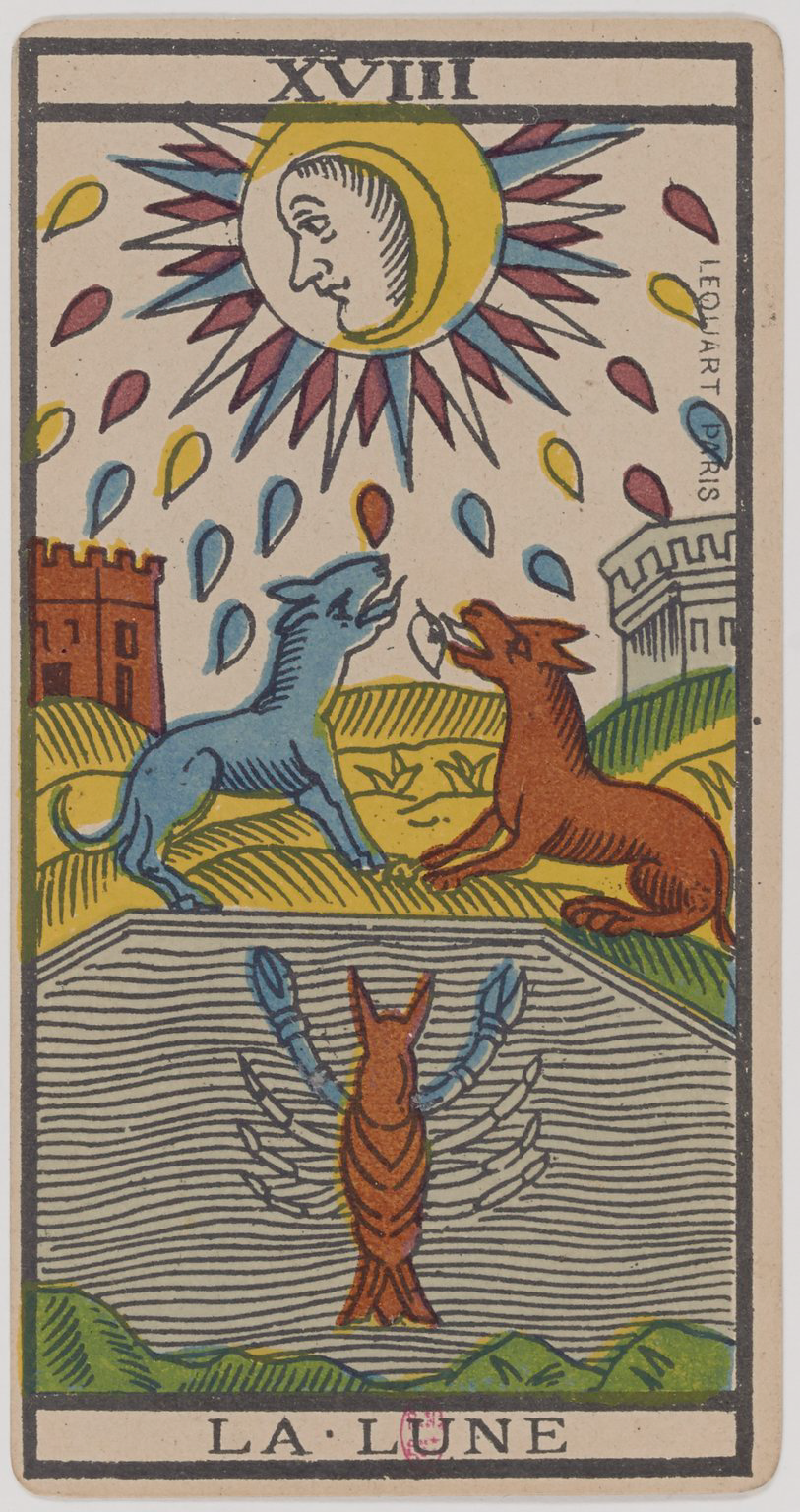
XVIII Księżyc
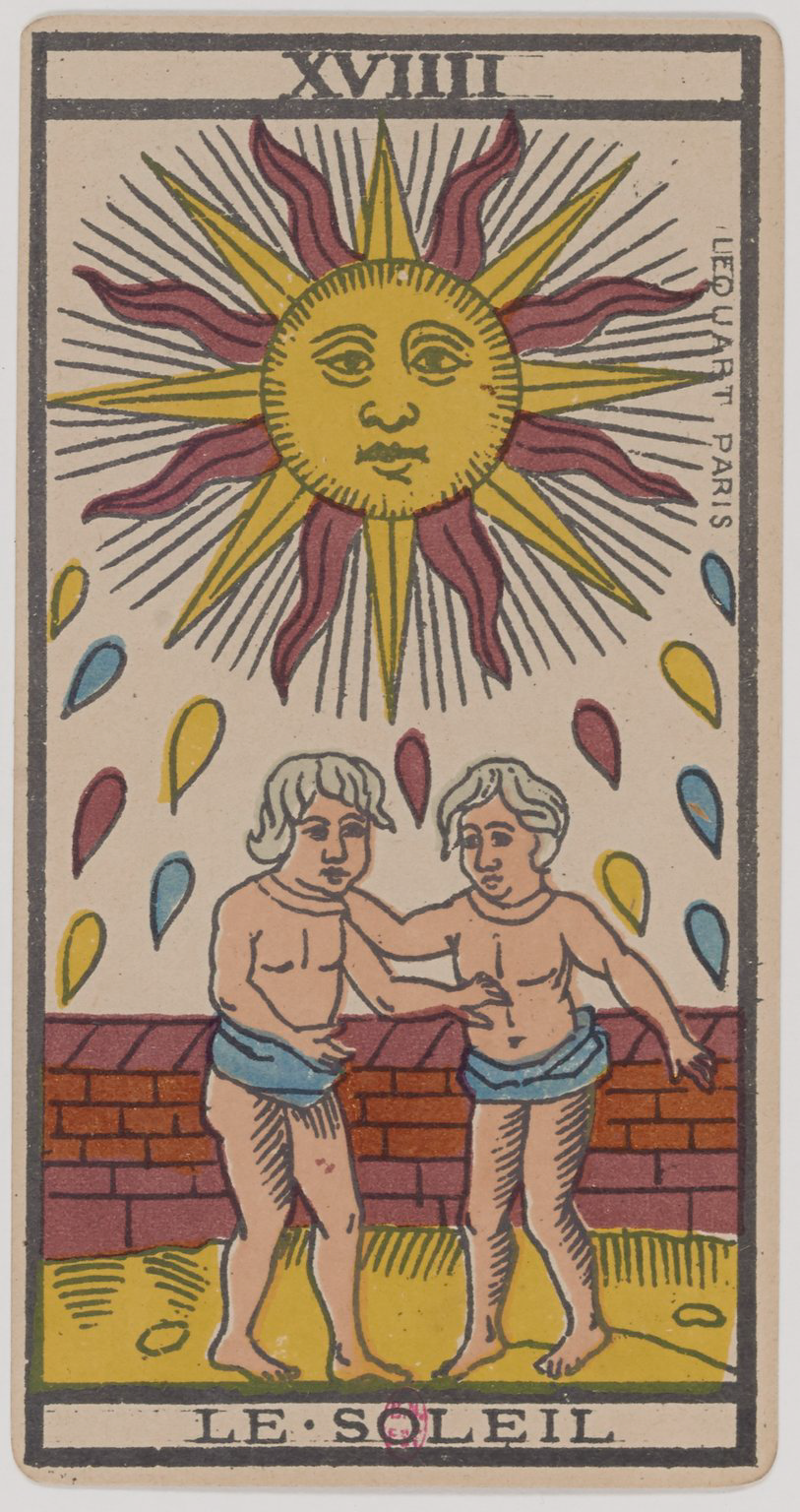
XVIIII Słońce
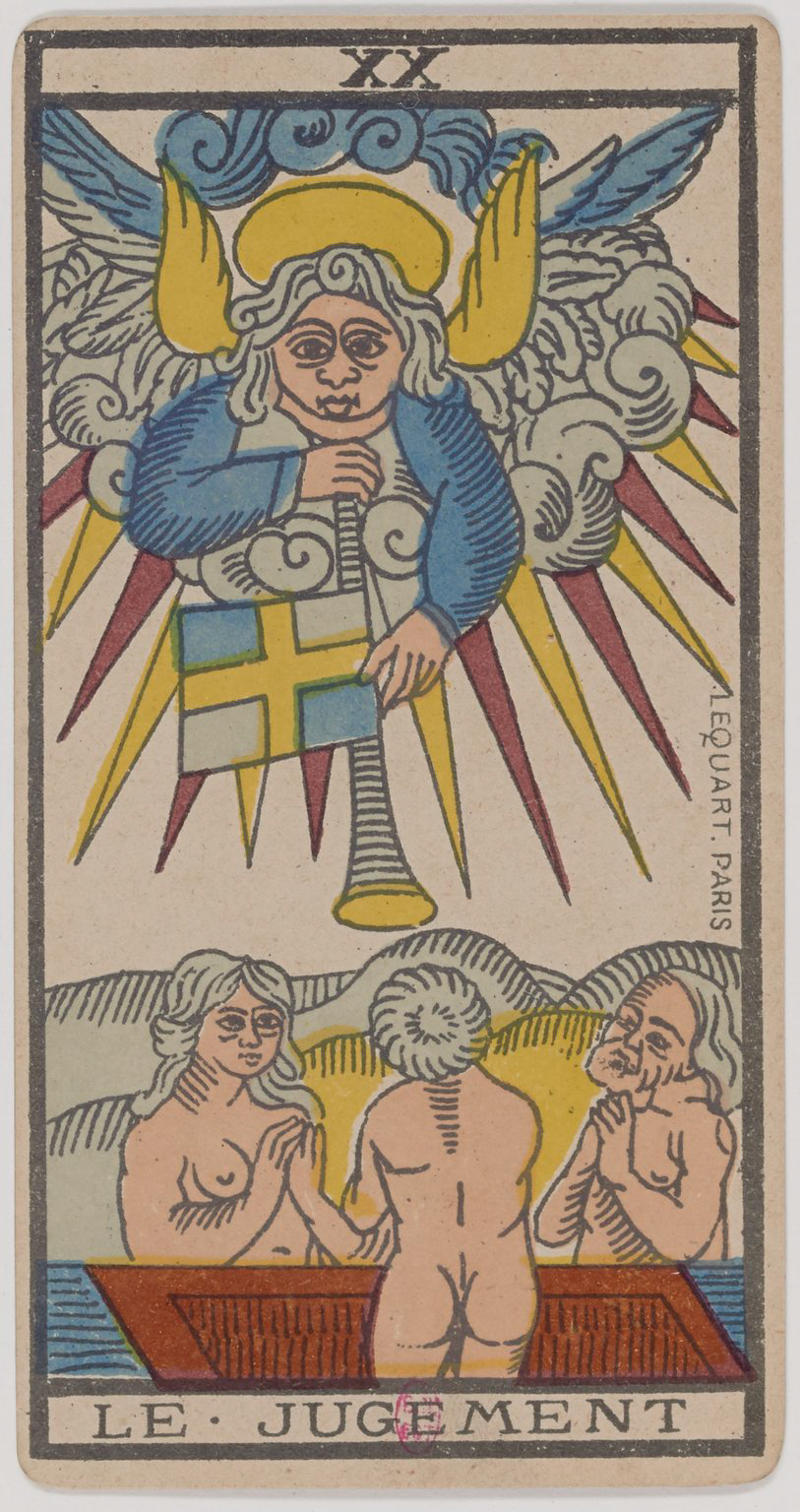
XX Sąd Ostateczny
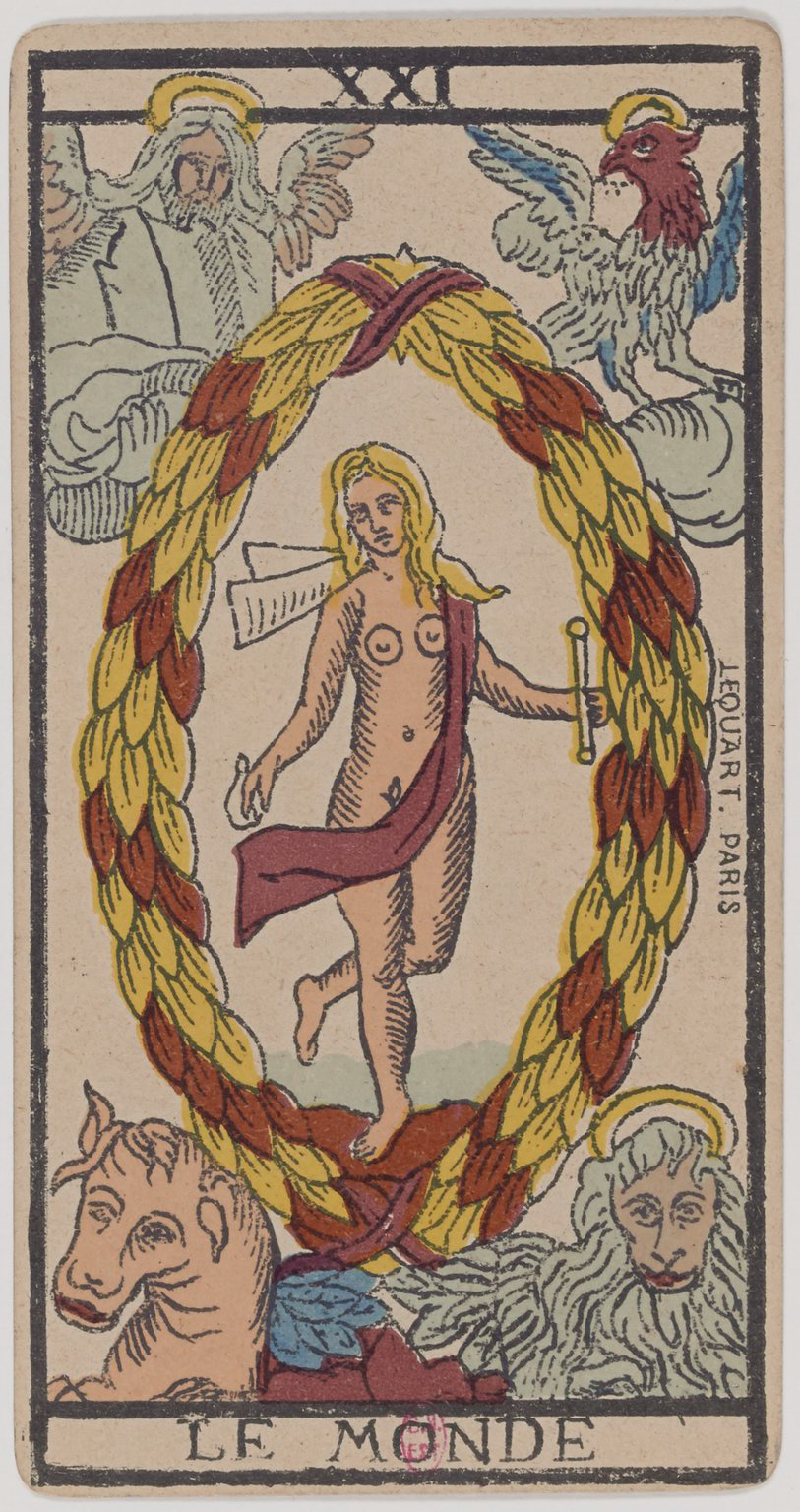
XXI Świat

### Tarot flamandzki

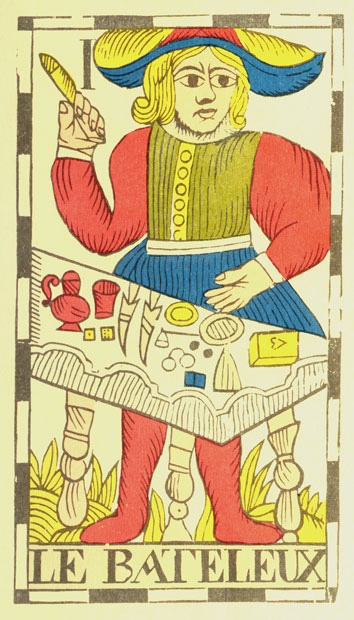
I Mag
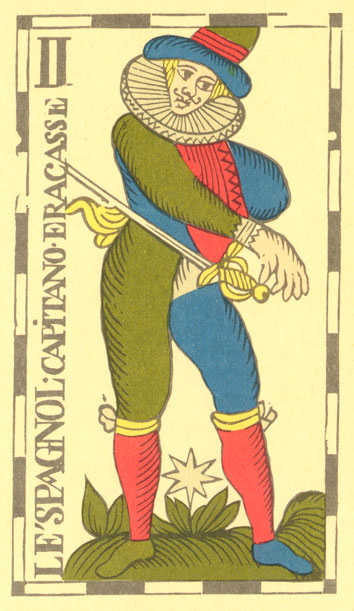
II Kapitan Eracasse
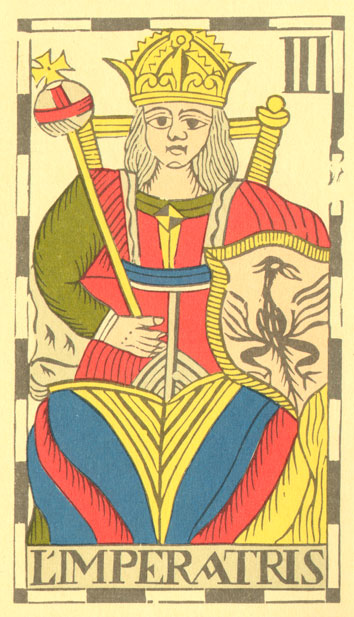
III Cesarzowa
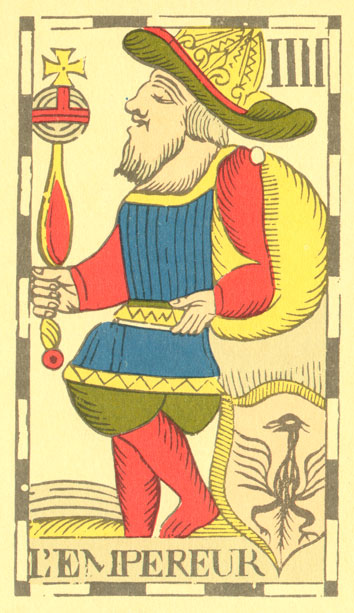
IIII Cesarz
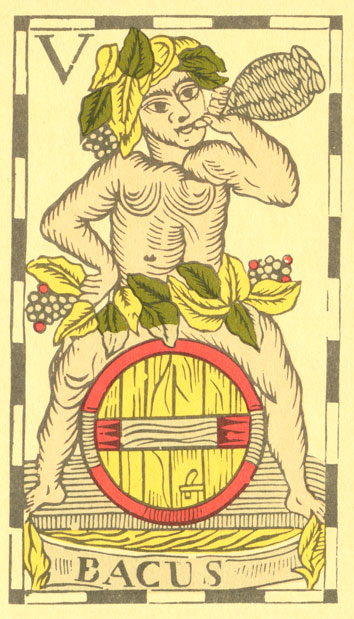
V Bachus
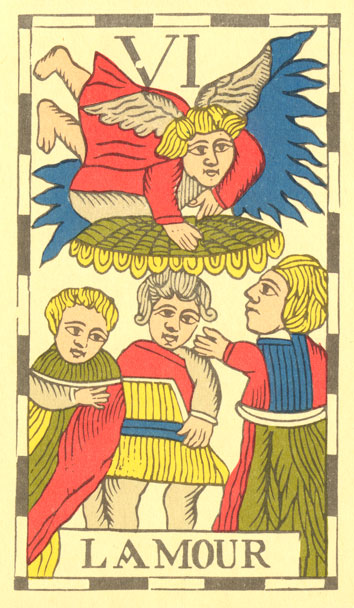
VI Kochankowie
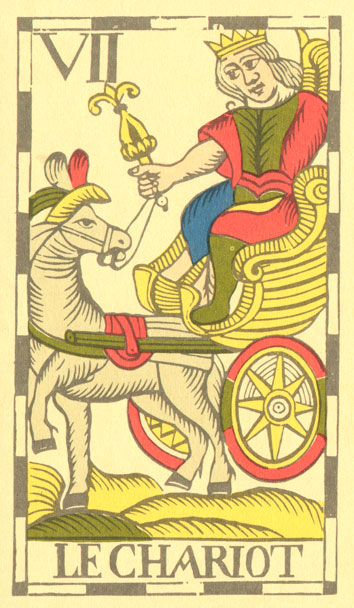
VII Rydwan
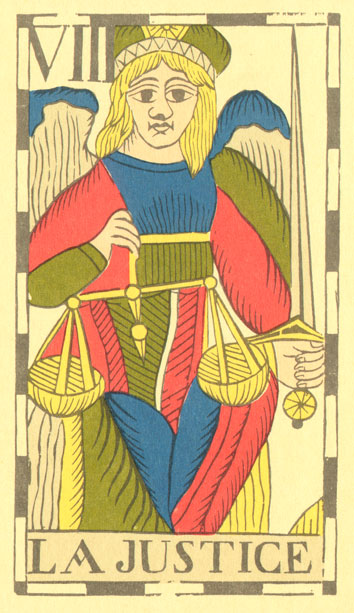
VIII Sprawiedliwość
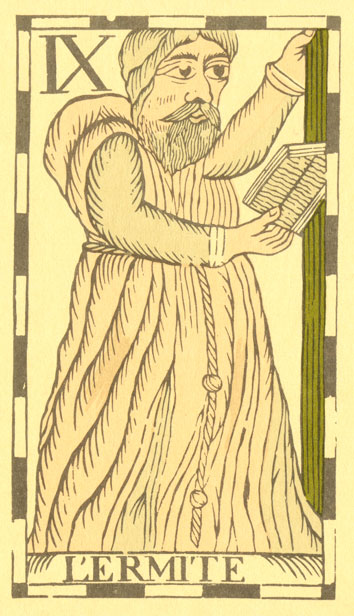
VIIII Eremita
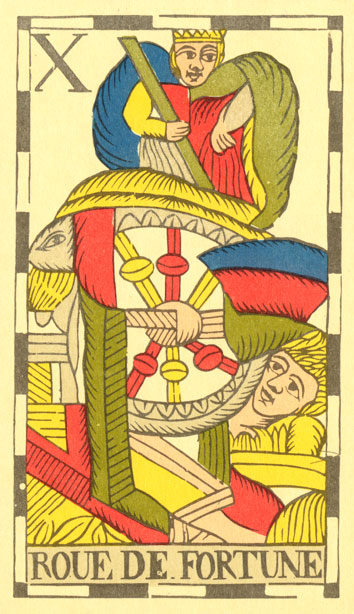
X Koło Fortuny
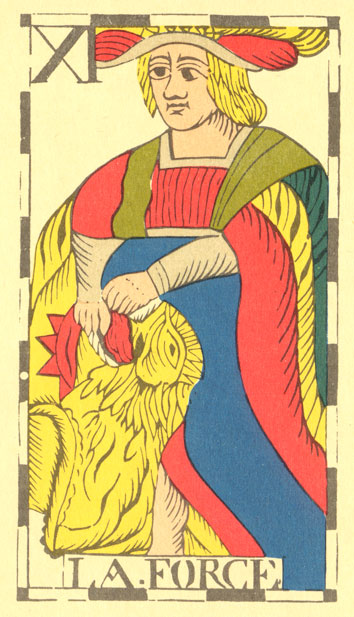
XI Siła
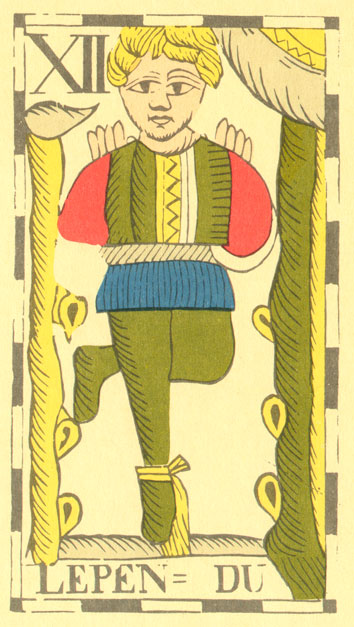
XII Wisielec
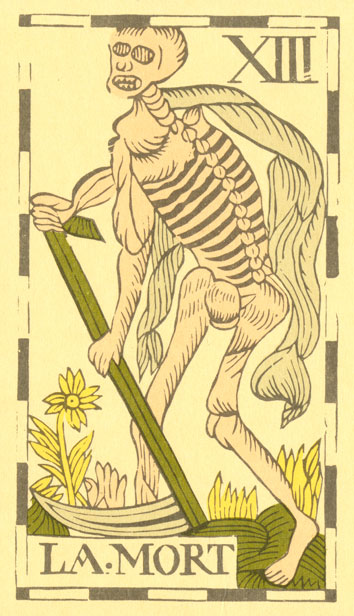
XIII Śmierć
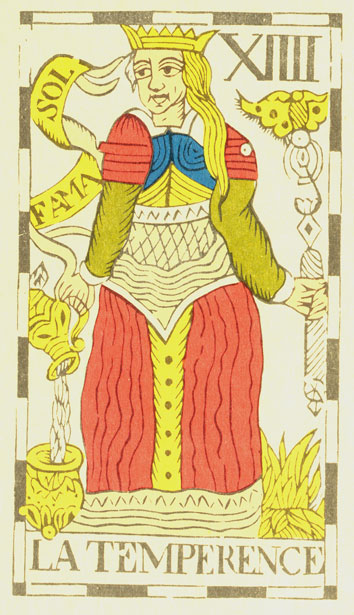
XIIII Powściągliwość
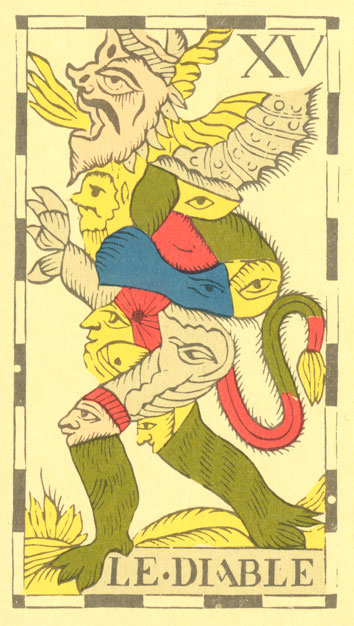
XV Diabeł
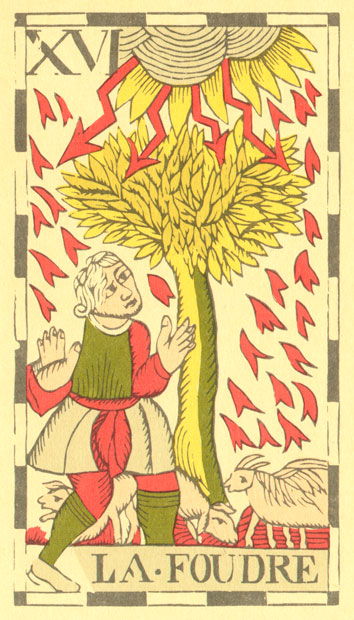
XVI Gniew Boży
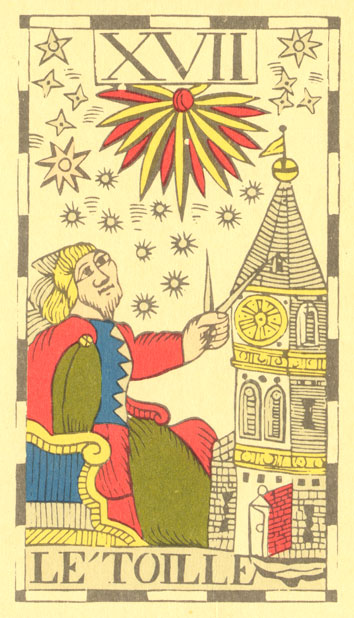
XVII Gwiazda
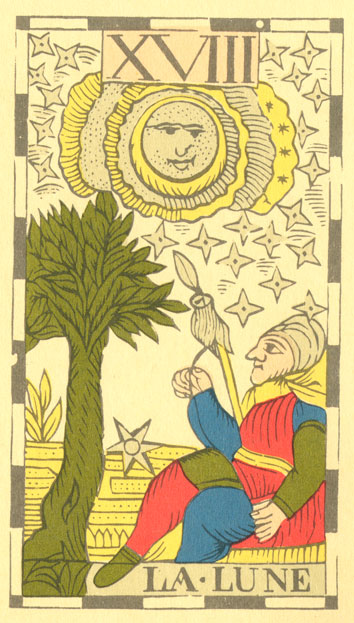
XVIII Księżyc
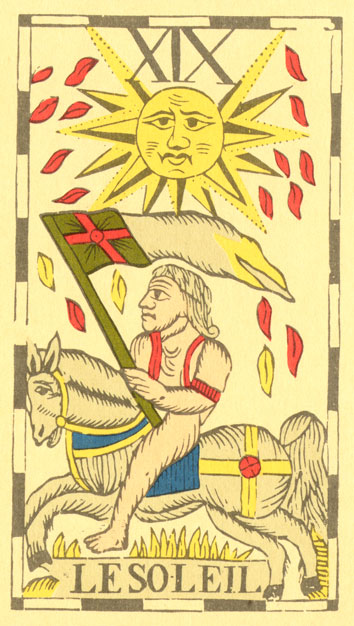
XVIIII Słońce
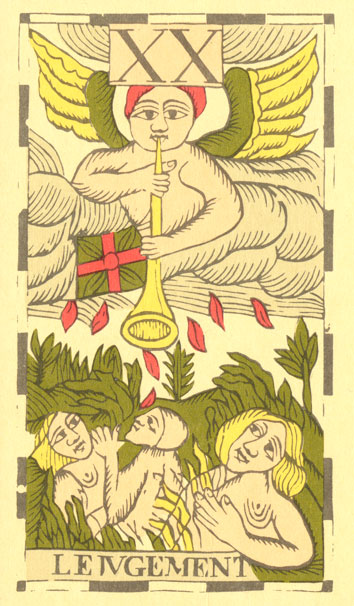
XX Sąd Ostateczny
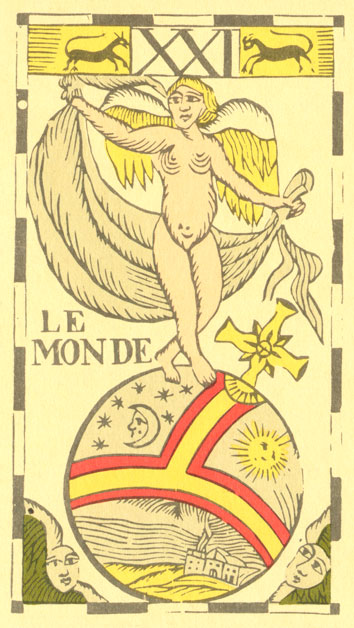
XXI Świat
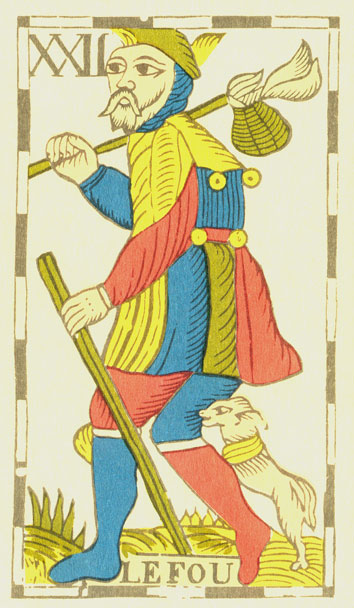
XXII Głupiec

### Tarot Szwajcarski (fragment)

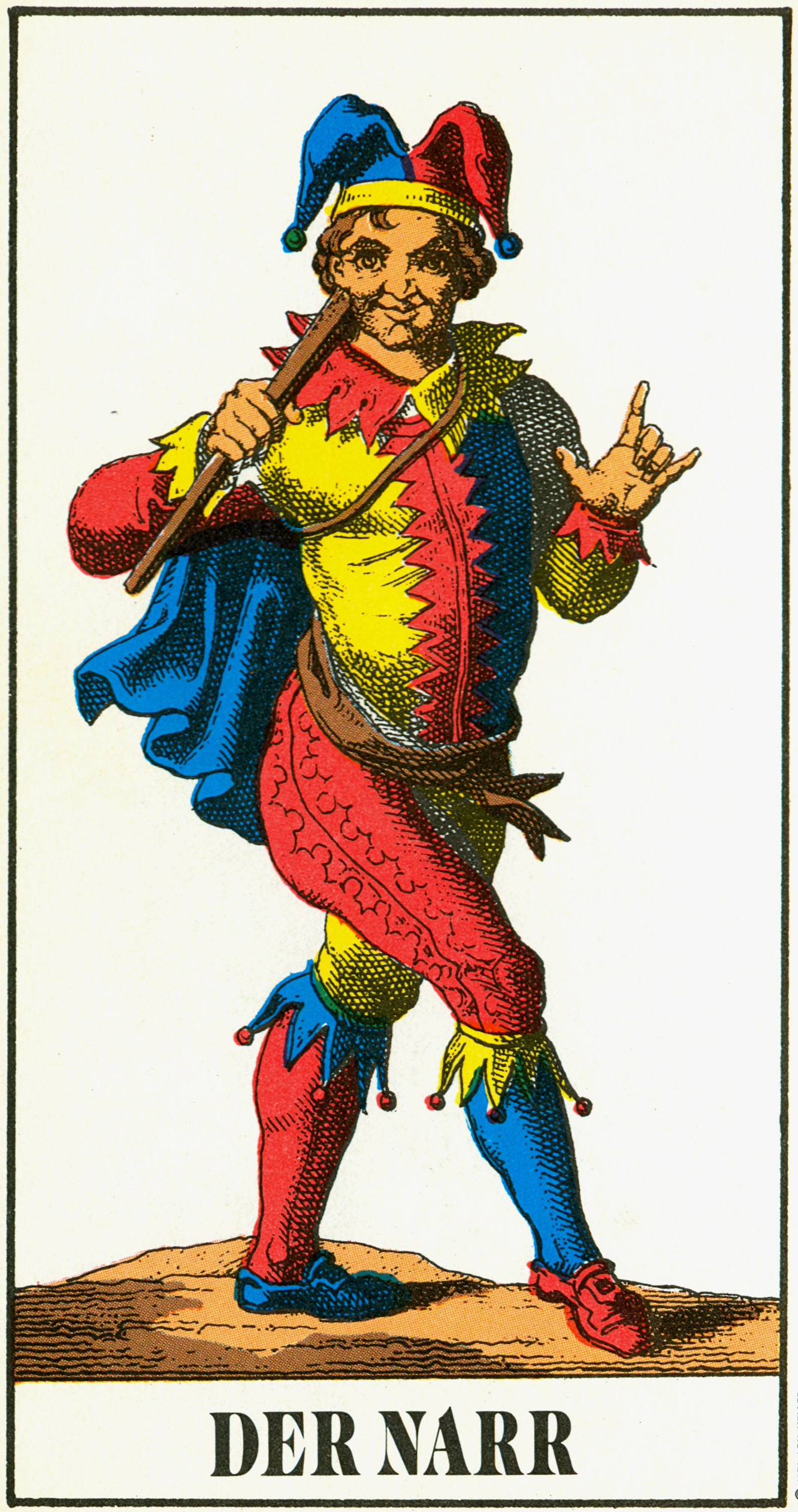
0 Głupiec
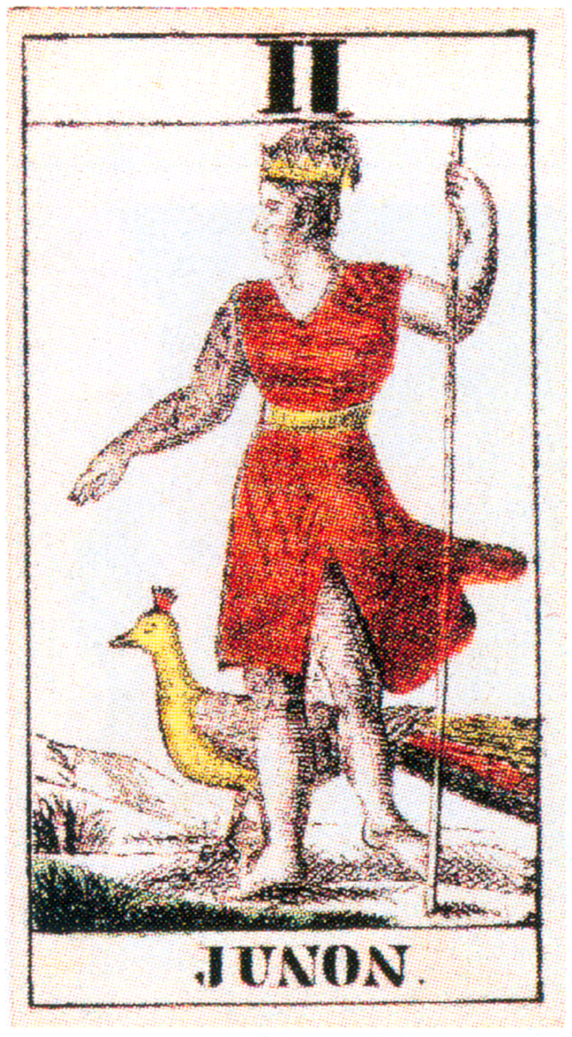
II Junona
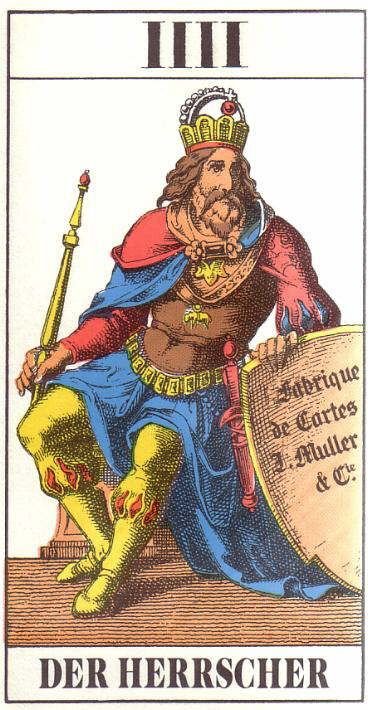
IIII Cesarz
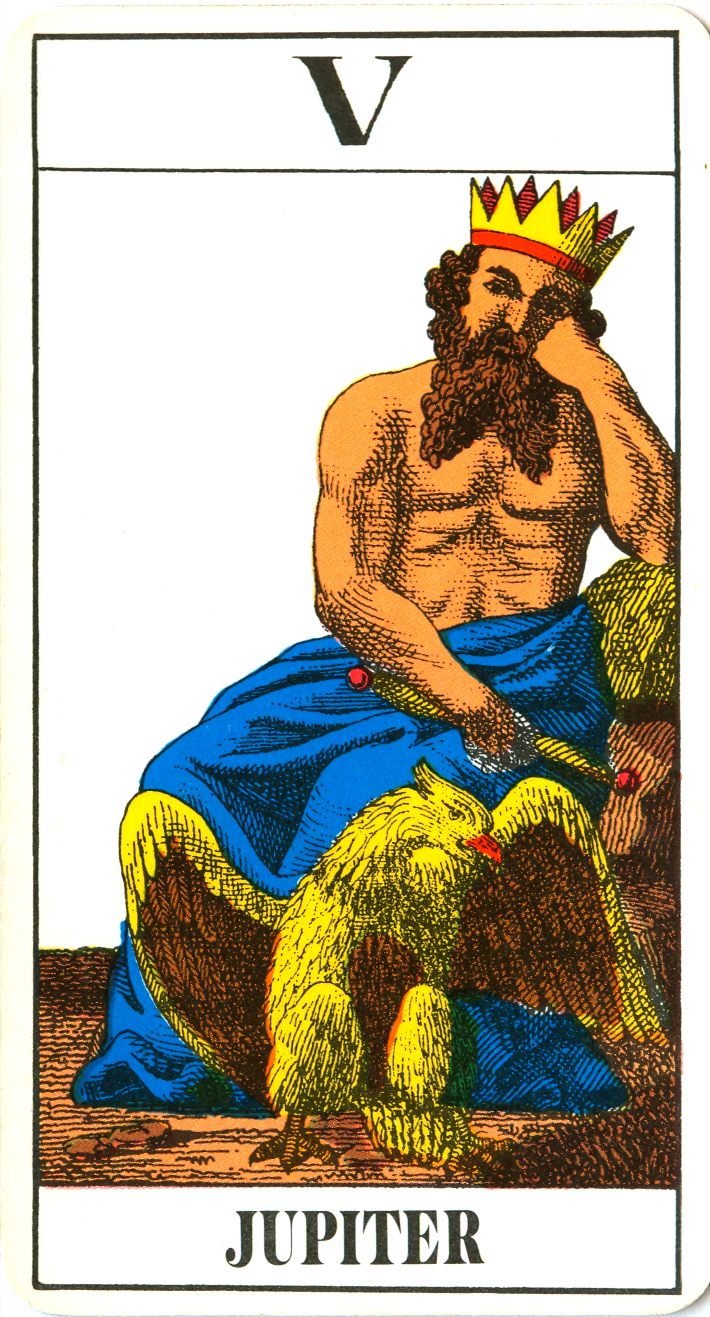
V Jupiter
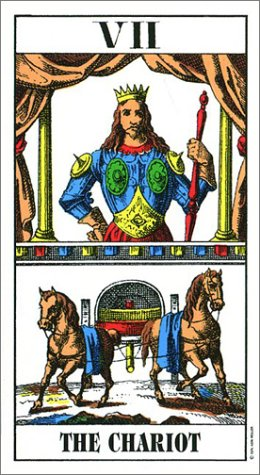
VI Rydwan
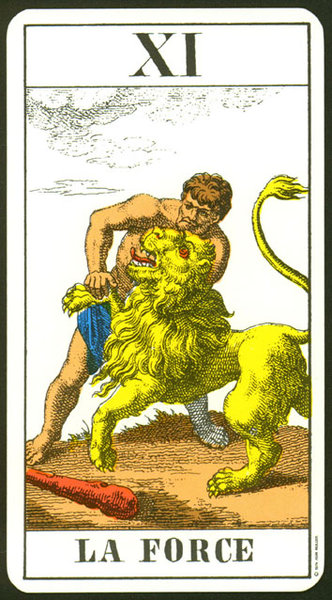
XI Siła
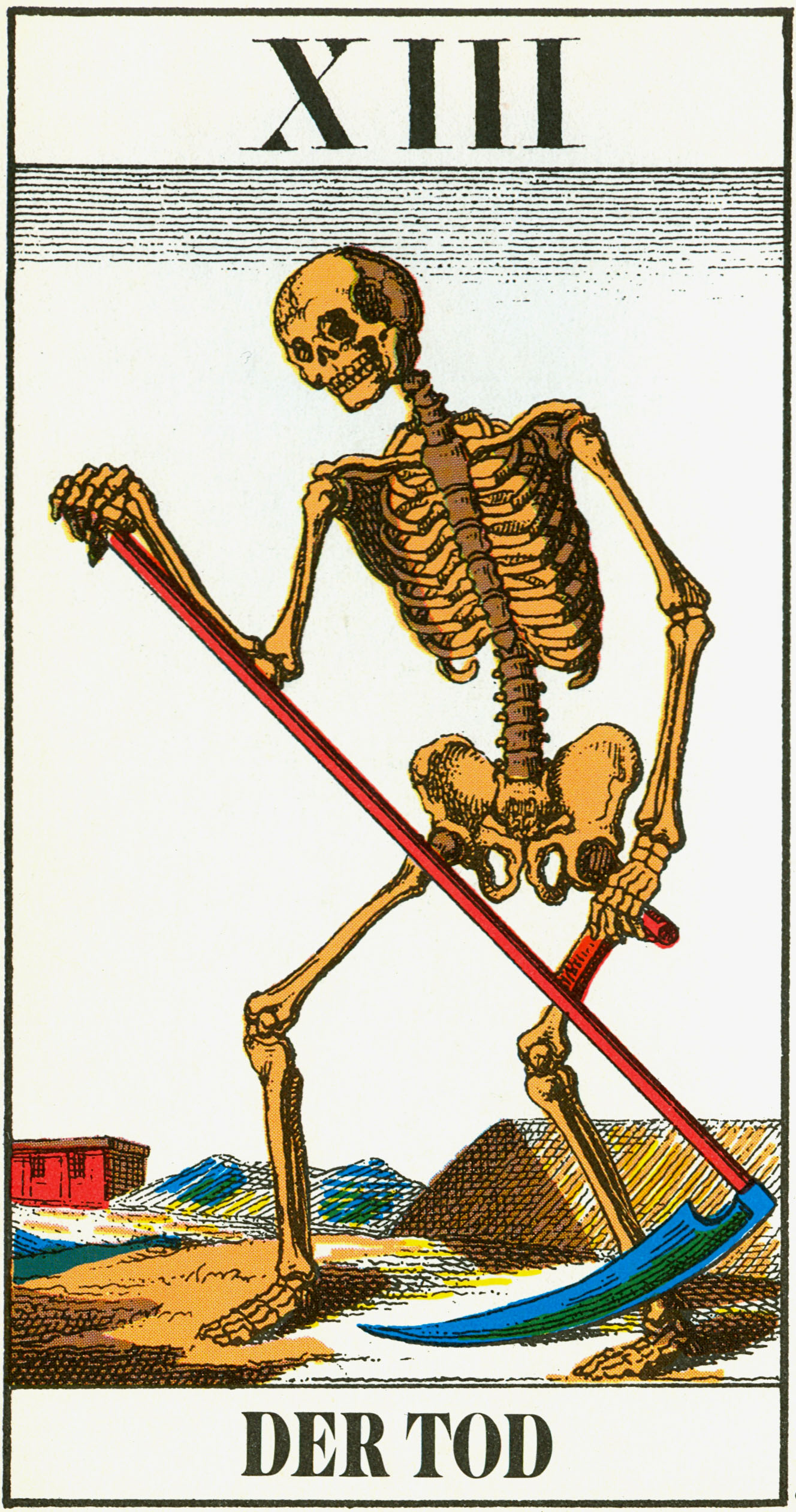
XIII Śmierć
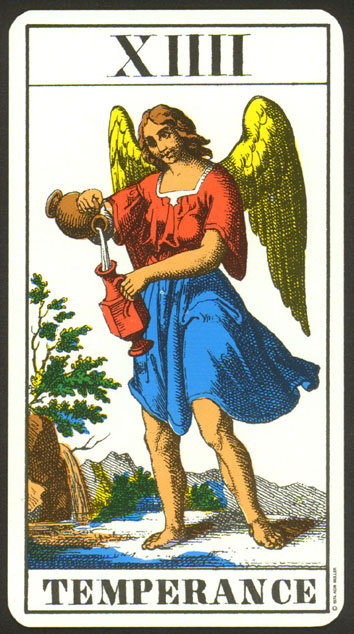
XIV Powściągliwość
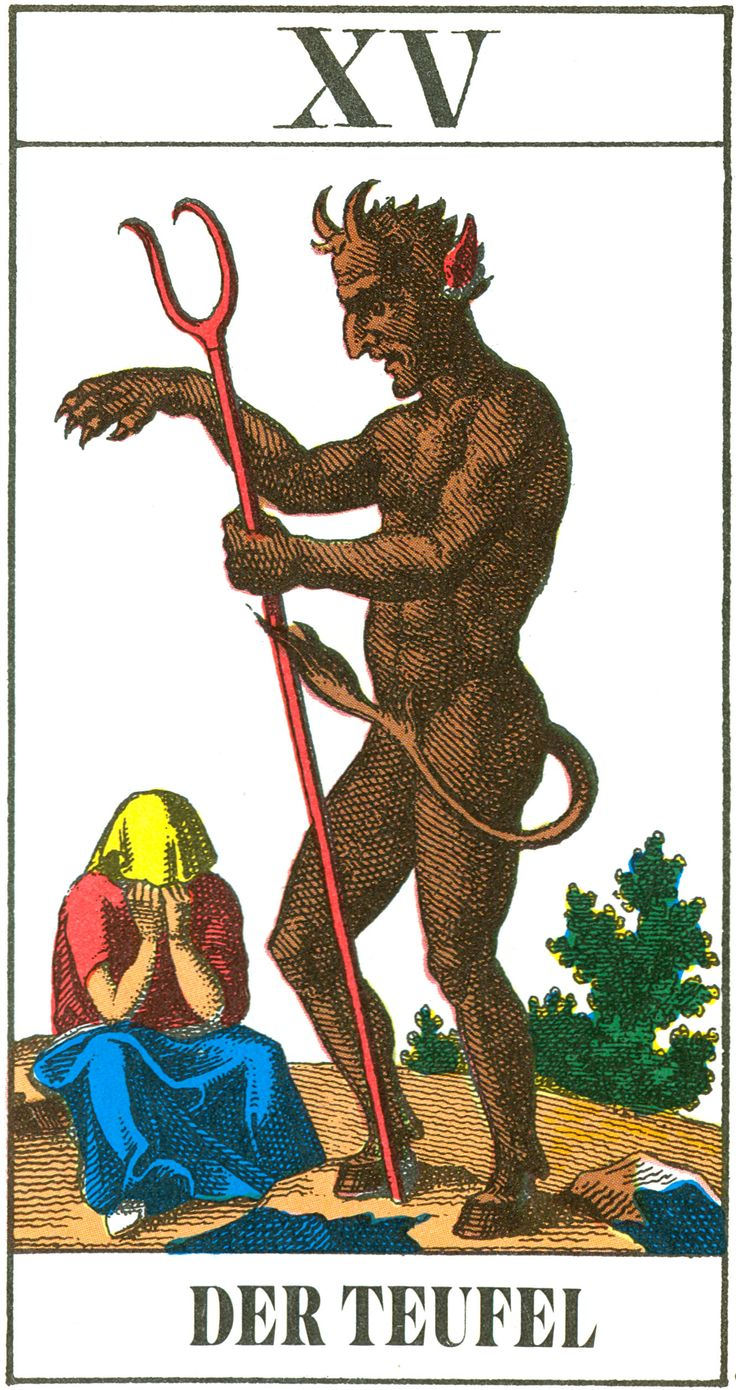
XV Diabeł
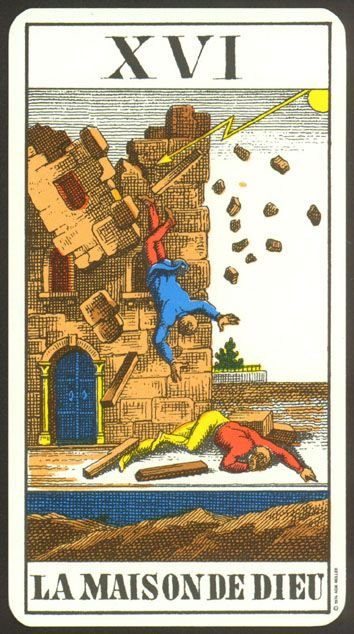
XVI Wieża
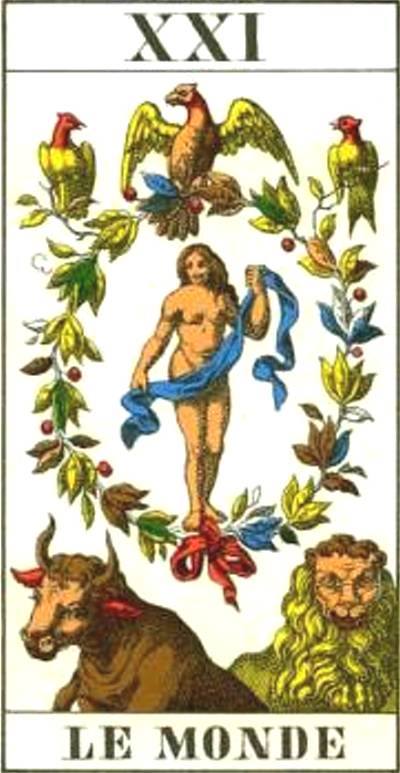
XXI Świat

### Karty Minchiate

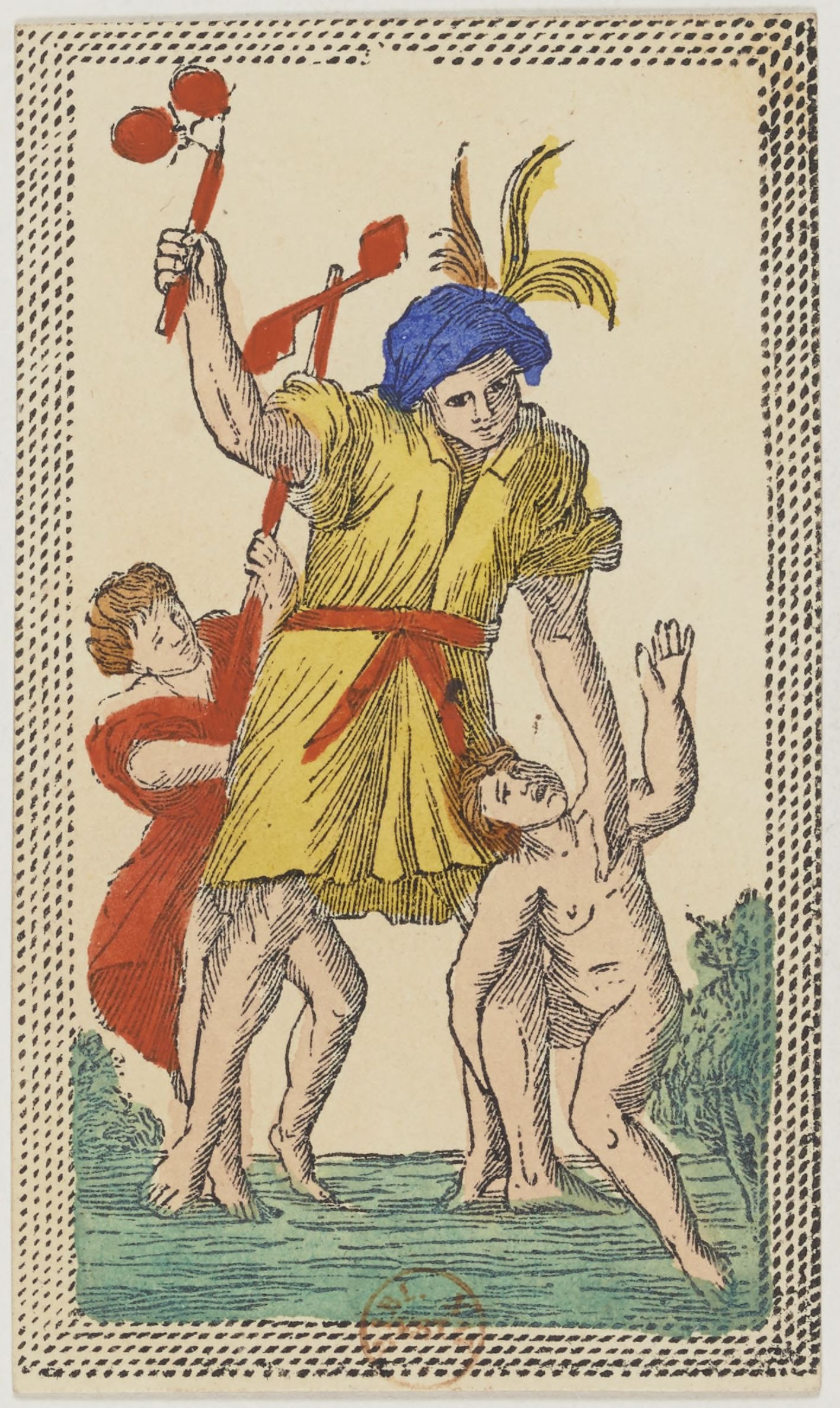
0 Głupiec
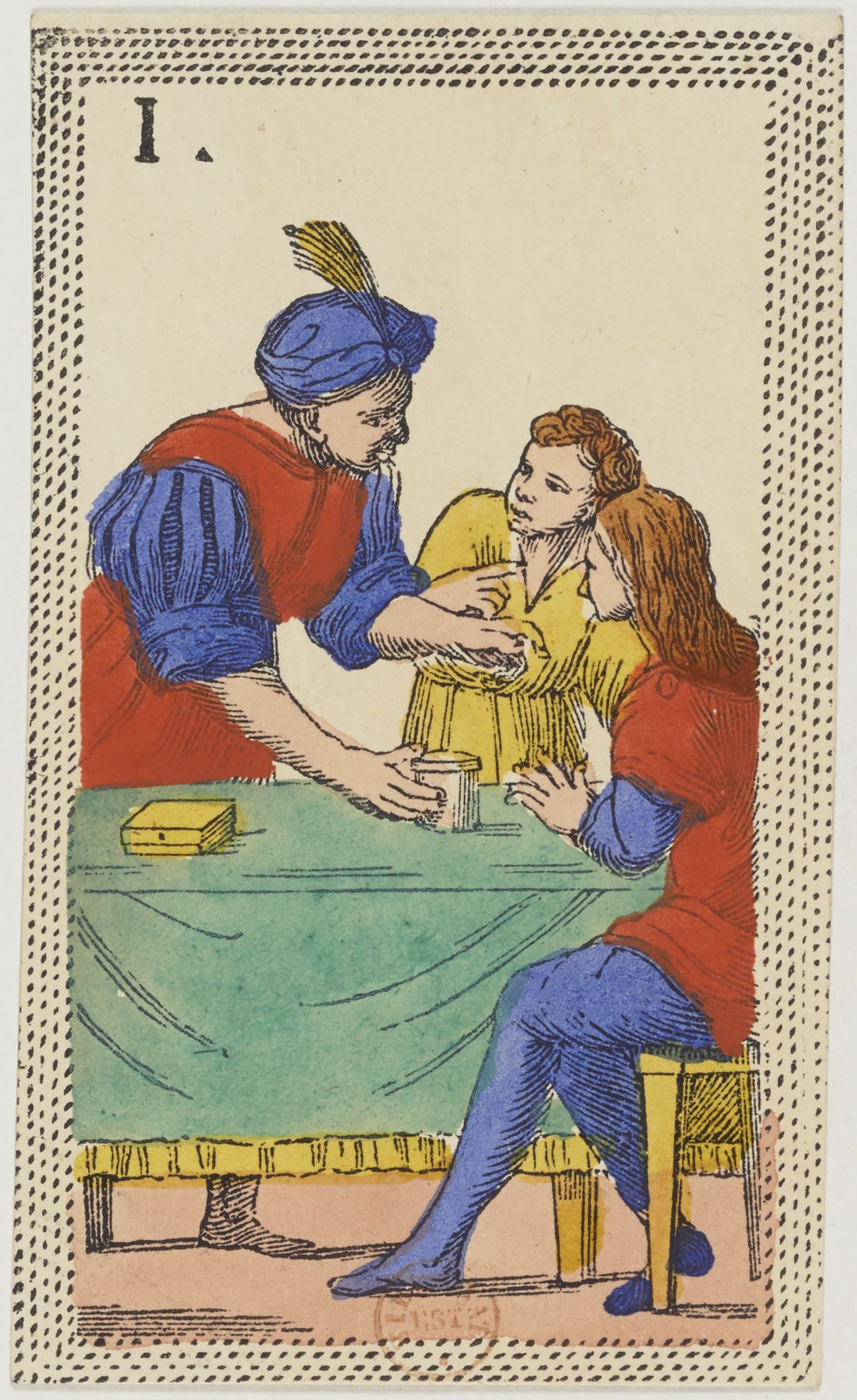
I Kuglarz czyli Pierwszy Papież
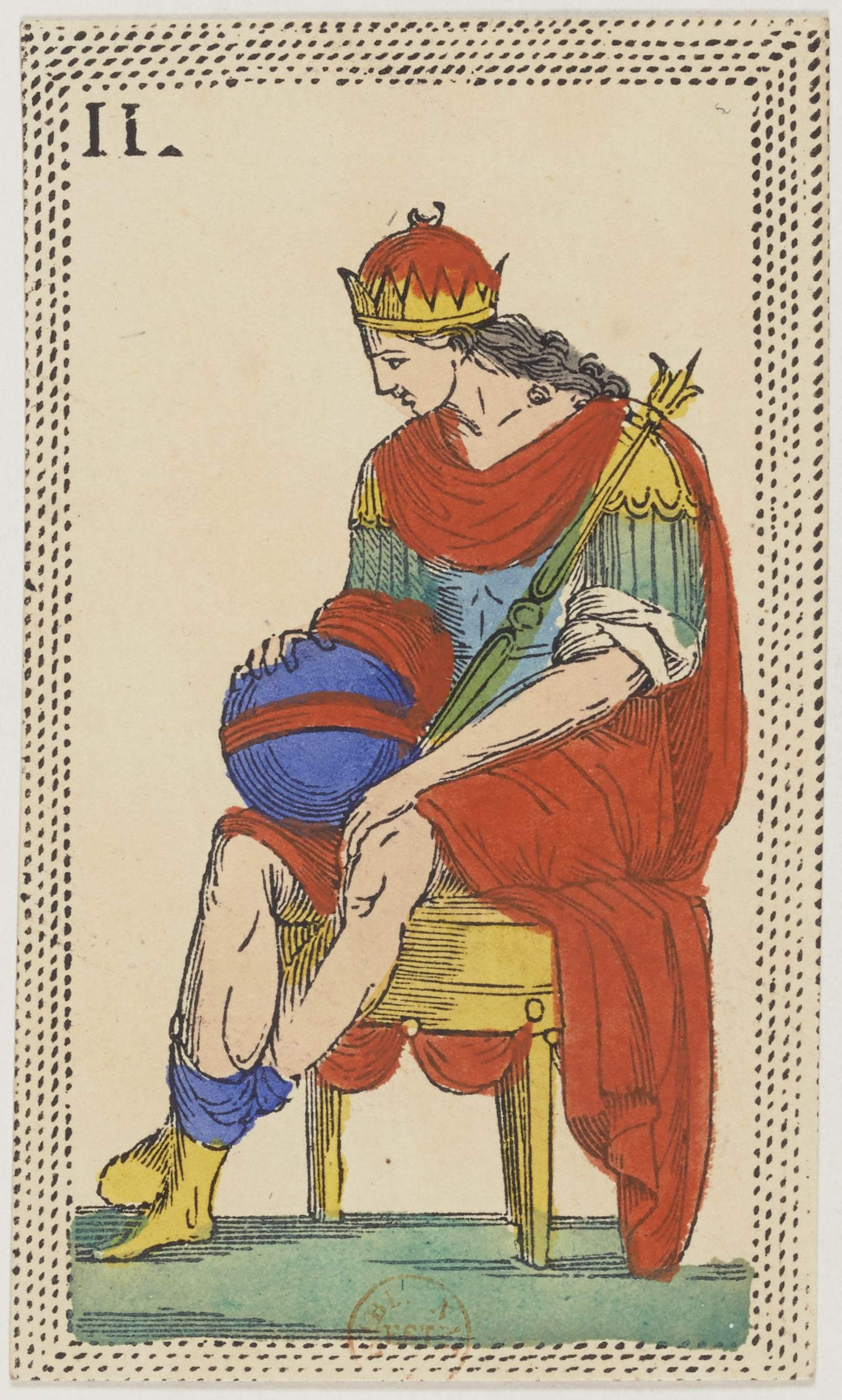
II Wielki Książę czyli Drugi Papież
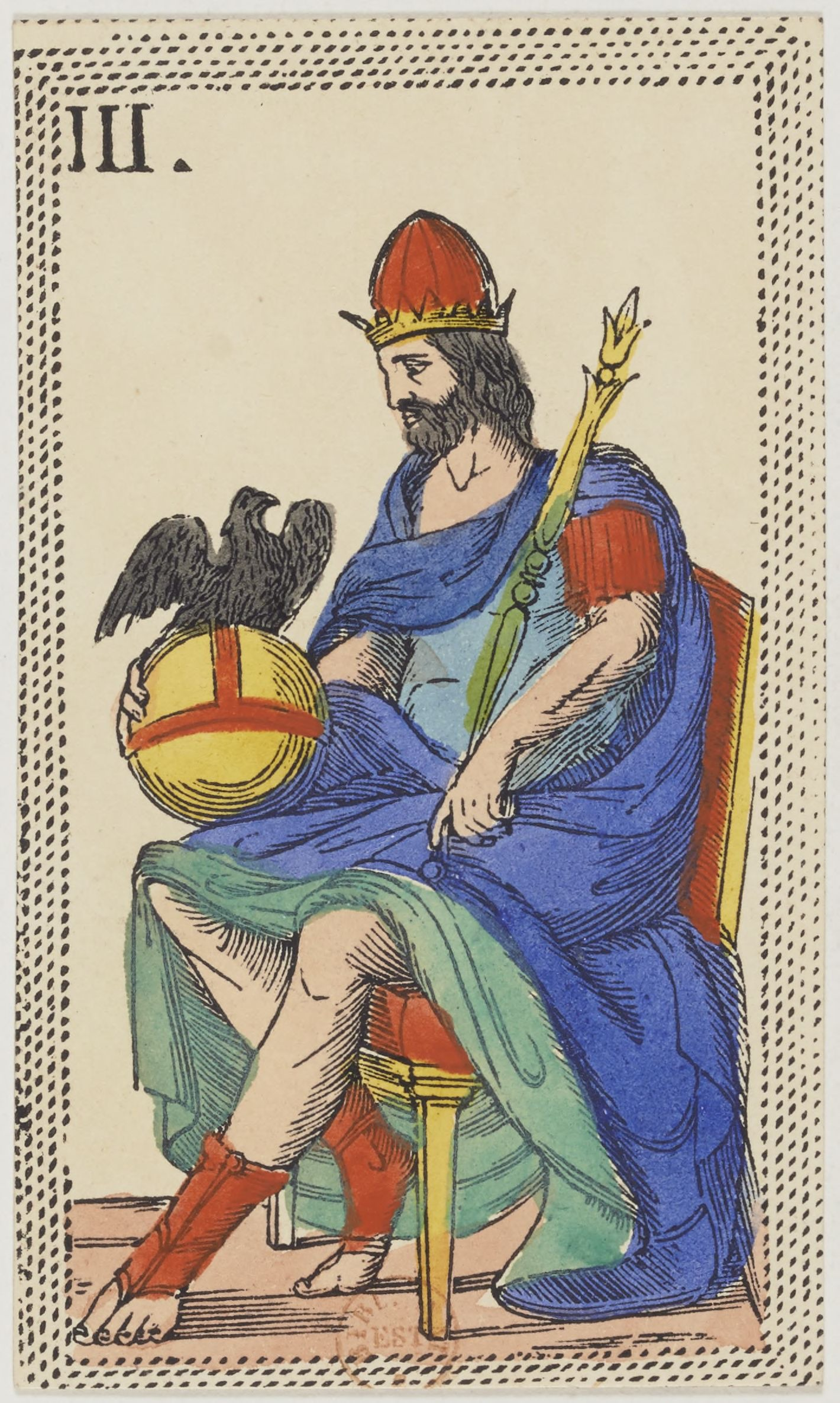
III Cesarzowa czyli Trzeci Papież
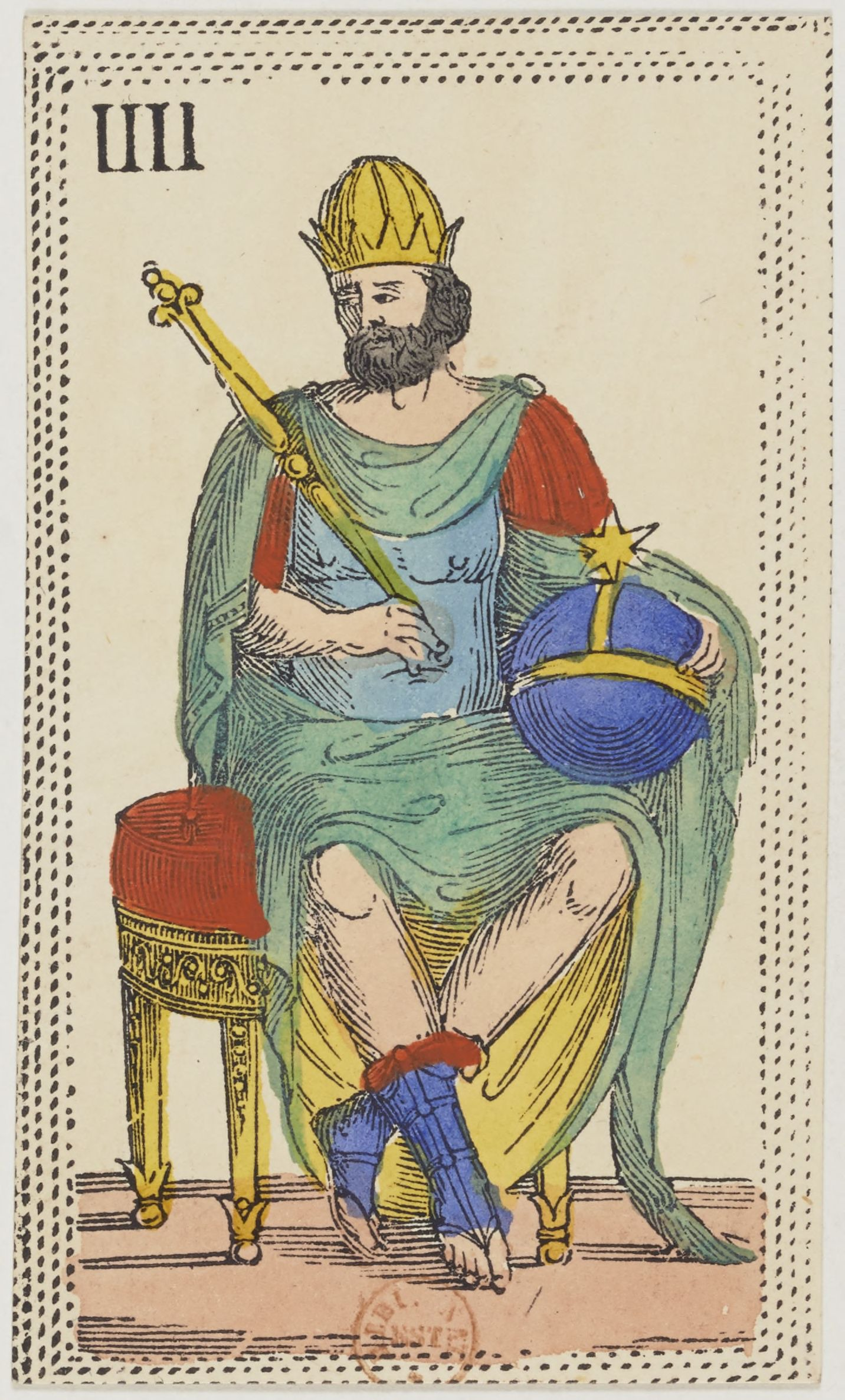
IIII Cesarz czyli Czwarty Papież
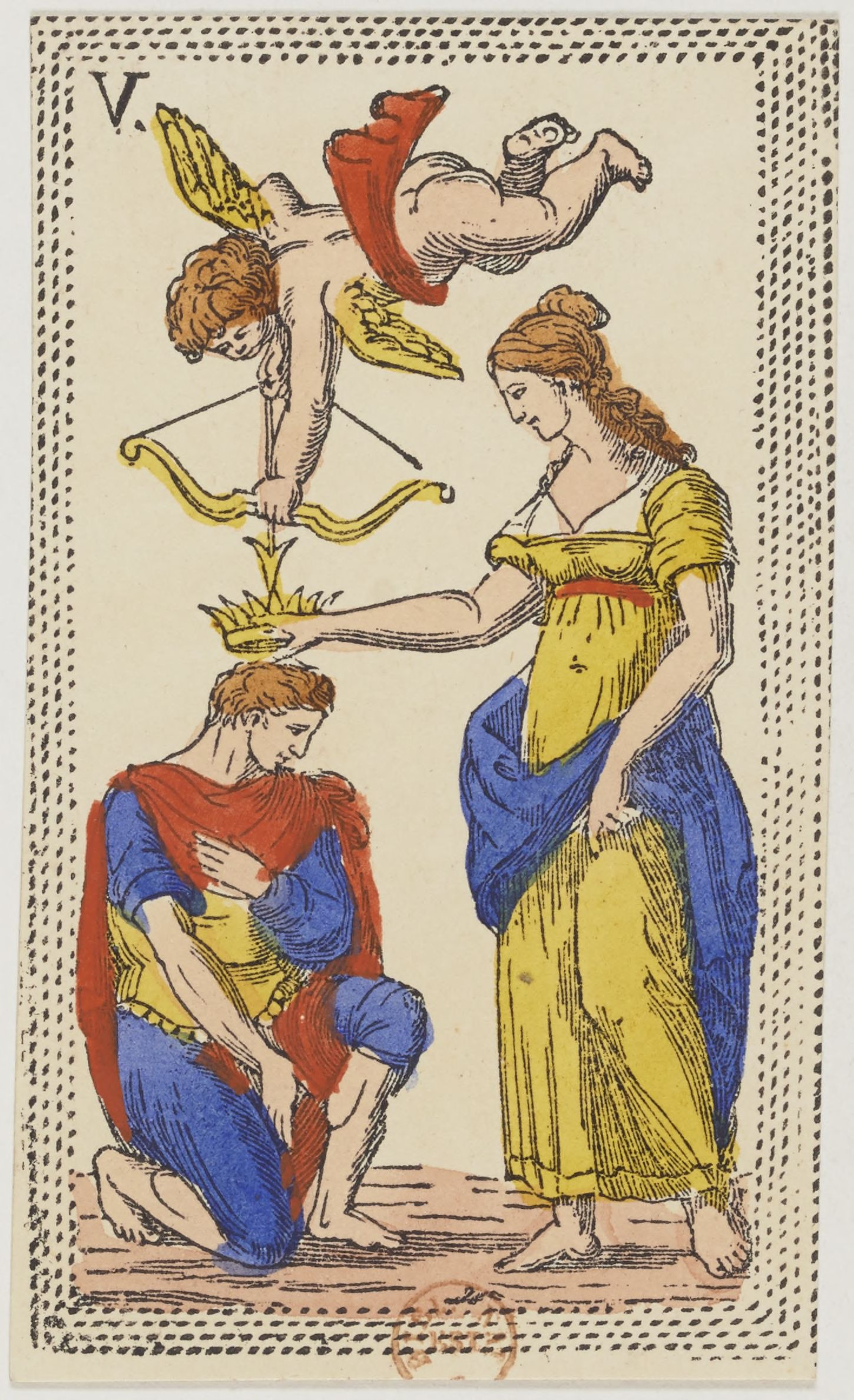
V Kochanek czyli Piąty Papież
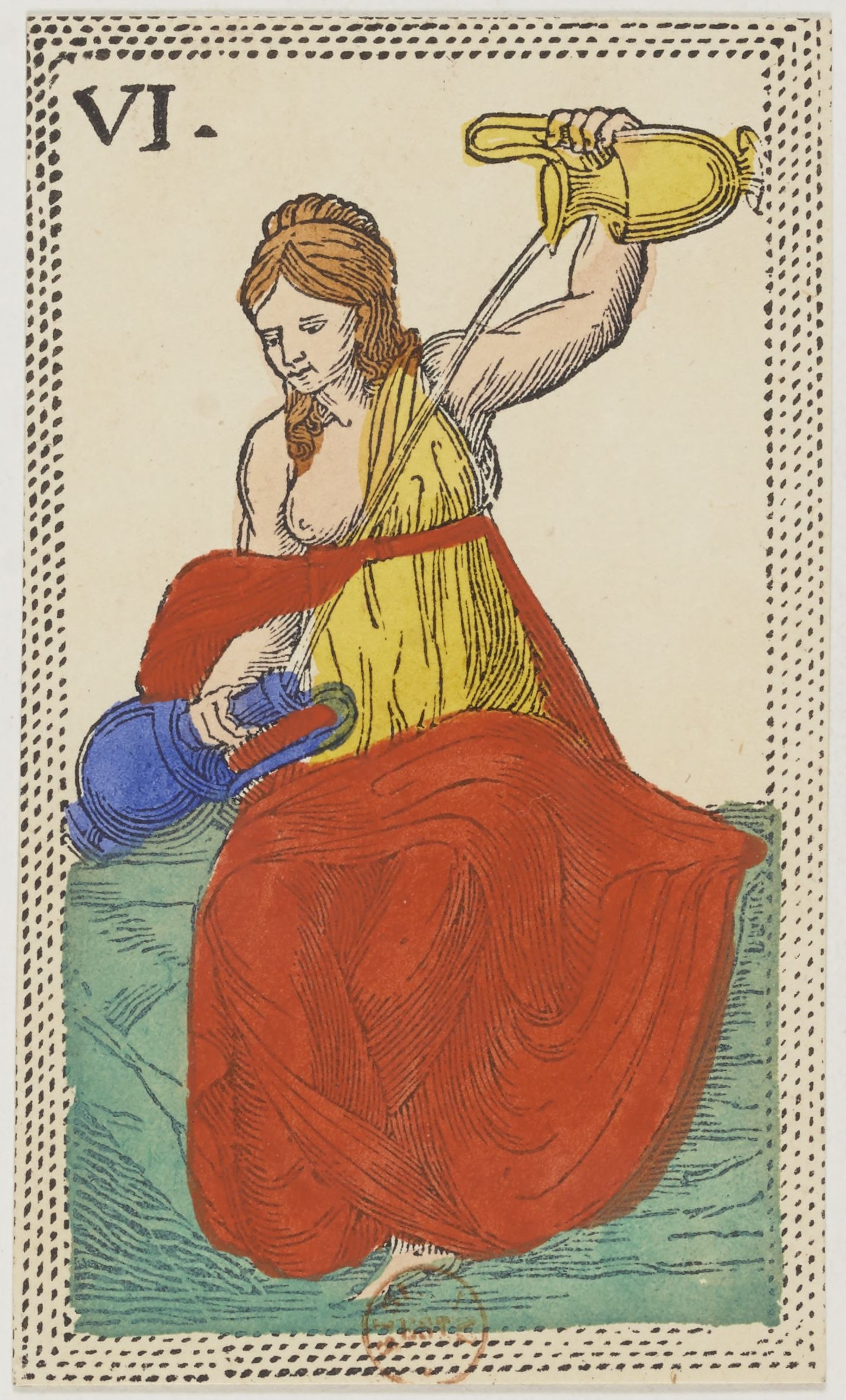
VI Umiarkowanie
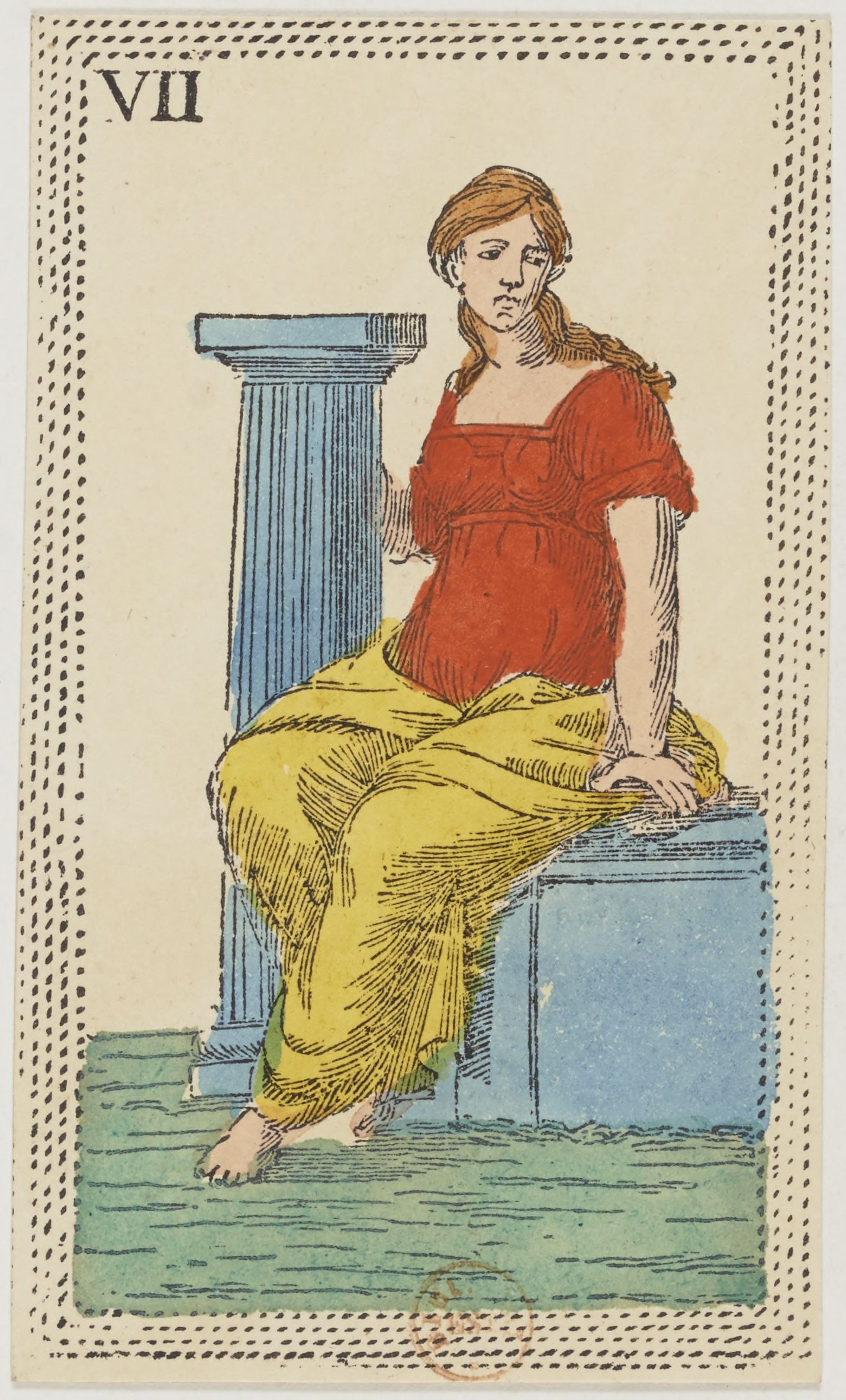
VII Siła
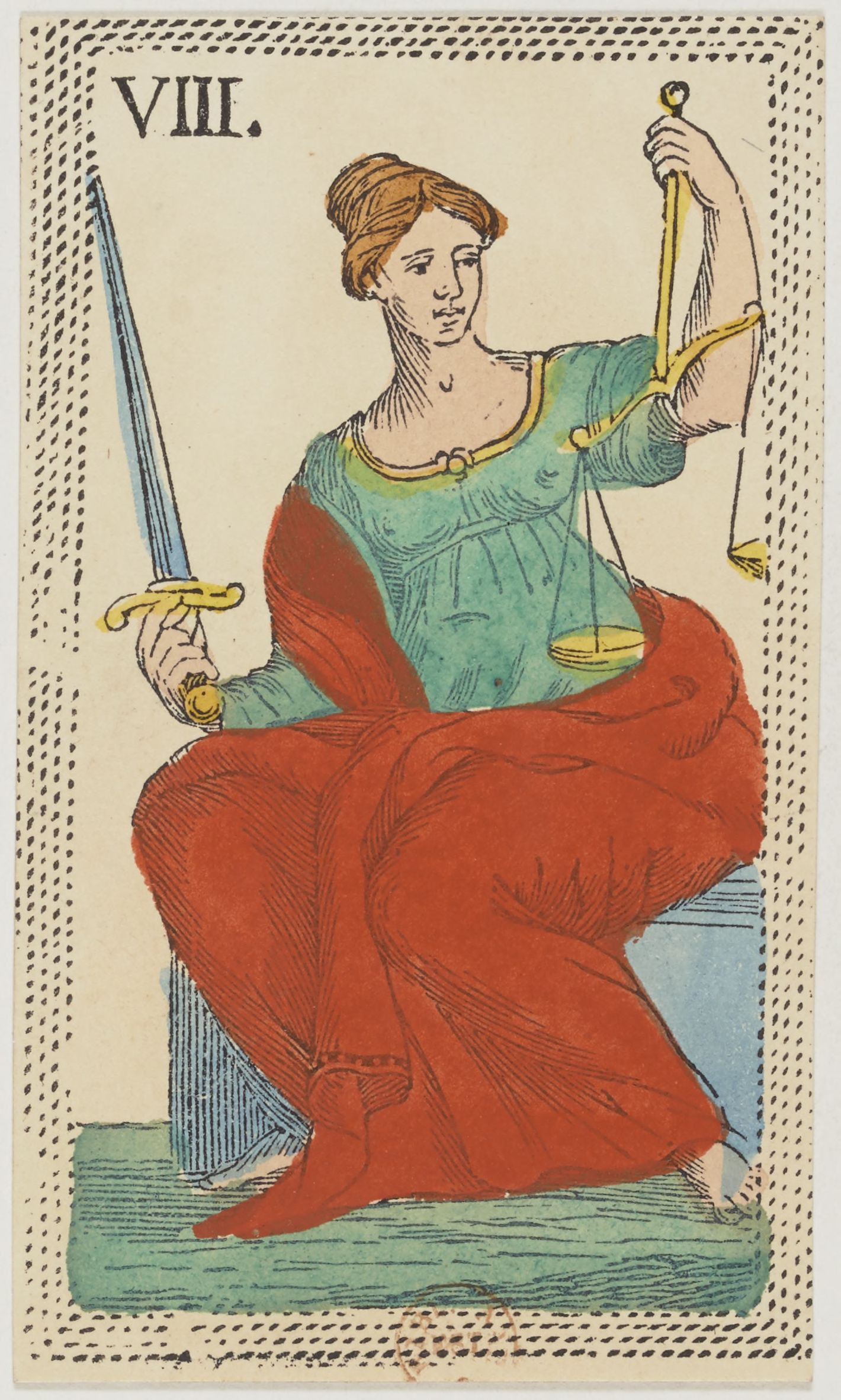
VIII Sprawiedliwość
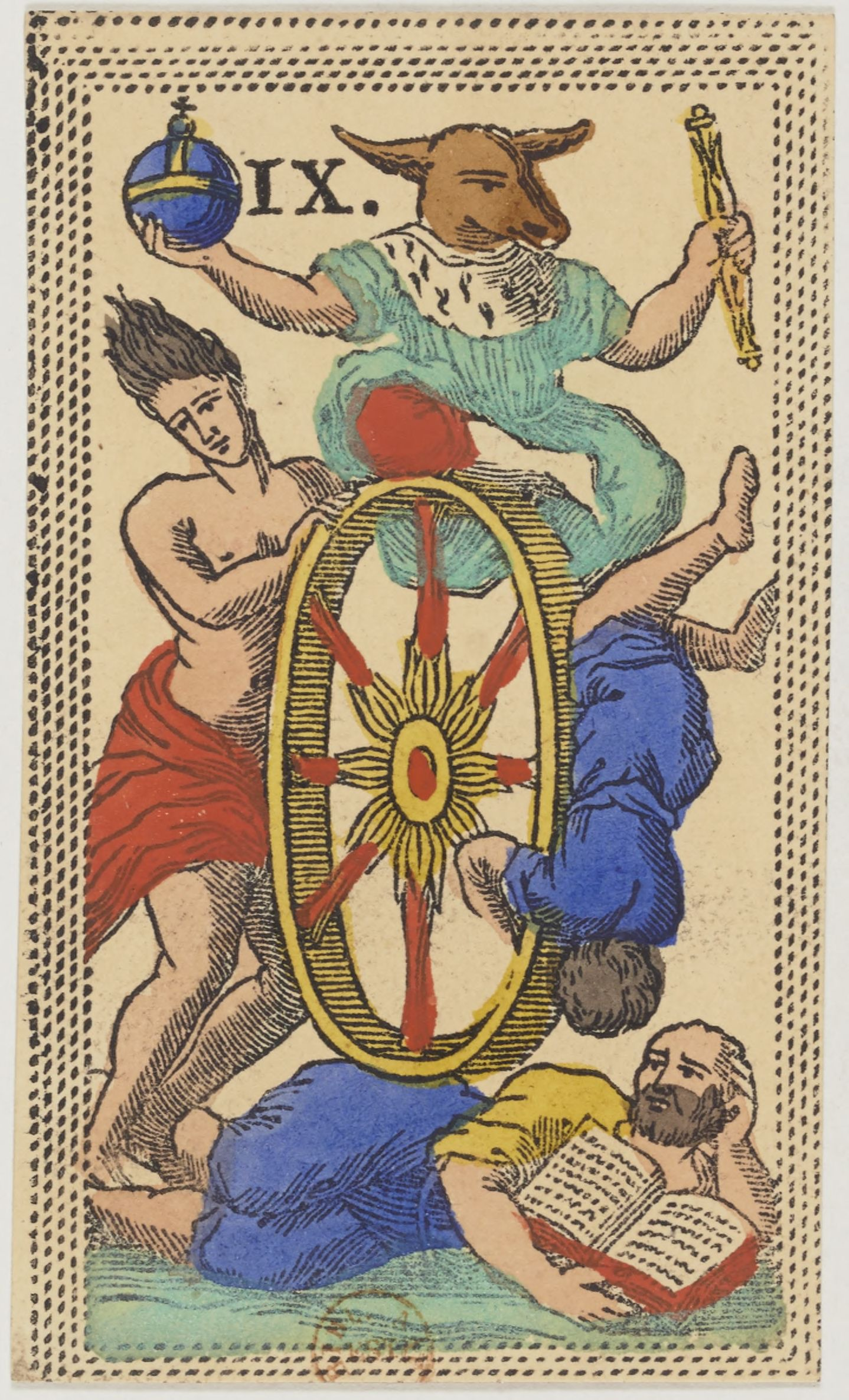
VIIII Koło Fortuny
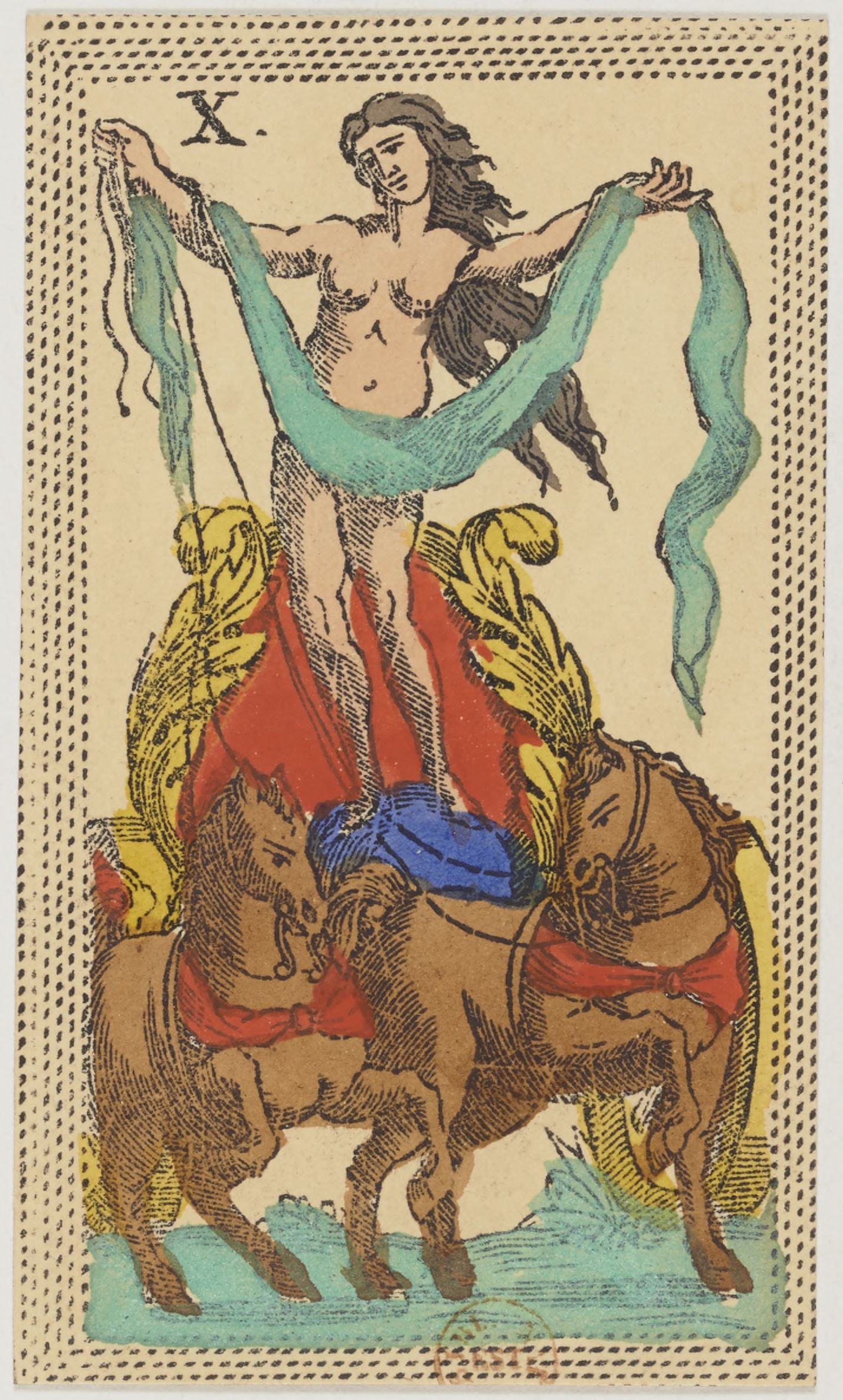
X Rydwan
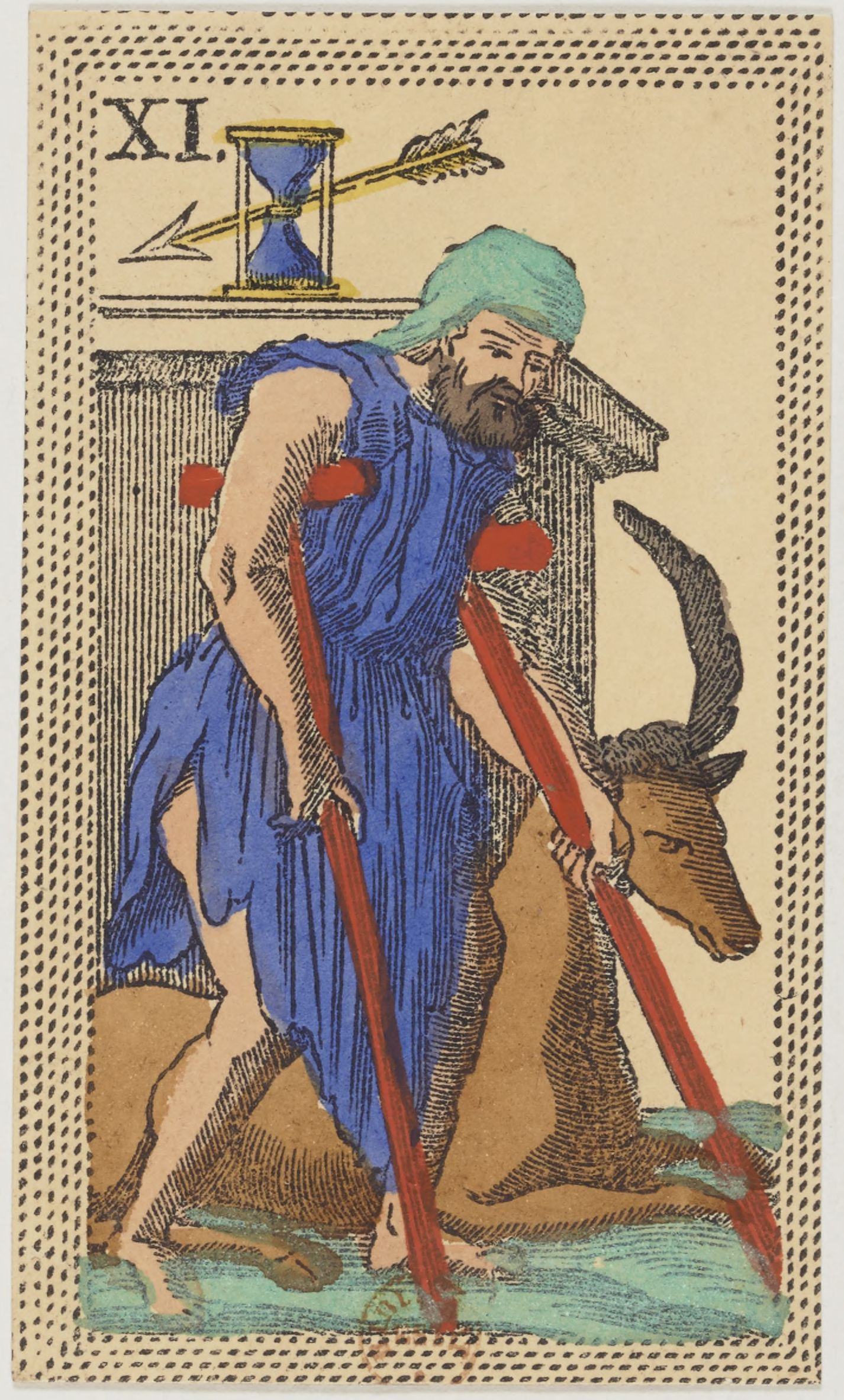
XI Pustelnik
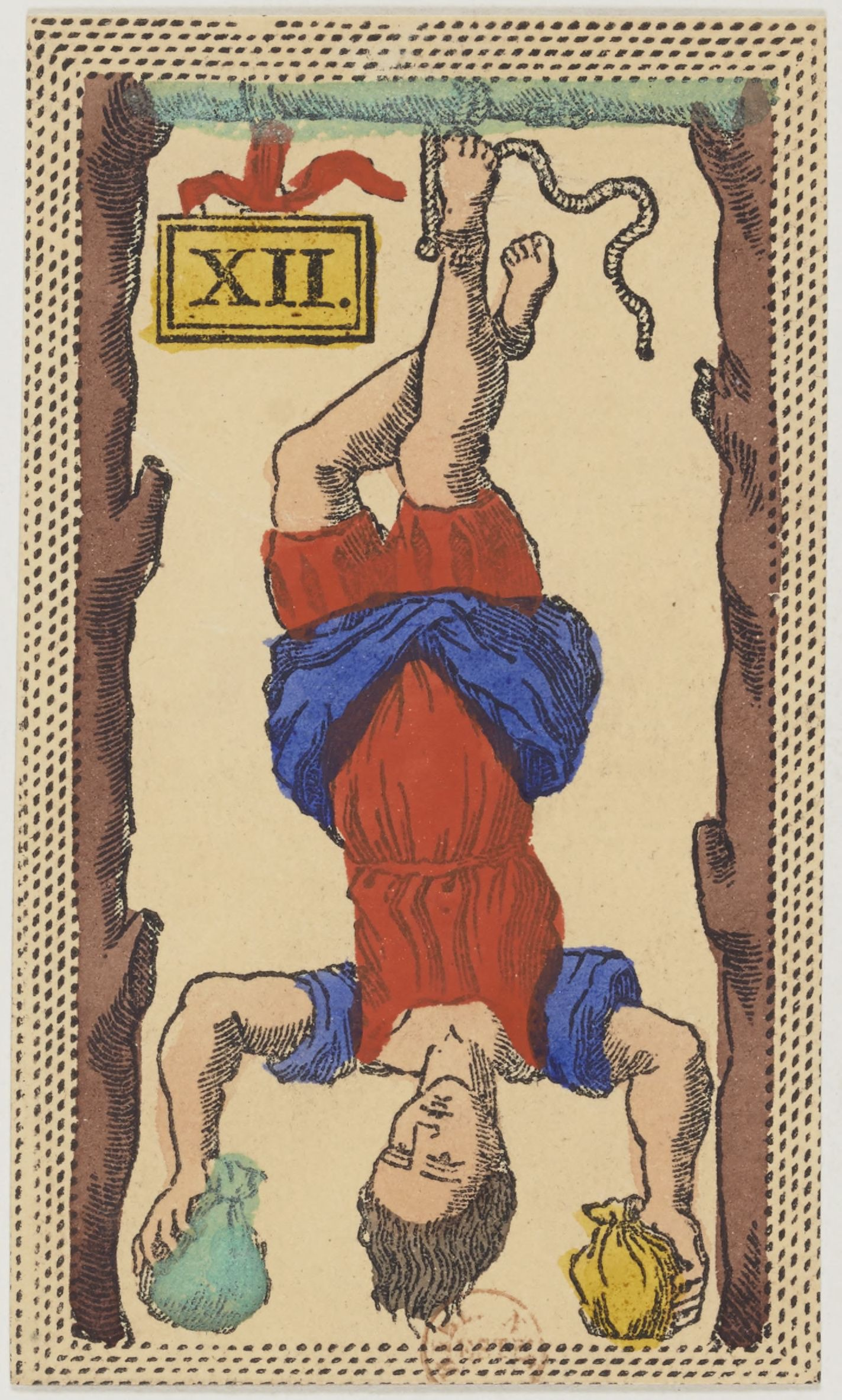
XII Wisielec
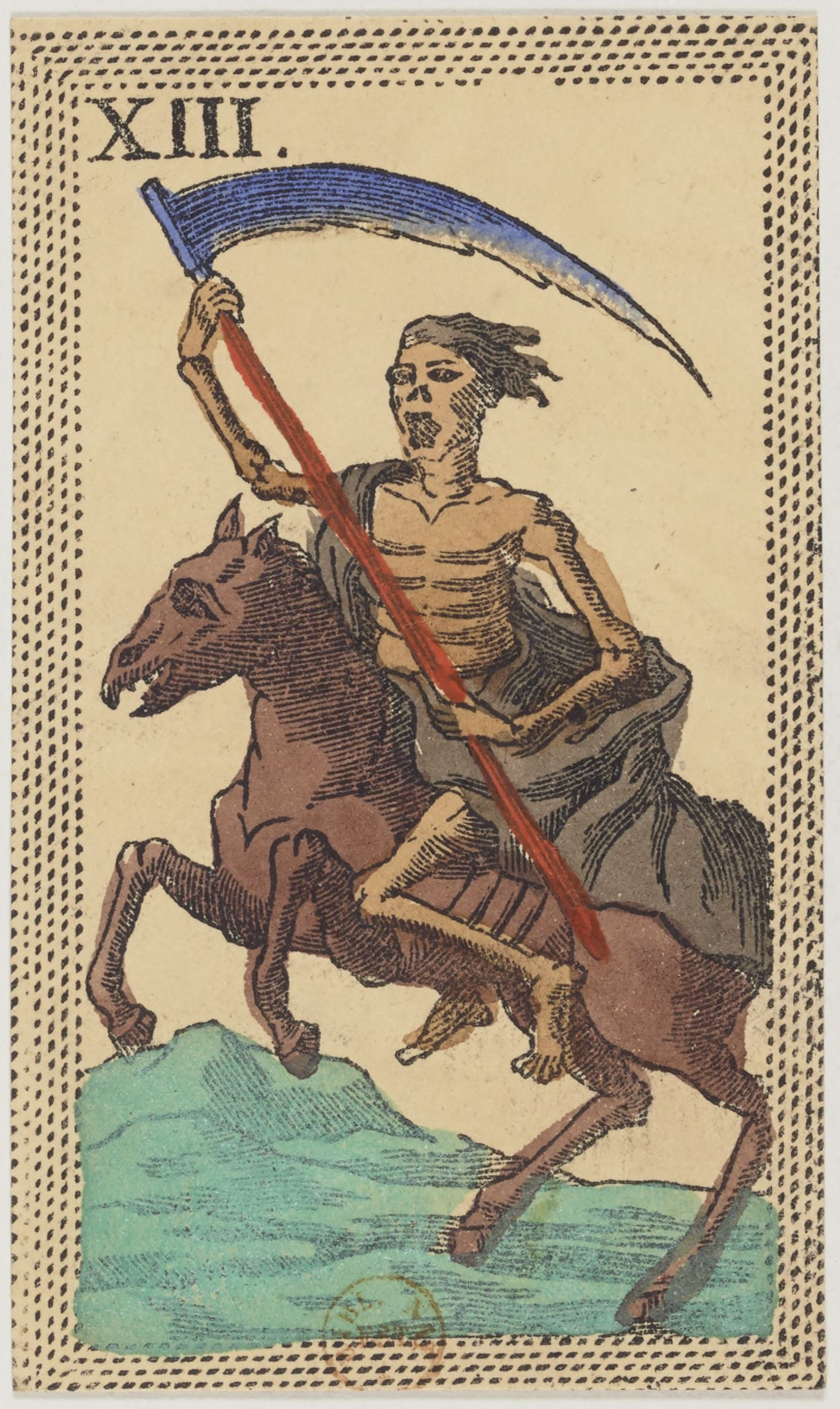
XIII Śmierć
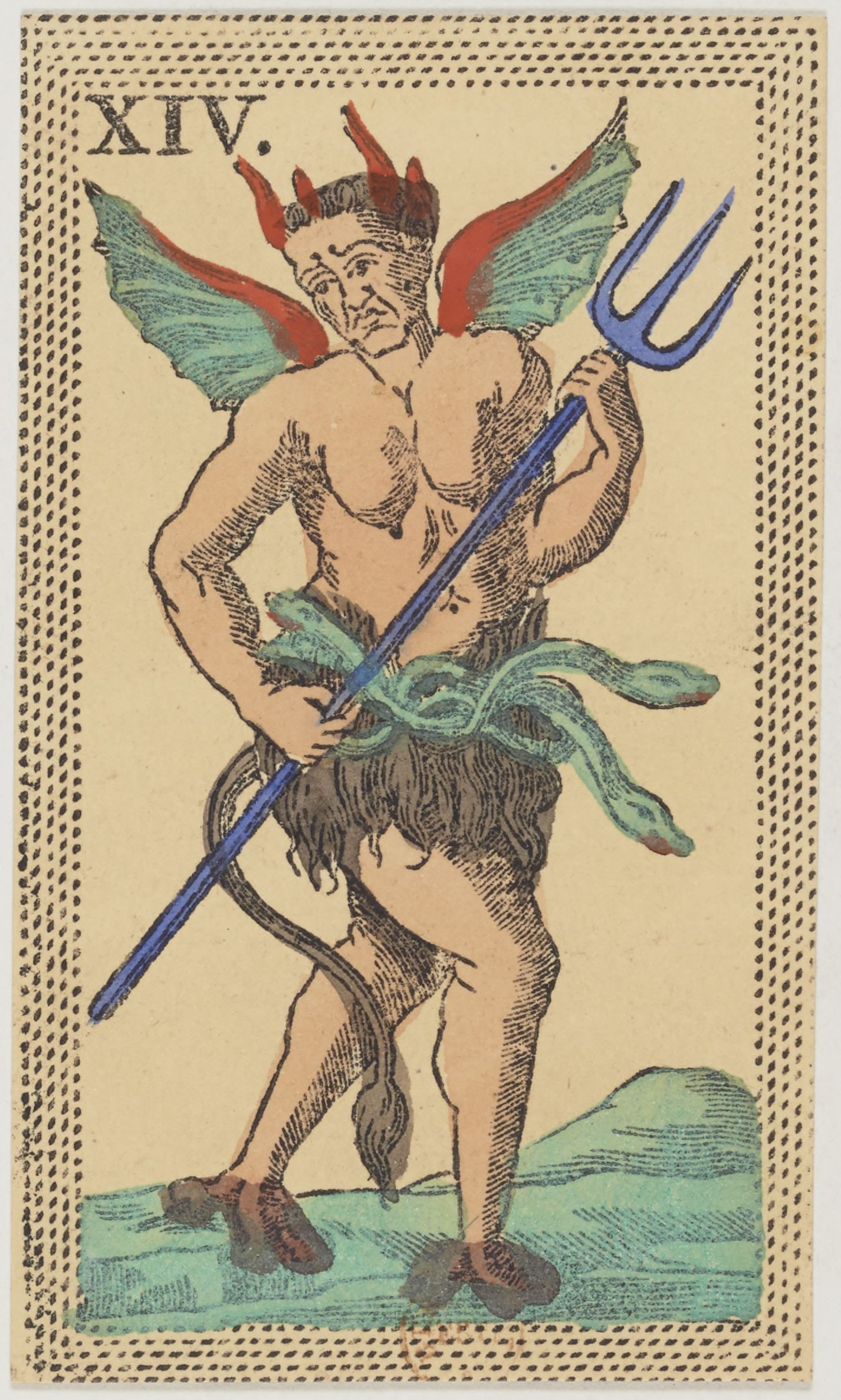
XIIII Diabeł
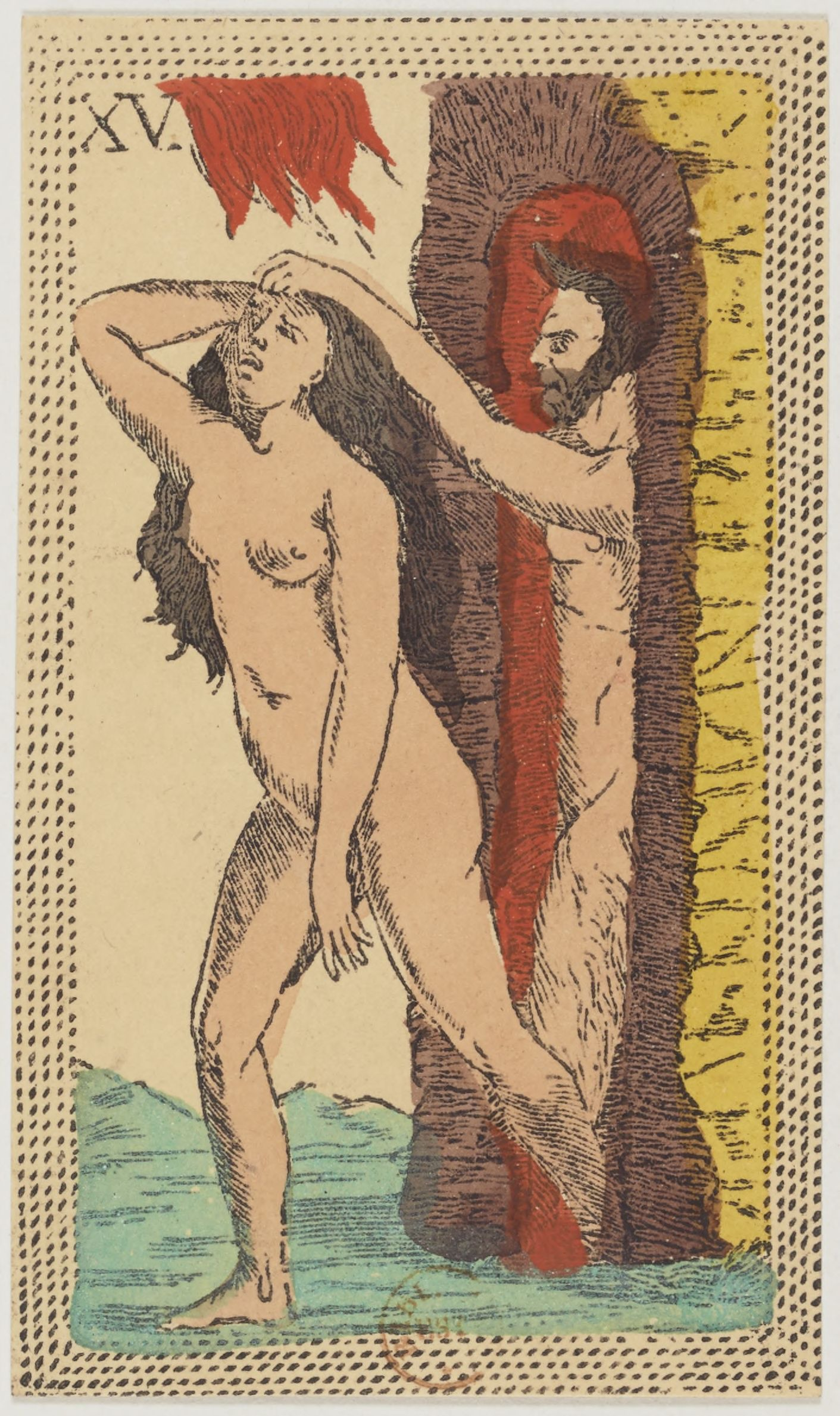
XV Dom Diabła
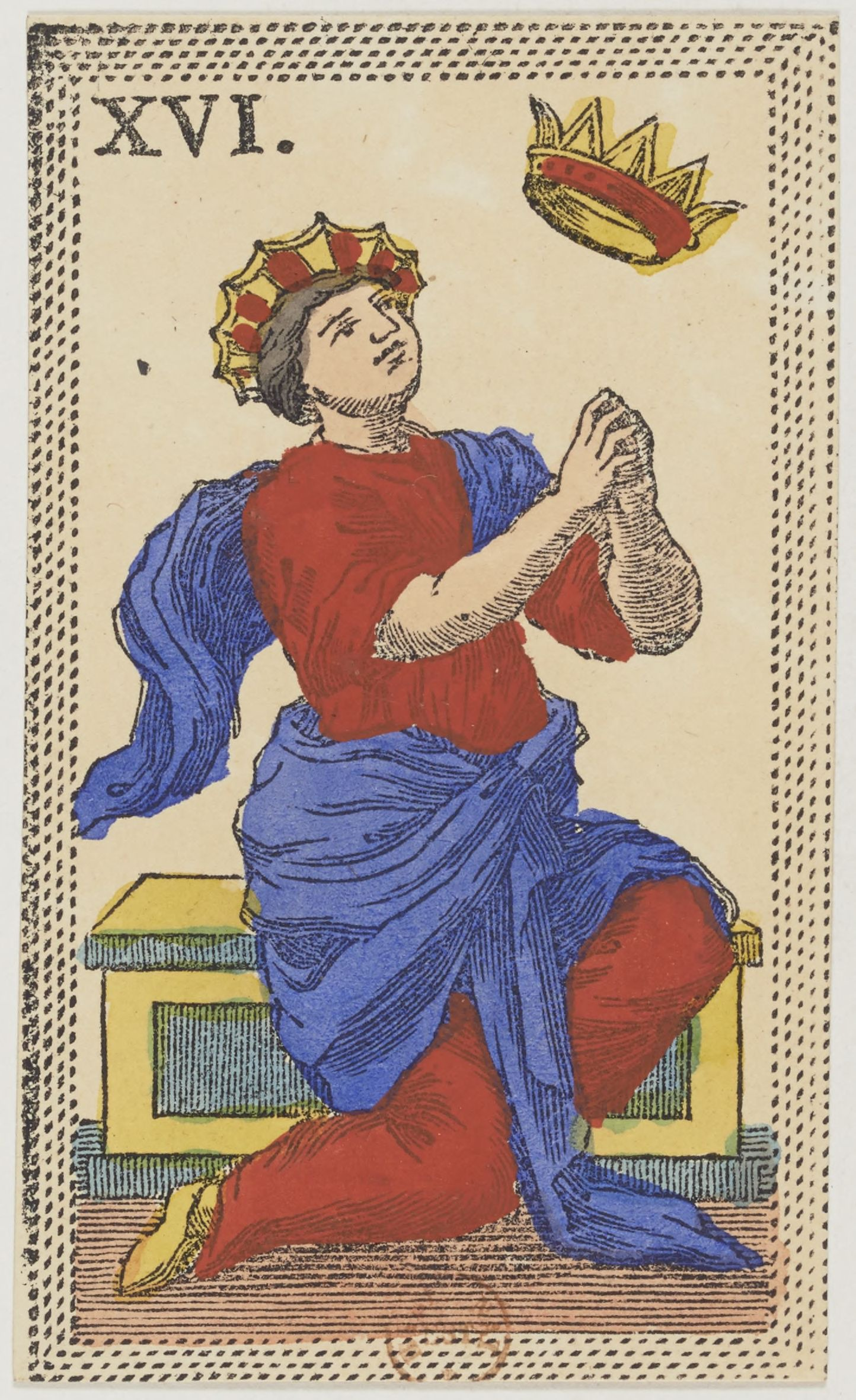
XVI Nadzieja
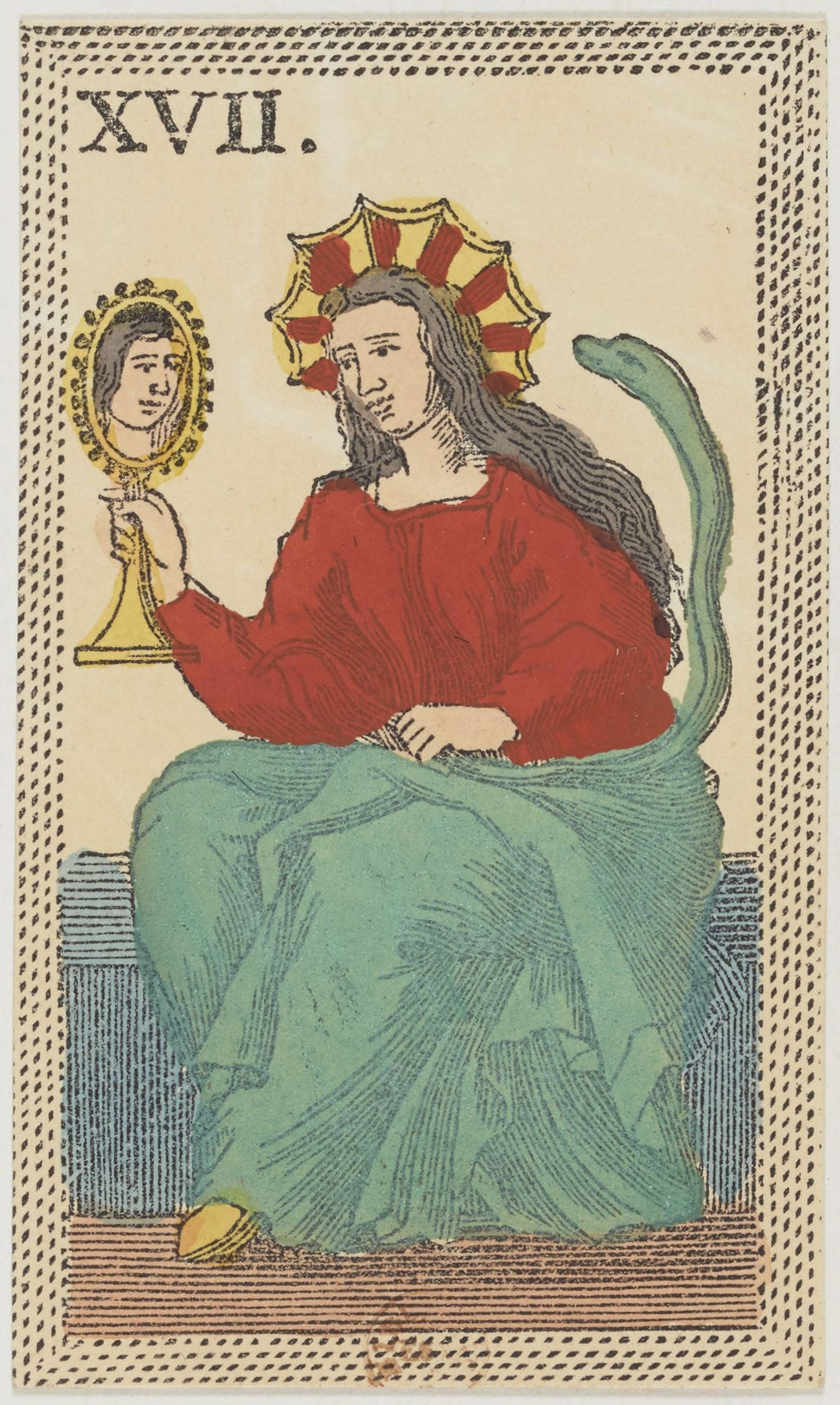
XVII Roztropność
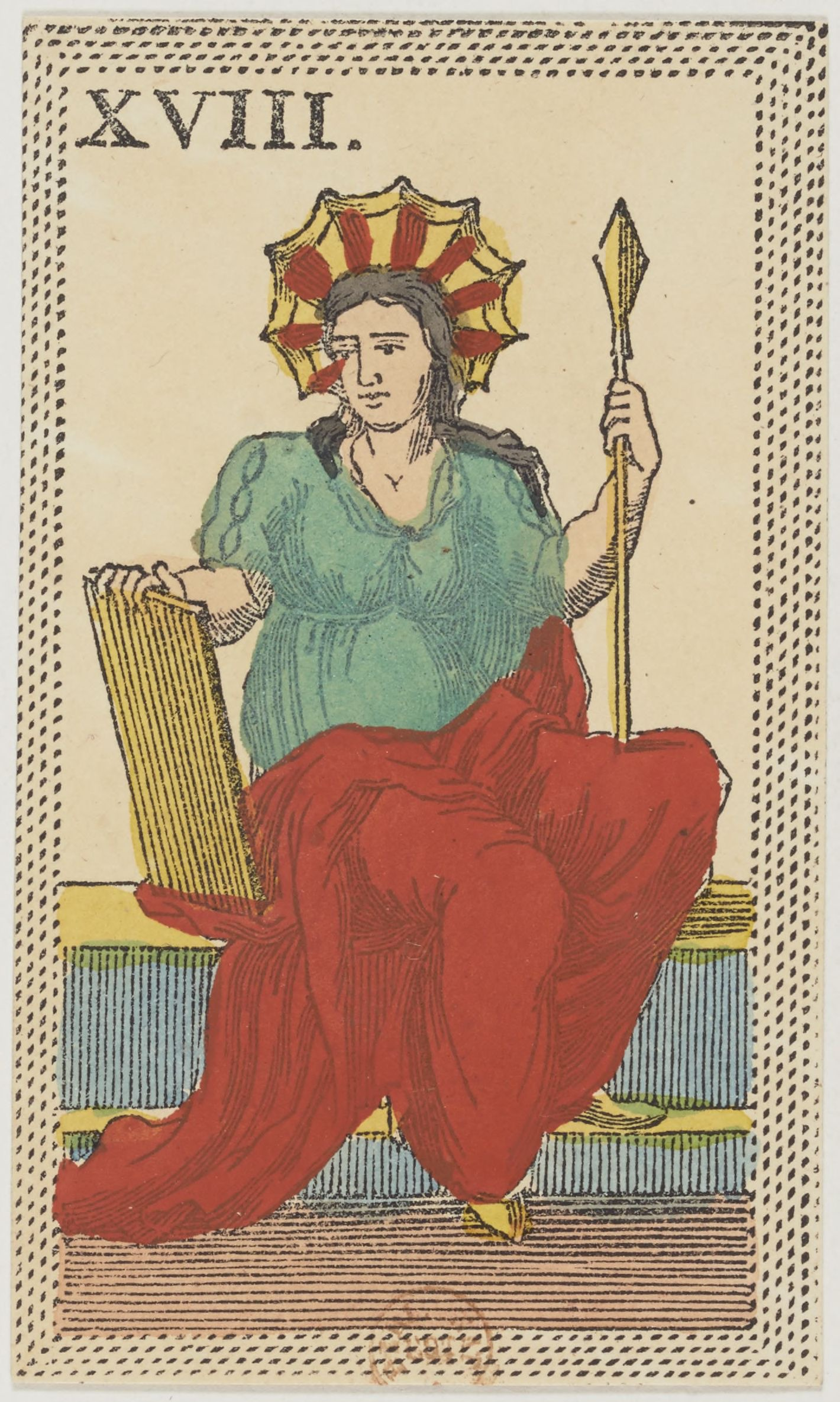
XVIII Wiara
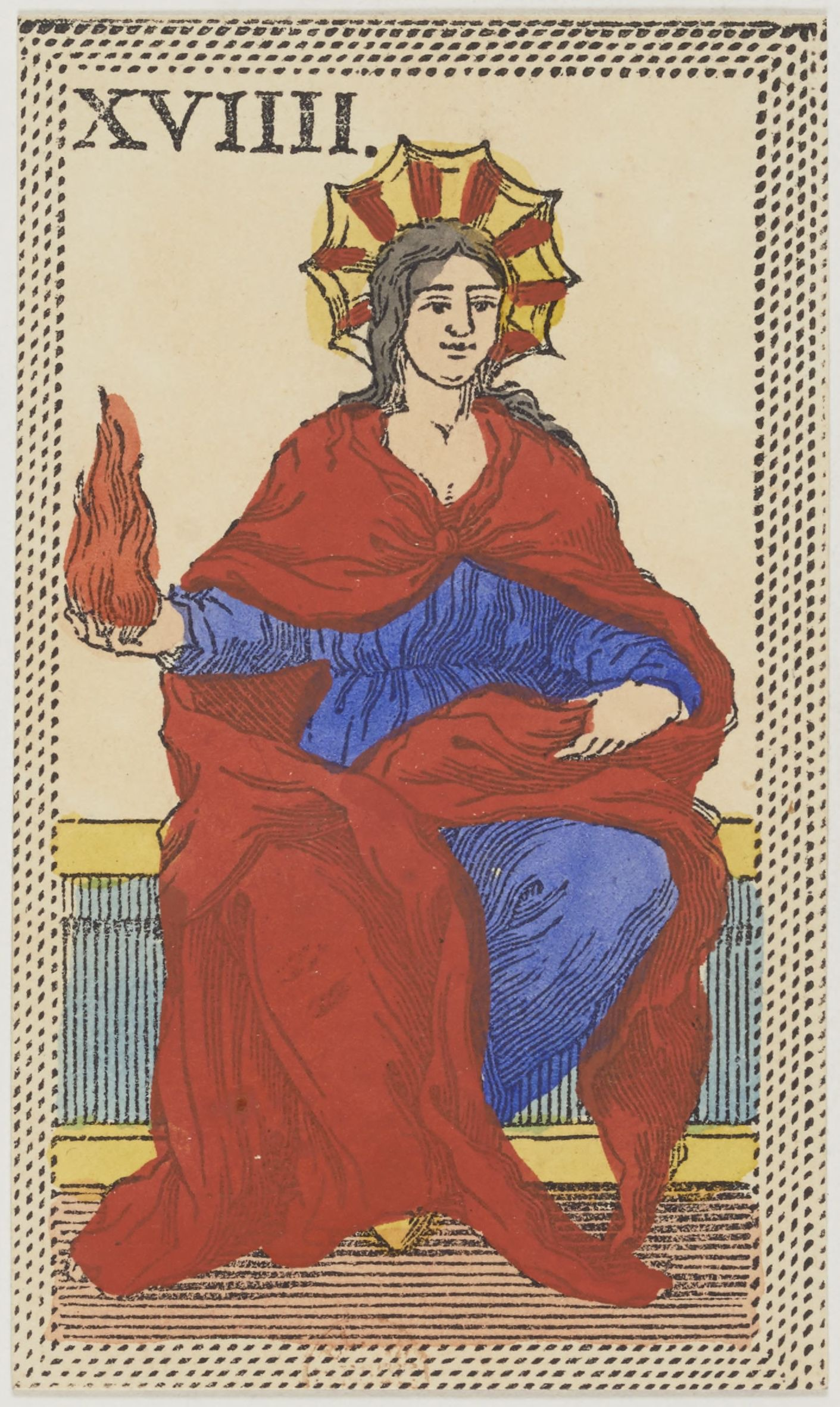
XVIIII Miłość
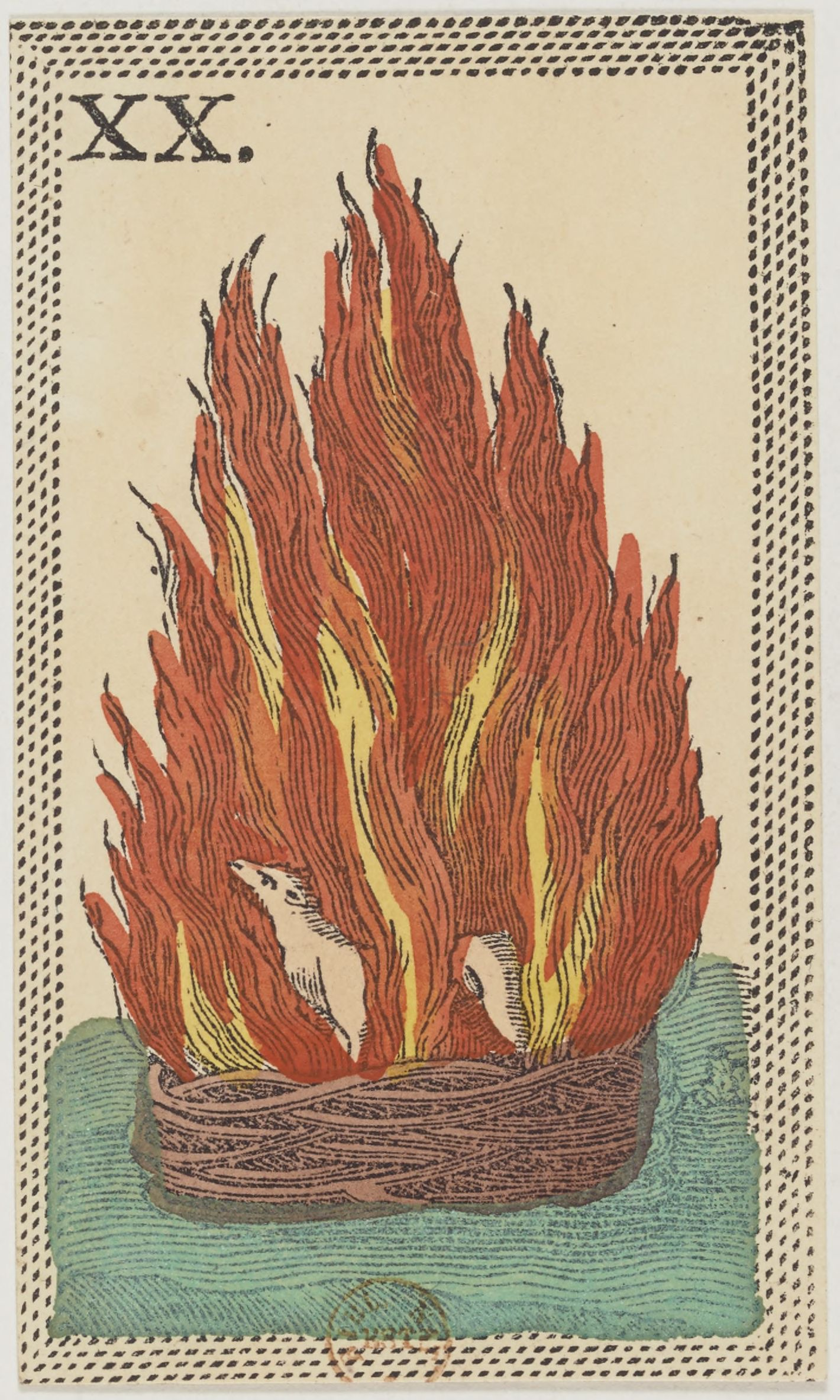
XX Ogień
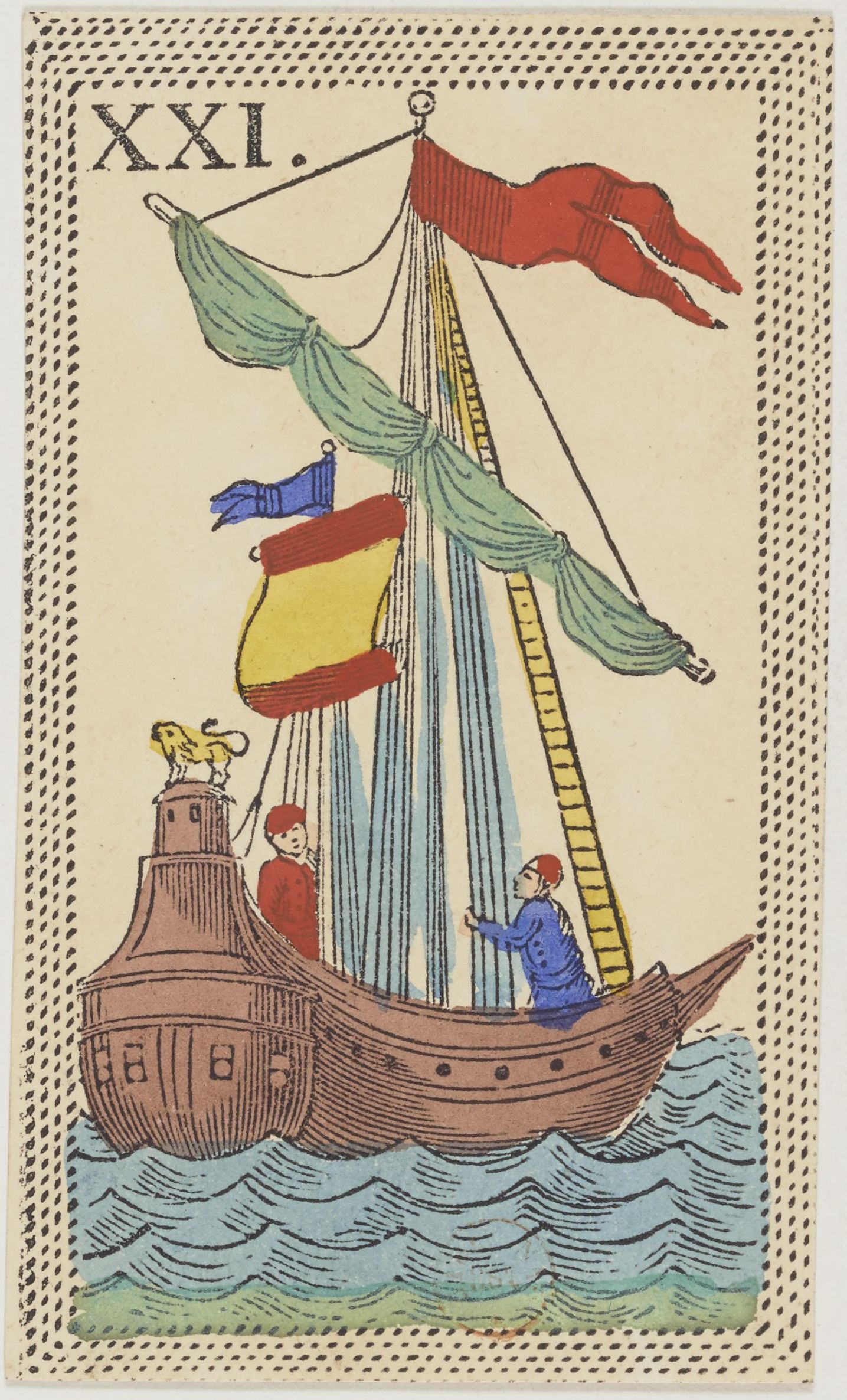
XXI Woda
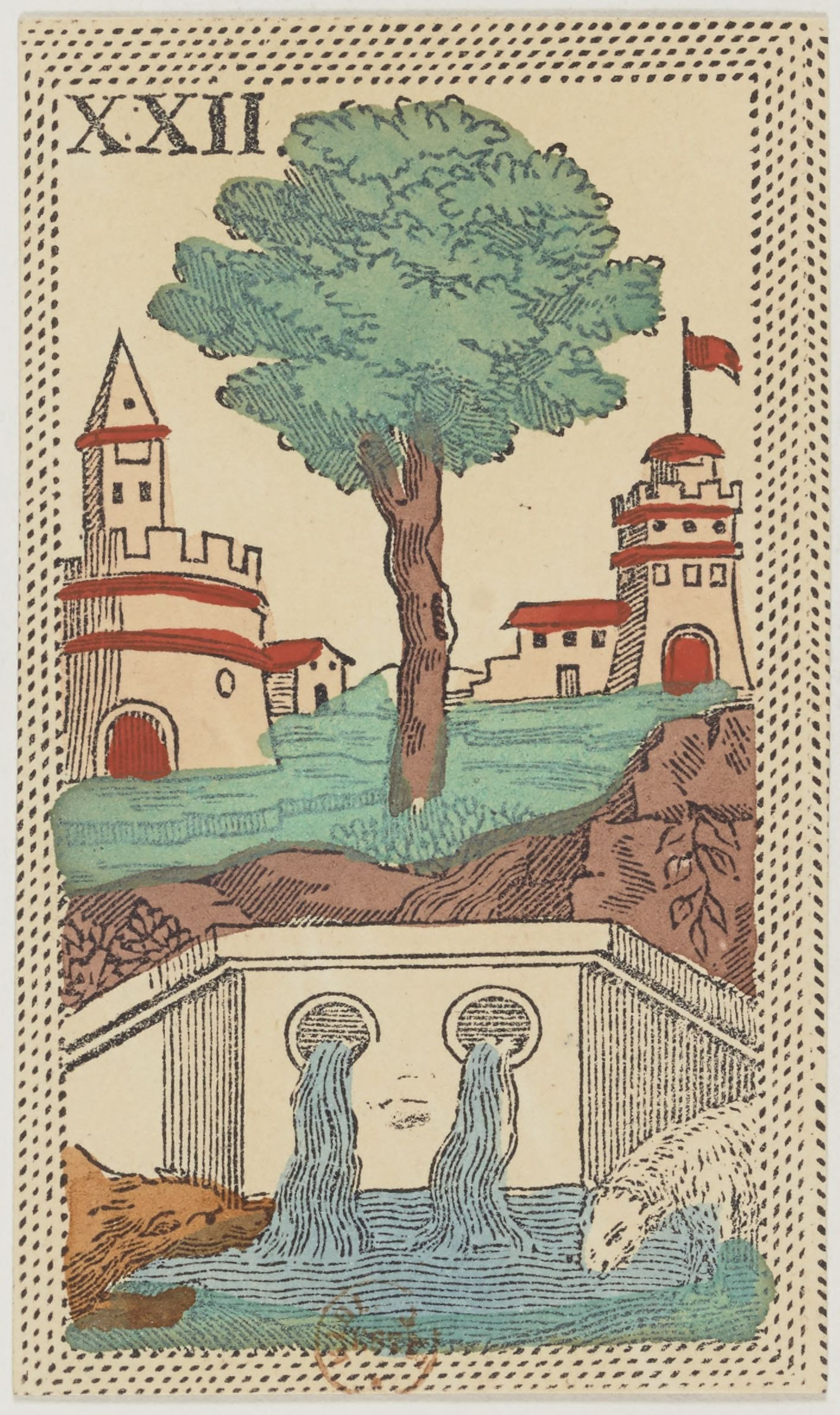
XXII Ziemia
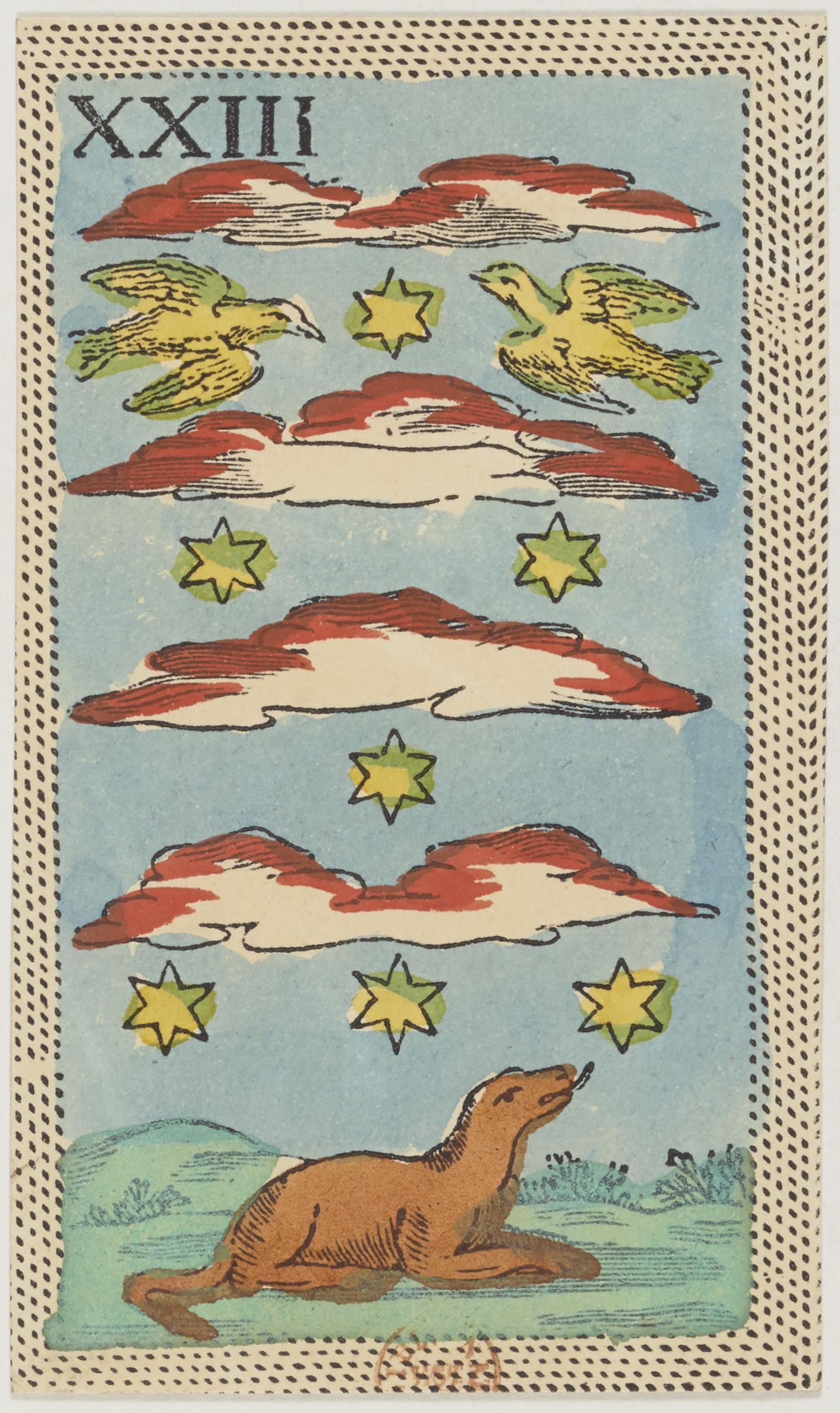
XXIII Powietrze
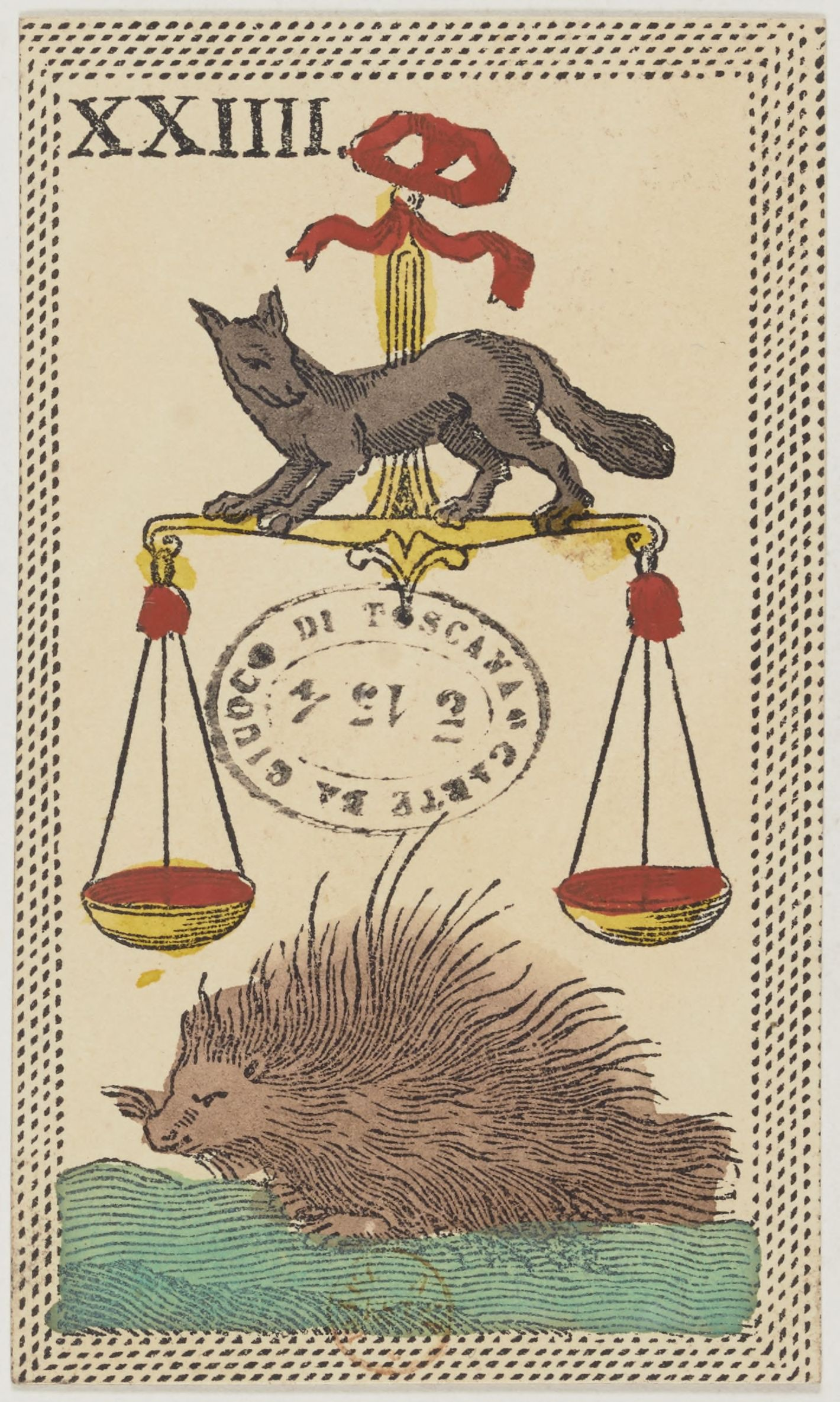
XXIIII Waga
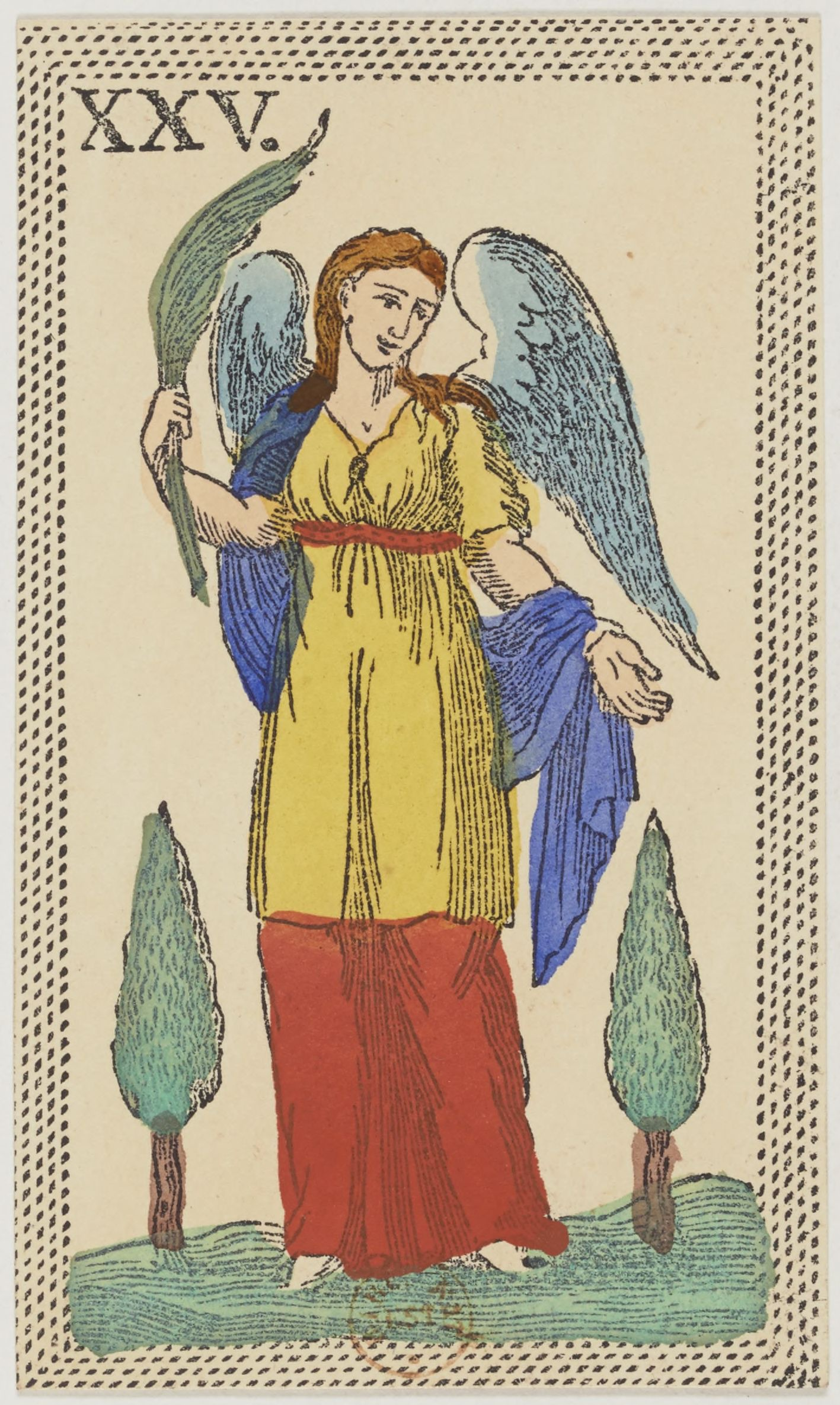
XXV Panna
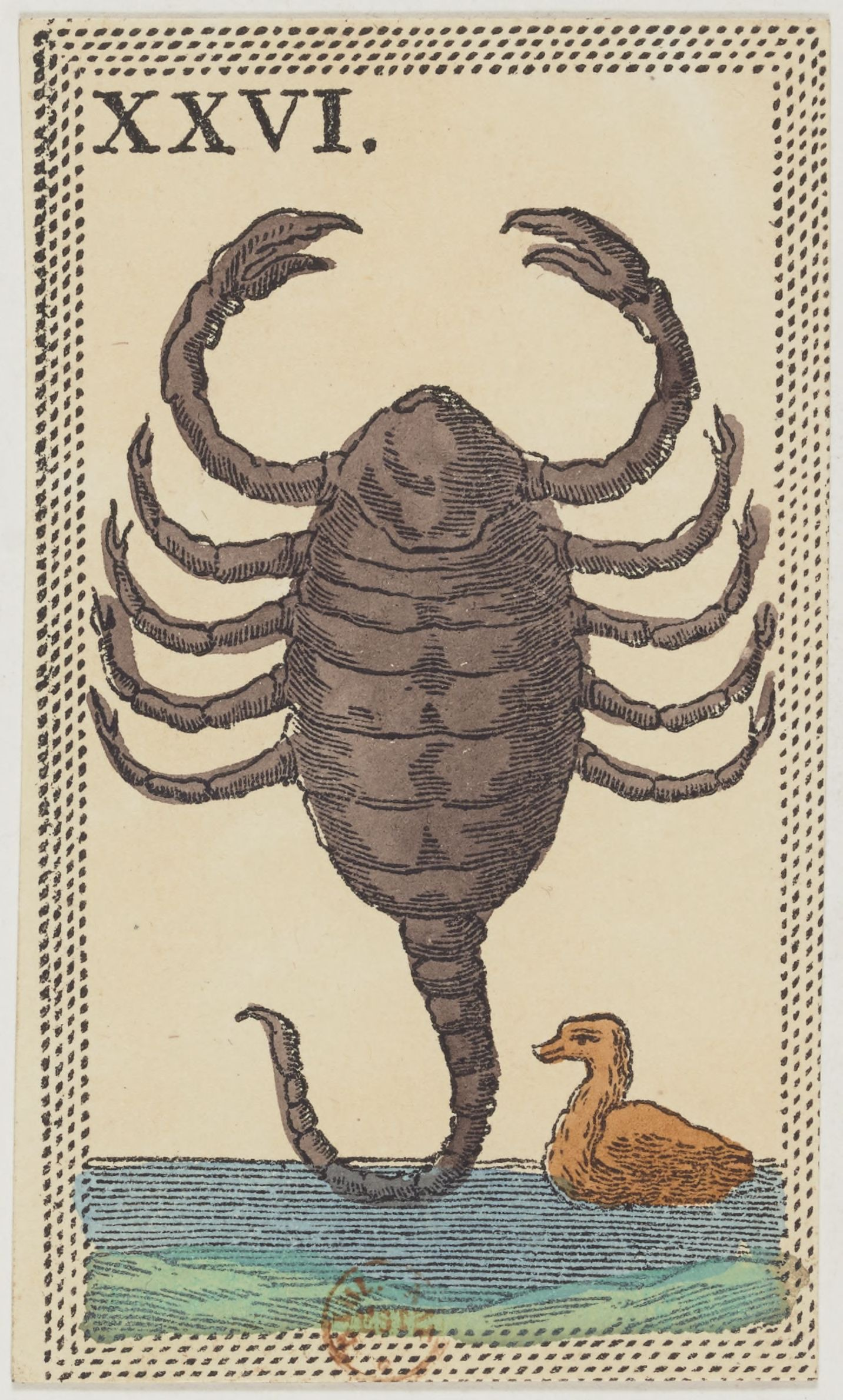
XXVI Skorpion
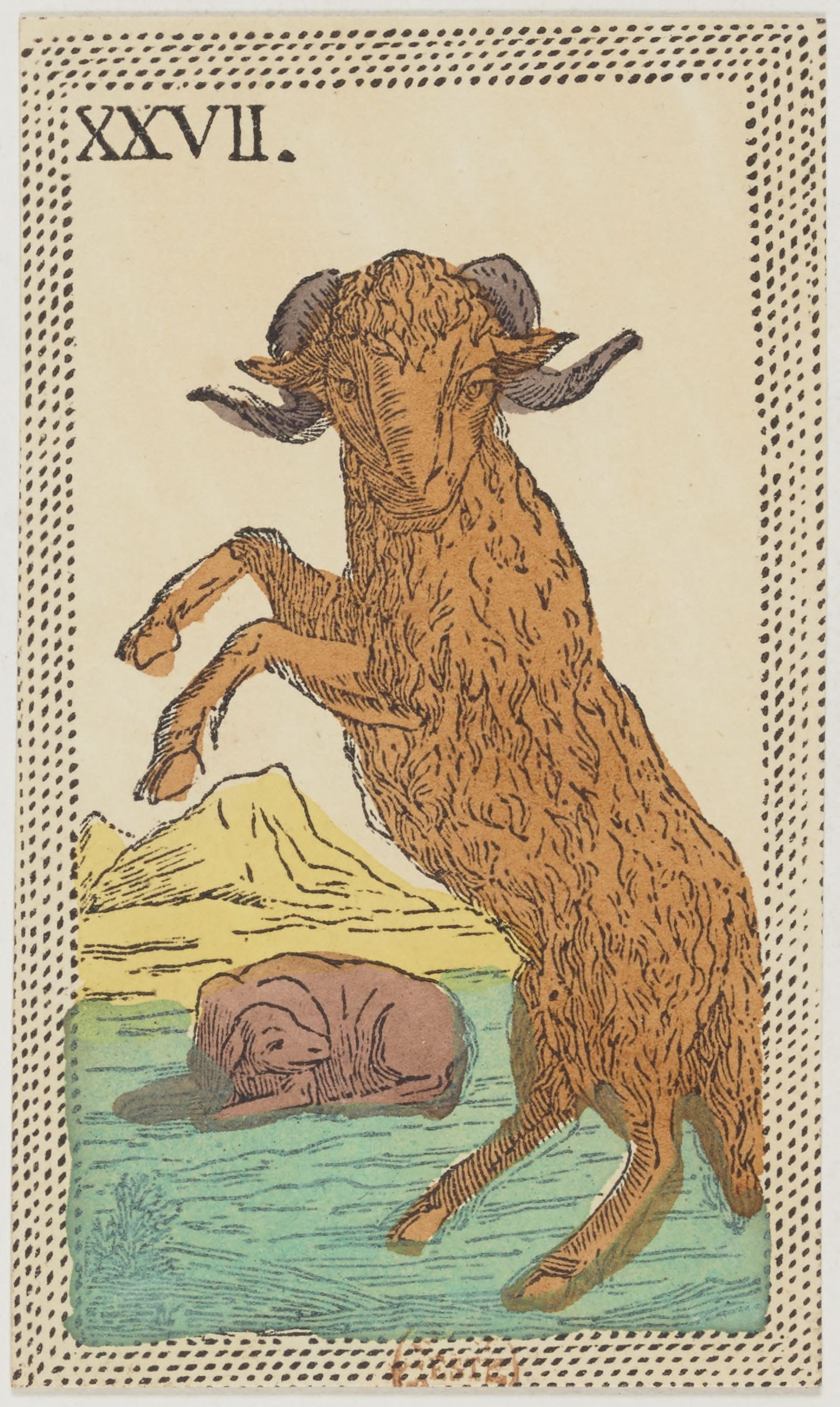
XXVII Baran
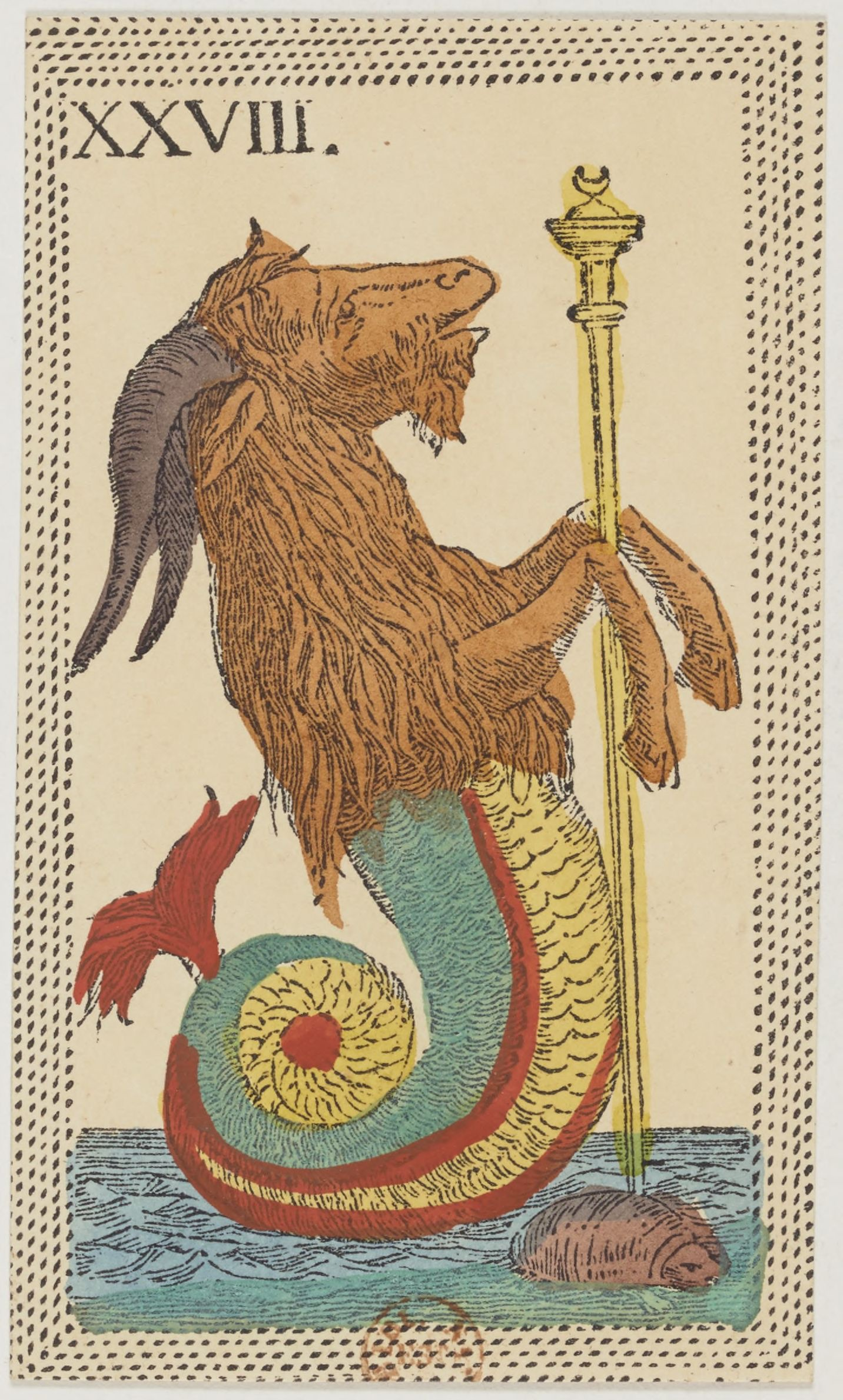
XXVIII Koziorożec
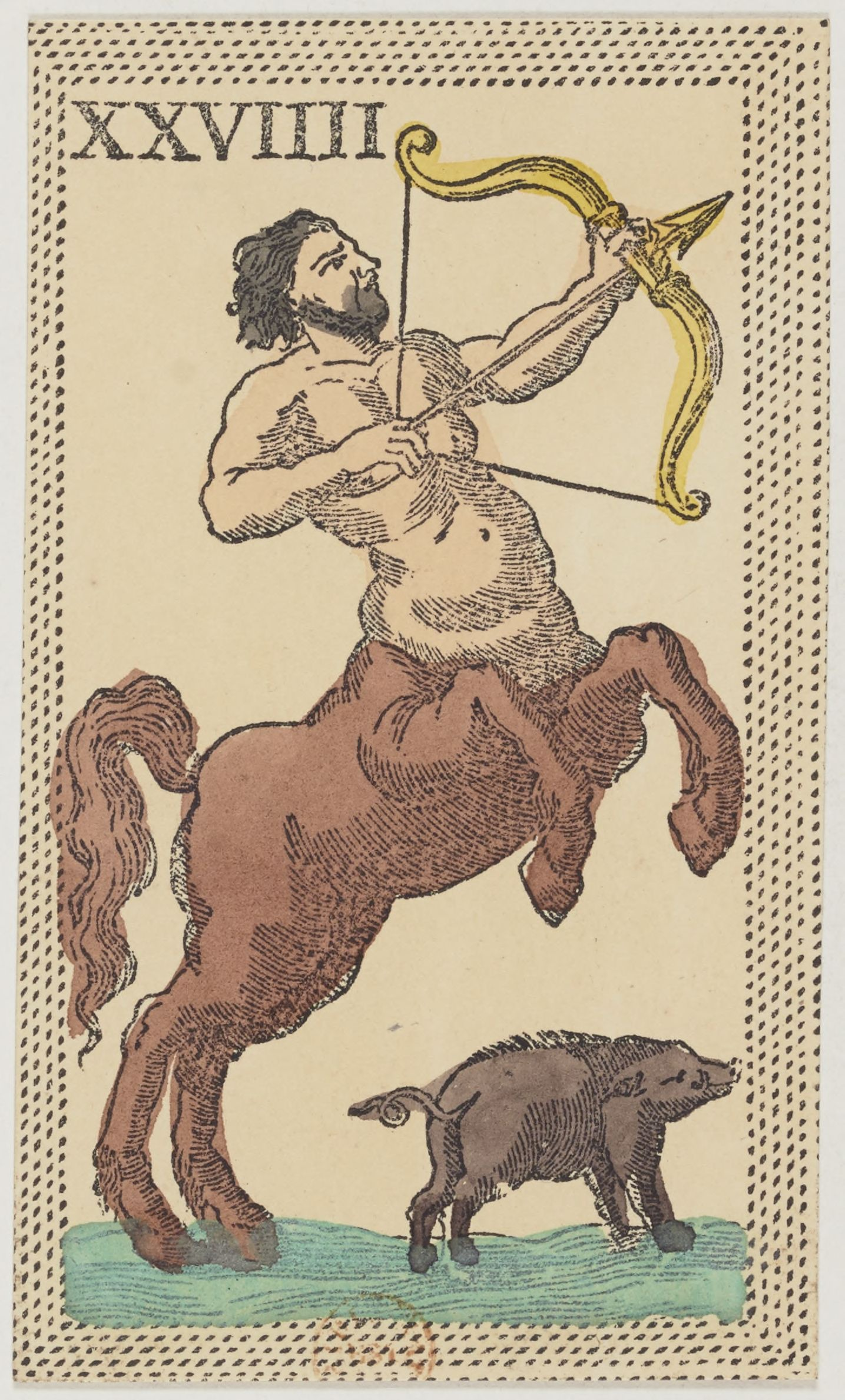
XXVIIII Strzelec
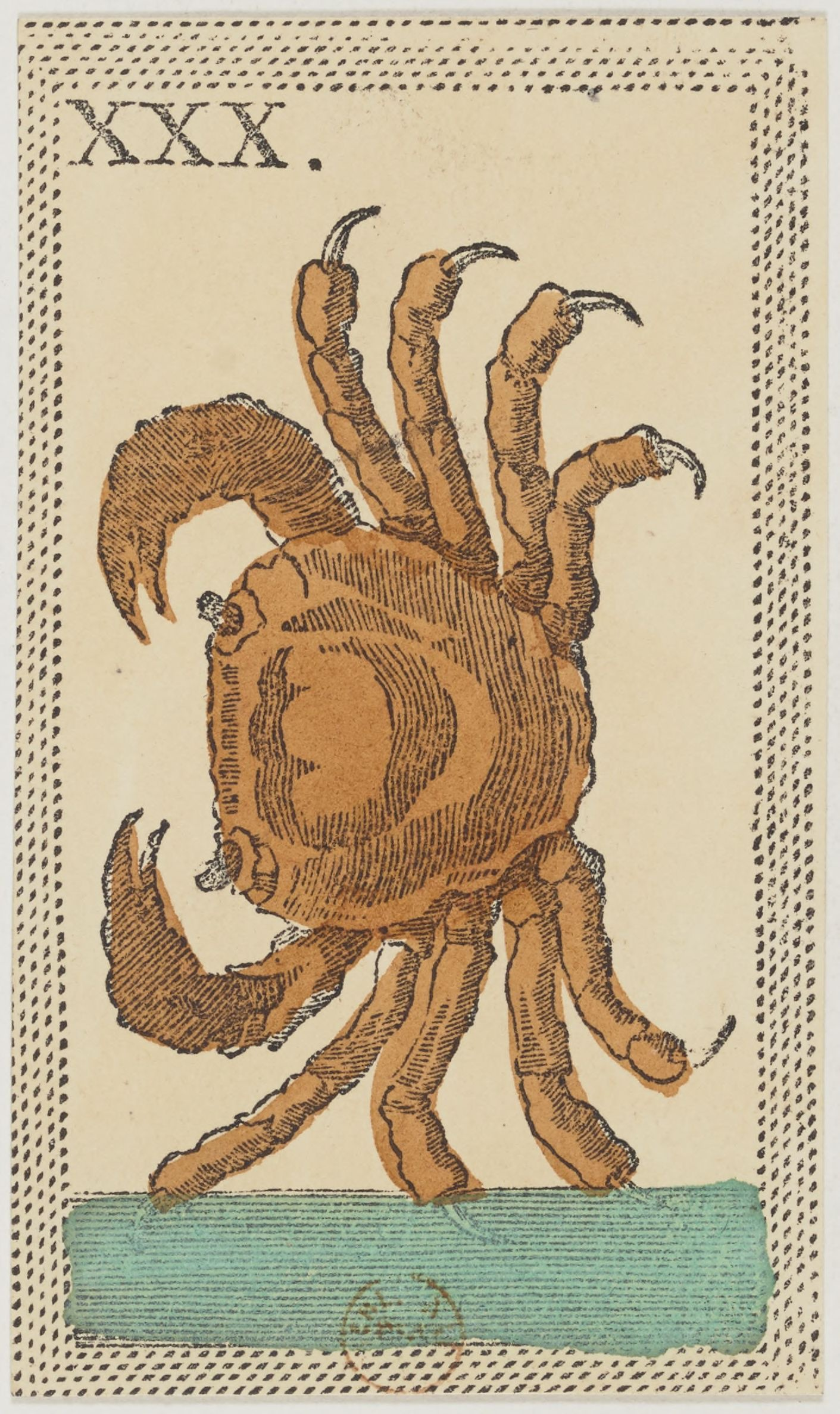
XXX Rak
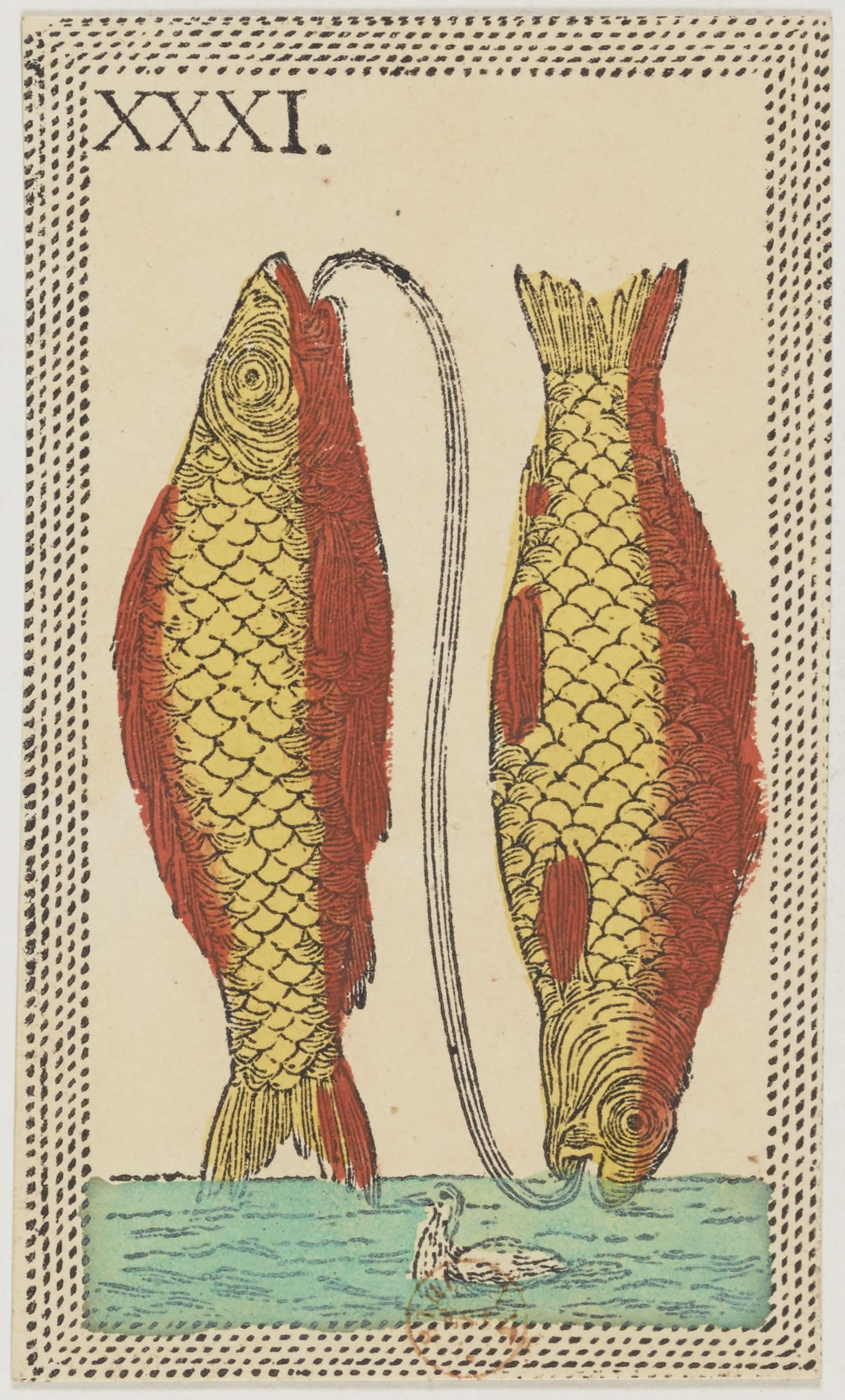
XXXI Ryby
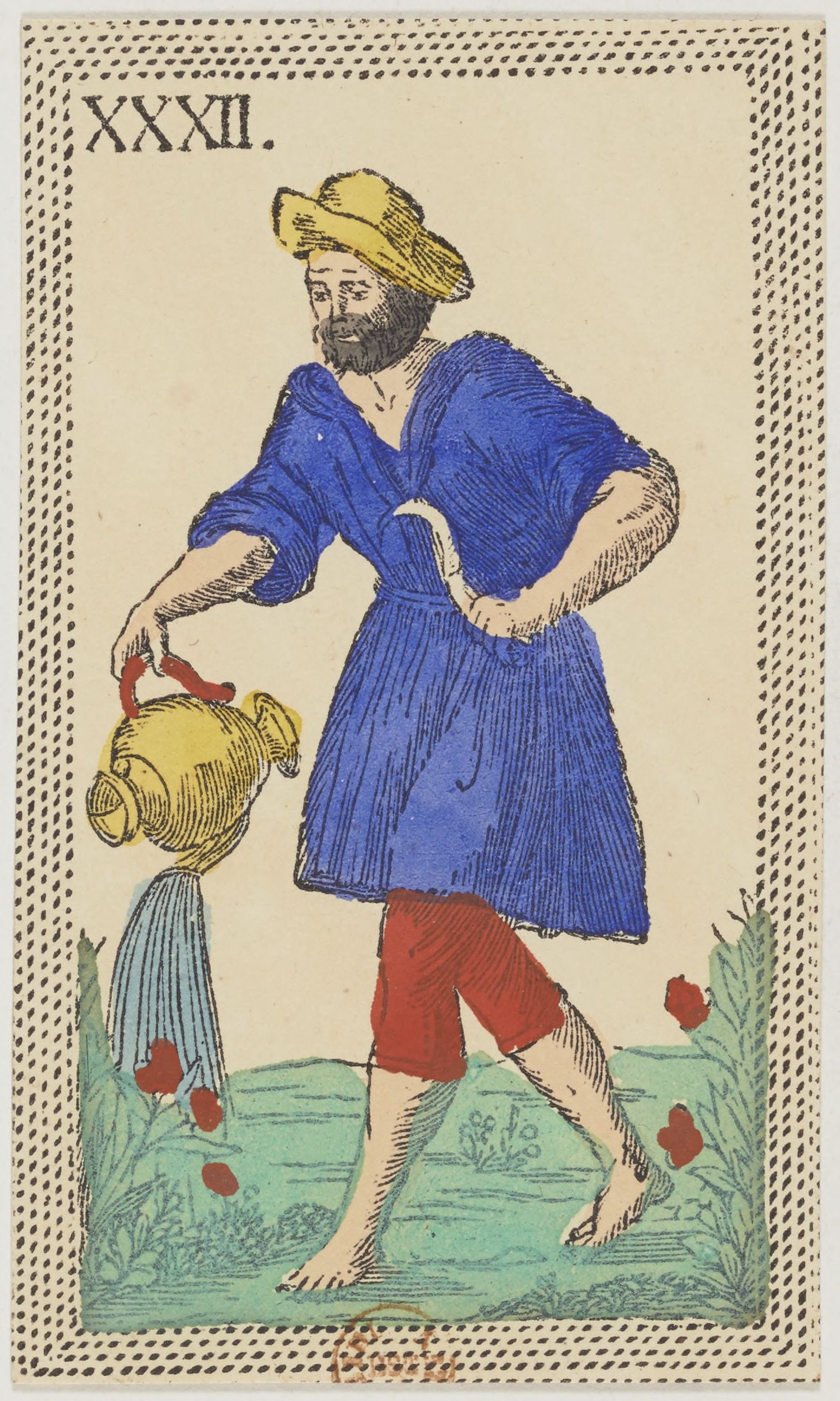
XXXII Wodnik
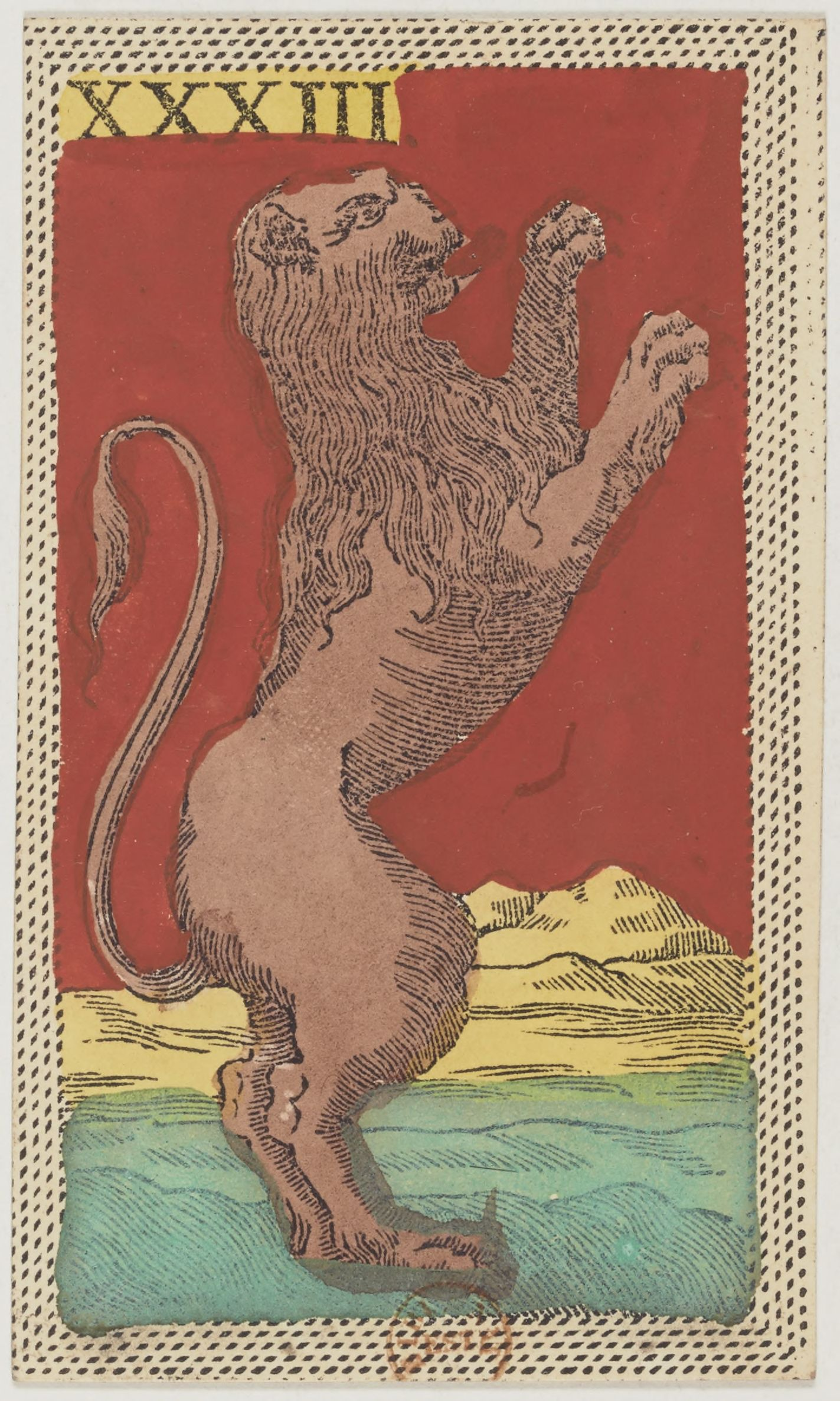
XXXIII Lew
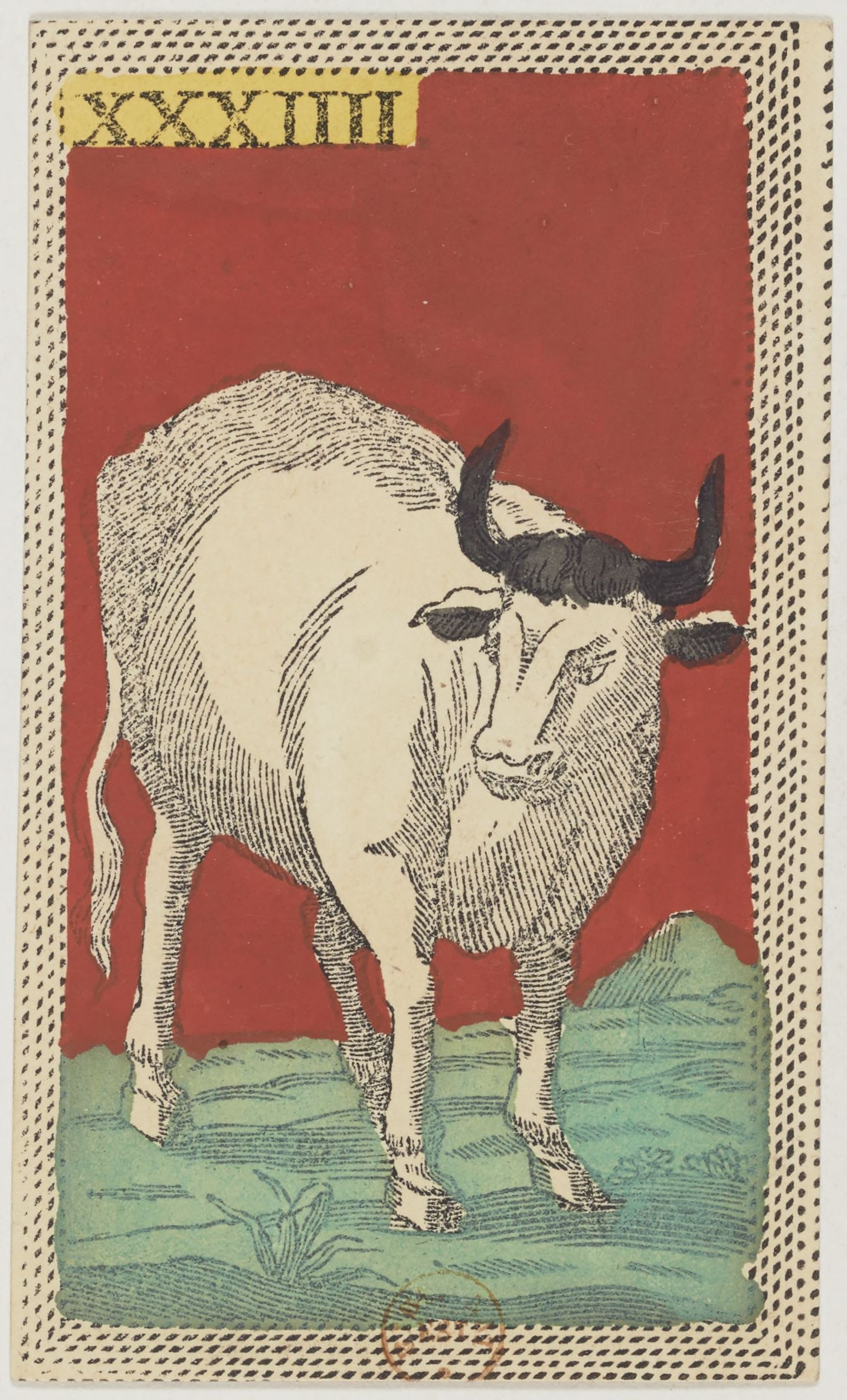
XXXIIII Byk
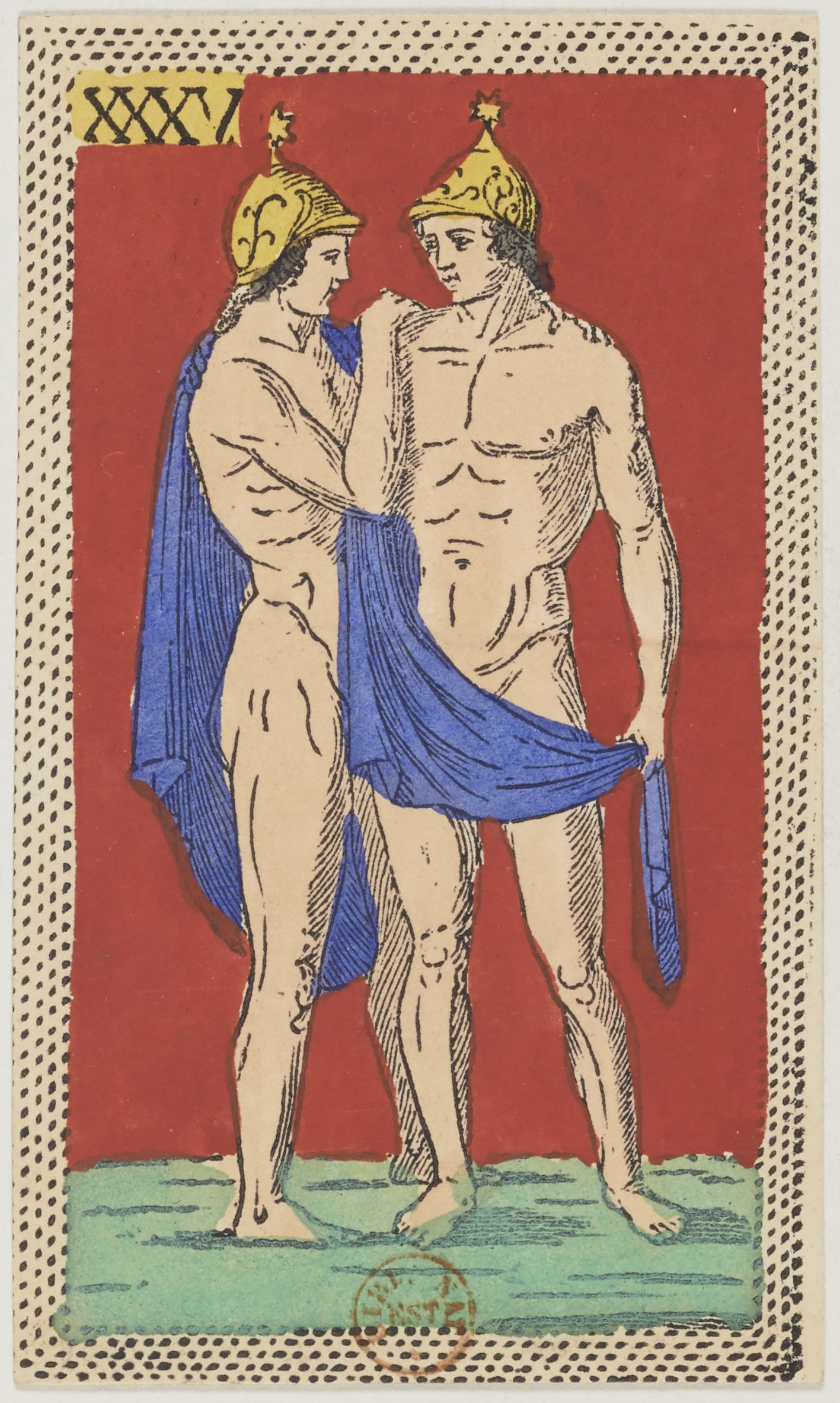
XXXV Bliźnięta
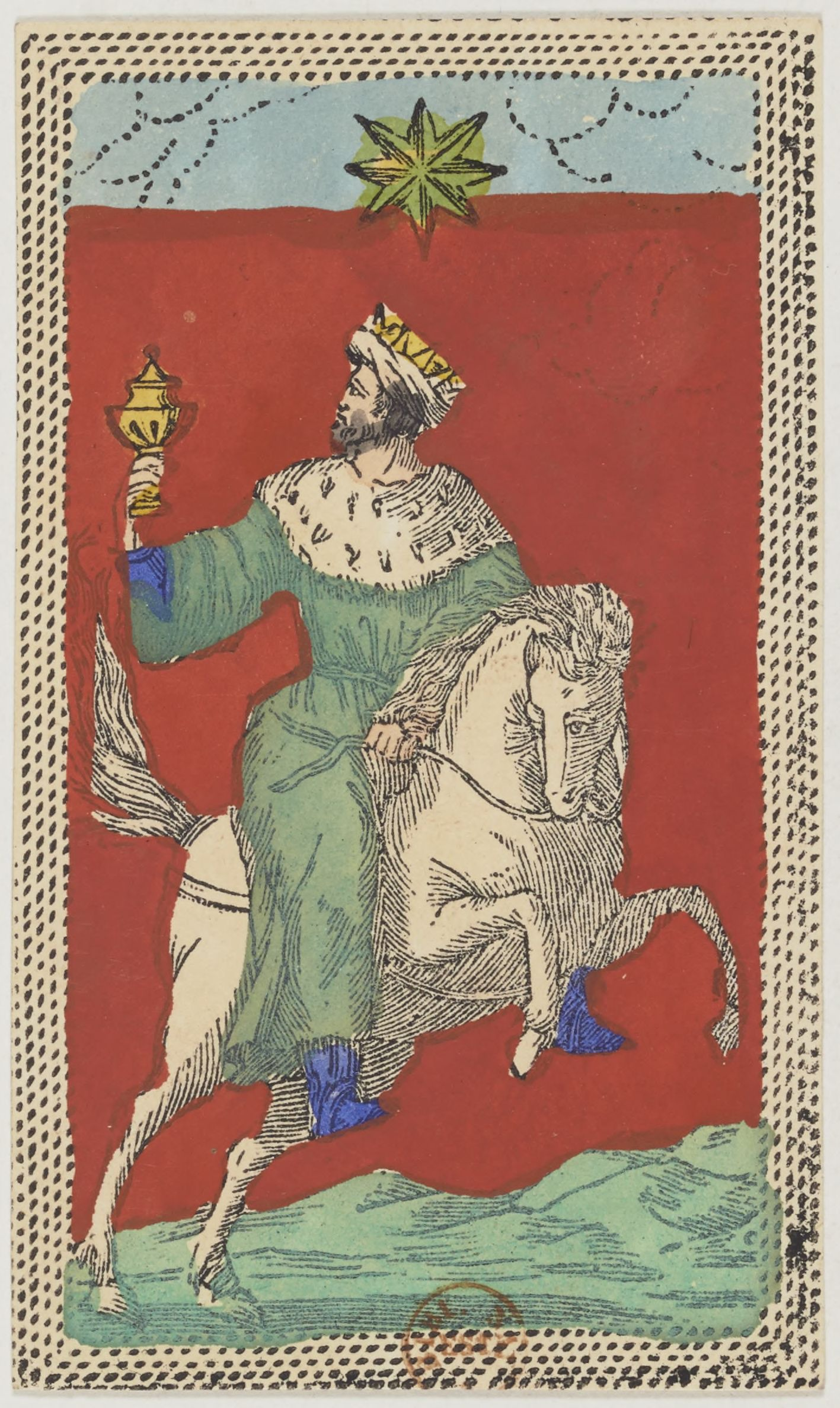
XXXVI Gwiazda
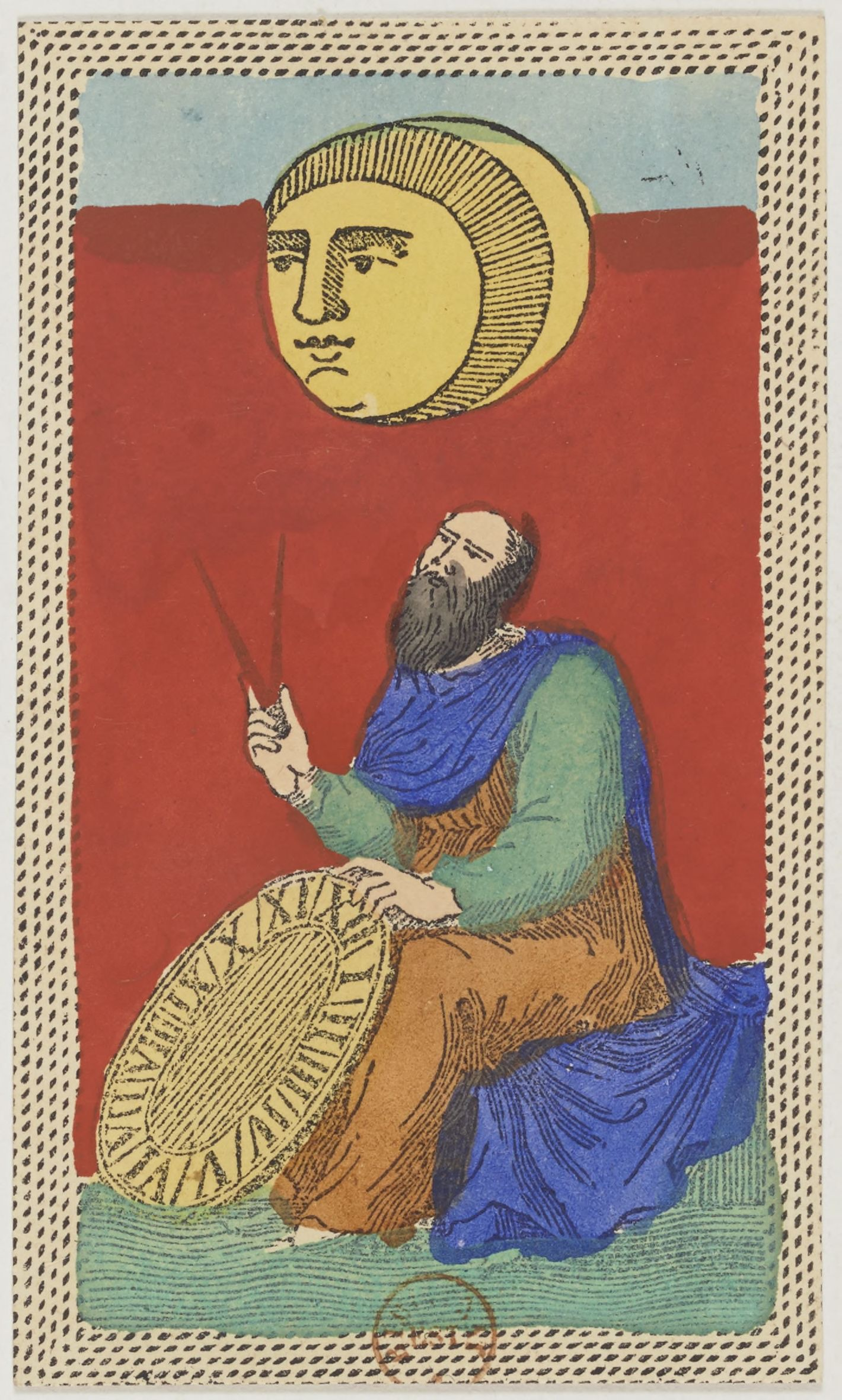
XXXVII Księżyc
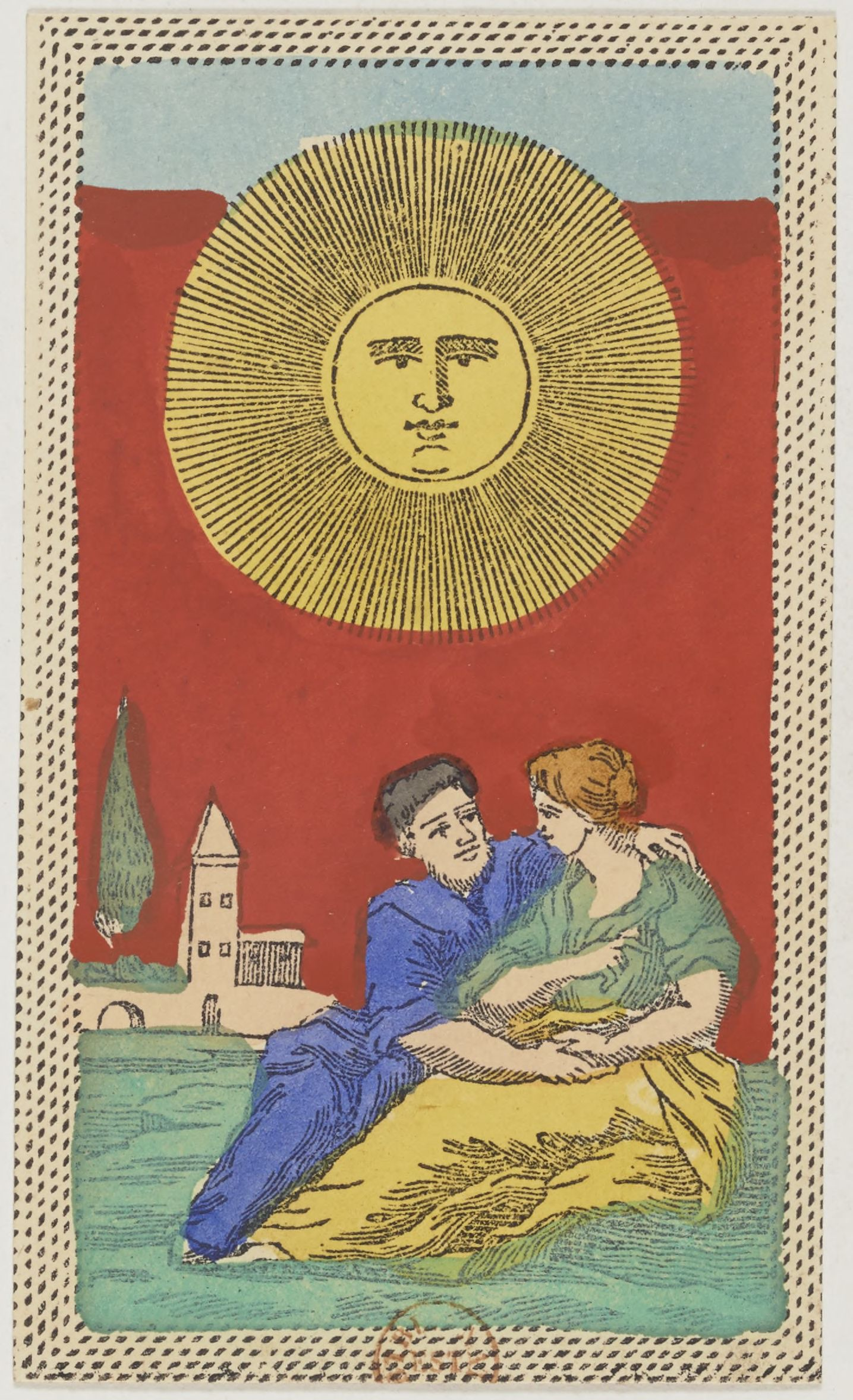
XXXVIII Słońce
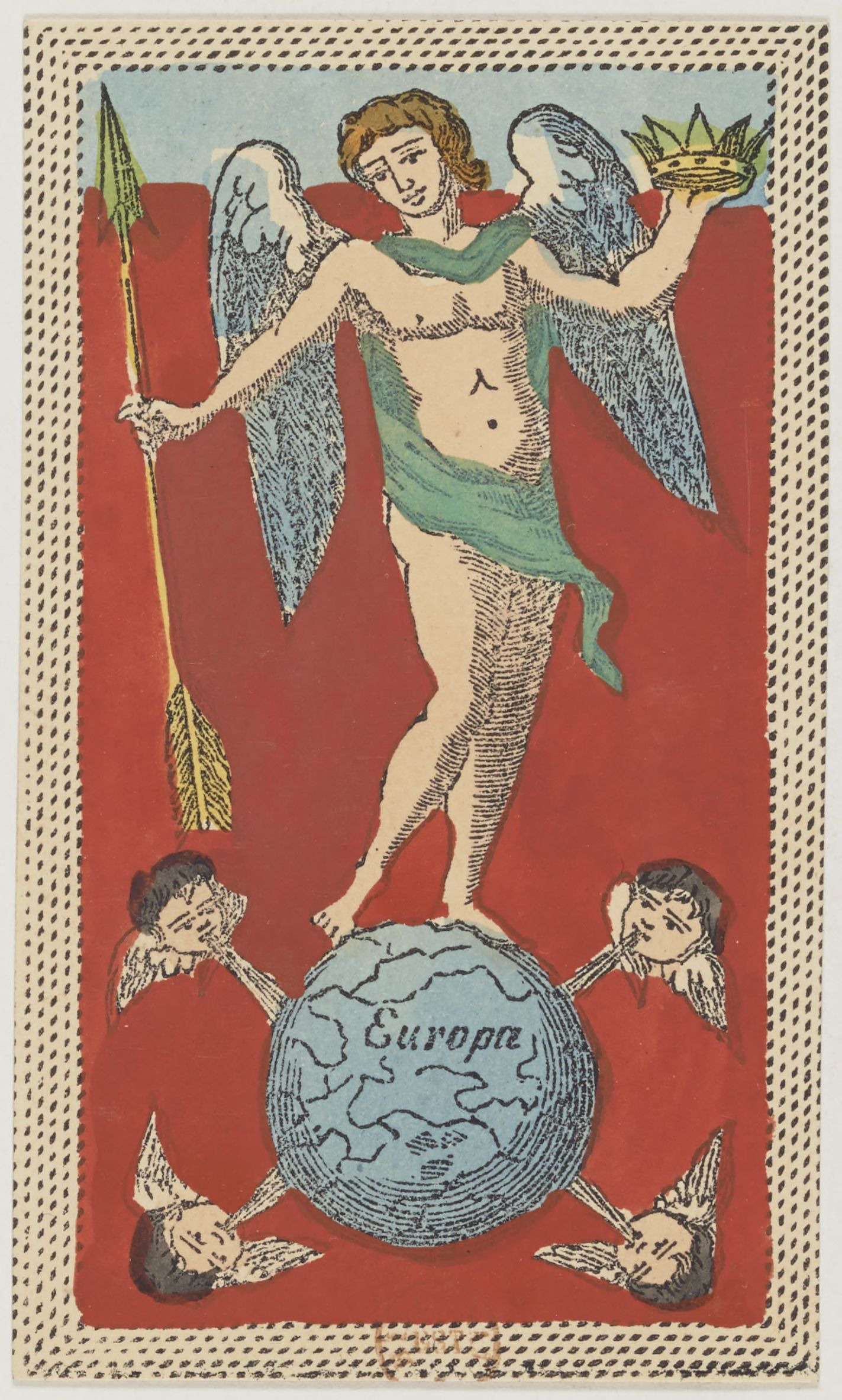
XXXVIIII Ziemia
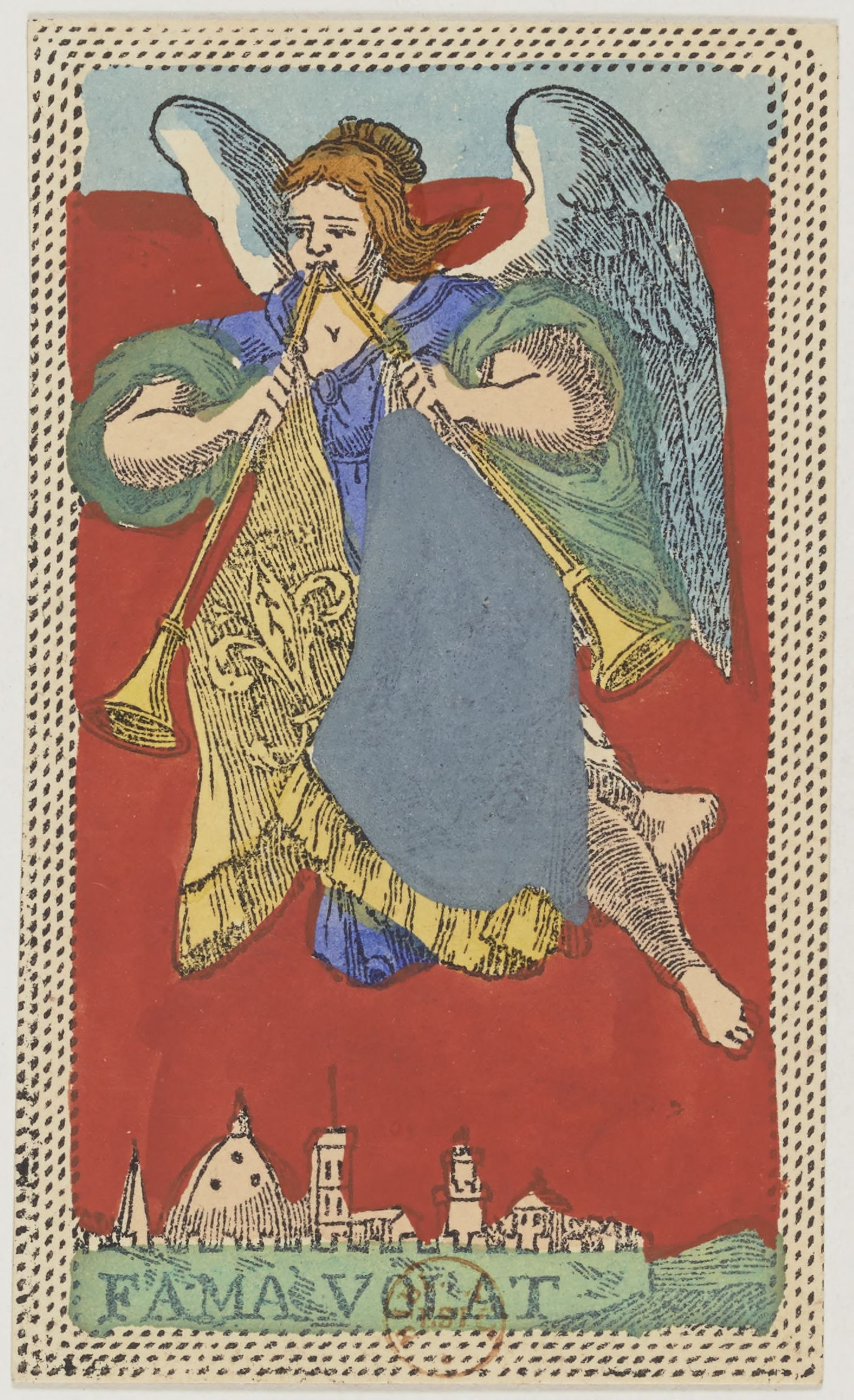
XXXX Anioł

### Tarot sycylijski
| Lp. | Nazwa                |
| --- | -------------------- |
|     | Nędzarz              |
| 1   | Kuglarz czyli Papież |
| 2   | Cesarzowa            |
| 3   | Cesarz               |
| 4   | Stałość              |
| 5   | Umiarkowanie         |
| 6   | Siła                 |
| 7   | Sprawiedliwość       |
| 8   | Kochankowie          |
| 9   | Rydwan               |
| 10  | Koło Fortuny         |
| 11  | Wisielec             |
| 12  | Pustelnik            |
| 13  | Śmierć               |
| 14  | Statek               |
| 15  | Wieża                |
| 16  | Gwiazda              |
| 17  | Księżyc              |
| 18  | Słońce               |
| 19  | Atlas                |
| 20  | Zeus                 |
|     | Głupiec              |

### Tarot boloński
| Lp. | Nazwa                     |
| --- | ------------------------- |
|     | Joker Czarny              |
|     | Joker Czerwony            |
|     | Głupiec                   |
|     | Kuglarz czyli Papież      |
|     | Maur z Niebieską Włócznią |
|     | Maur z Czerwoną Włócznią  |
|     | Maur z Czerwoną Włócznią  |
|     | Maur z Trzema Strzałami   |
| 5   | Kochankowie               |
| 6   | Rydwan                    |
| 7   | Umiarkowanie              |
| 8   | Sprawiedliwość            |
| 9   | Siła                      |
| 10  | Koło Fortuny              |
| 11  | Pustelnik                 |
| 12  | Wisielec                  |
| 13  | Śmierć                    |
| 14  | Diabeł                    |
| 15  | Wieża                     |
| 16  | Gwiazda                   |
|     | Księżyc                   |
|     | Słońce                    |
|     | Świat                     |
|     | Anioł                     |